# Thailand
Thailand (thailändisch ประเทศไทย [pratʰêːt tʰaj]), offiziell Königreich Thailand (ราชอาณาจักรไทยⓘ [râːt͡ɕʰáʔaːnaːt͡ɕàk tʰaj], umgangssprachlich: เมืองไทยⓘ [mɯːaŋ tʰaj]), ist ein Staat in Südostasien. Er grenzt an Myanmar, Laos, Kambodscha, Malaysia, das Andamanische Meer (Teil des Indischen Ozeans) und den Golf von Thailand (Teil des Pazifischen Ozeans). Die Hauptstadt und mit Abstand größte Stadt des Landes ist Bangkok. Das Land ist de jure eine konstitutionelle Monarchie. König Bhumibol Adulyadej war von 1946 bis zu seinem Tod im Jahr 2016 Staatsoberhaupt. Seit 1. Dezember 2016 ist sein Sohn Maha Vajiralongkorn thailändischer König.
Bis 1939 wurde das Land, das ungefähr auf dem Gebiet des heutigen Staates lag, als Siam bezeichnet. Die etwa 69 Millionen Bewohner sind zu 75 % ethnische Thai und zu 14 % Chinesen; in den drei südlichsten Provinzen leben überwiegend Malaien. Der Buddhismus ist die dominierende Religion, fast 94 % der Thailänder bekennen sich zu ihm, er wird vom Staat besonders gefördert, ist aber keine offizielle Staatsreligion; 5,1 % sind Muslime.
Thailand ist ein Schwellenland mittleren Einkommens, das vom Entwicklungsprogramm der Vereinten Nationen als Land mit einer hohen menschlichen Entwicklung eingestuft wird. Das Land konnte in den letzten Jahrzehnten die Armut deutlich senken. Dabei profitierte es vom Konsum einer wachsenden Mittelklasse und der zunehmenden Integration in den Welthandel. Thailands wichtigste Einnahmequelle ist jedoch der Tourismus. 2017 besuchten 35 Millionen Touristen das Land. Seine Hauptstadt Bangkok war 2018 die meistbesuchte Stadt der Welt.

## Geographie
Das Territorium Thailands nimmt einen beträchtlichen Teil der Landfläche Südostasiens ein und erstreckt sich südöstlich der letzten Ausläufer des Himalaya bis auf die Malaiische Halbinsel und umschließt dabei den Golf von Thailand, ein Randmeer des Südchinesischen Meeres. Die Landfläche Thailands erinnert in ihrer Gestalt entfernt an den Kopf eines Elefanten. Die maximale Ausdehnung in Nord-Süd-Richtung liegt bei 1770 Kilometer, in Ost-West-Richtung bei 780. Die Grenze ist insgesamt 5326 Kilometer lang. Die Küste ist im Golf von Thailand 1878 Kilometer und im andamanischen Meer 937 Kilometer lang. Insgesamt hat Thailand eine Fläche von 513.115 km². Thailand liegt zwischen 5° 37’ und 20° 27’ nördlicher Breite und zwischen 97° 22’ und 105° 37’ östlicher Länge.
Die Nordregion ist bergig, dort findet sich der höchste Punkt des Landes: Doi Inthanon (2565 m). Der Nordosten (Isan) besteht aus der Khorat-Hochebene, einer im Sommer staubtrockenen und in der Regenzeit überschwemmten Landschaft, die keine intensive Landwirtschaft zulässt. Bewässerungsprojekte und Staudämme sollen hier Abhilfe schaffen. Die dortige Bevölkerung ist ärmer als der Durchschnitt des Landes. Im Norden und Osten des Isan bildet der Mekong die Grenze zu Laos.
Die Zentralregion wird beherrscht vom Mae Nam Chao Phraya (Chao-Phraya-Fluss), der dem fruchtbaren Land Wasser zuführt und südlich von Bangkok in den Golf von Thailand mündet. Die Ostregion ist landwirtschaftlich geprägt und liegt am Golf von Thailand. Die schönen Strände und vorgelagerten Inseln führten zu einem verstärkten Tourismus. Die Zentralebene und die Ostküste (Eastern Seaboard) sind das wirtschaftliche Herz des Landes. Die Südregion liegt auf der langgestreckten malaiischen Halbinsel, die den Pazifischen Ozean vom Indischen Ozean trennt. Der Isthmus von Kra bildet die schmalste Stelle zwischen den beiden Meeren und ist nur 64 km breit. Daher wird er in Thailand auch als „dünner Hals“ bezeichnet. Berglandschaften (im nördlichen Teil das Tenasserim-Gebirge an der Grenze zu Myanmar, im äußersten Süden das Grenzgebirge Sankalakhiri zu Malaysia), Regenwald und Traumstrände wechseln sich ab.
Größere Städte sind neben der Hauptstadt Bangkok: Chiang Mai, Nonthaburi, Samut Prakan, Hat Yai, Nakhon Ratchasima (früher Khorat), Khon Kaen und Chon Buri.
Thailand unterteilt sich in sechs Regionen mit 76 Provinzen; die Namen der Provinzen und ihrer Hauptstädte sind identisch.
Die sechs thailändischen Regionen sind:
- Nordthailand mit Provinzen wie Chiang Mai und Chiang Rai
- Nordost-Thailand (auch als Isan bekannt) mit Provinzen wie Khon Kaen und Nakhon Ratchasima
- Zentralthailand mit Provinzen wie Bangkok, deren Hauptstadt gleichzeitig Hauptstadt von ganz Thailand ist, und Phra Nakhon Si Ayutthaya
- Ostthailand mit Provinzen wie Chon Buri und Trat (hier liegen das Seebad Pattaya und Inseln wie Ko Chang und Ko Samet)
- Westthailand mit Provinzen wie Kanchanaburi mit der Brücke am Kwai und Phetchaburi mit Cha-am
- Südthailand mit Provinzen wie Phuket und Surat Thani mit der Insel Ko Samui

### Gewässer
Mehr als zwei Drittel des Territoriums von Thailand werden von zwei Flusssystemen entwässert. Es sind dies der Mae Nam Chao Phraya mit seinen Nebenflüssen Mae Nam Ping, Mae Nam Yom, Mae Nam Nan und Mae Nam Wang sowie der Mekong mit seinen Nebenflüssen Mae Nam Mun, Mae Nam Chi und Mae Nam Ing. Im bergigen Norden Thailands greifen die Entwässerungsgebiete dieser beiden Flüsse sehr stark ineinander, in Zentralthailand bildet das Phetchabun-Gebirge die Wasserscheide.
Die Wasserführung beider Flusssysteme ist jeweils starken jahreszeitlichen Schwankungen unterworfen. Ihre Unterläufe sind durch ein sehr geringes Gefälle gekennzeichnet, was zu häufigen Überschwemmungen, Sedimentablagerungen und Verlagerungen der Flussläufe führt. Beide Flüsse werden durch zahlreiche Staudämme und -seen reguliert, an ihren Ufern wird intensiver Reisanbau betrieben.
Im Süden Thailands gibt es nur kurze Flüsse, nennenswert sind Tapi, Phum Duang und Pattani. Sie führen während des Nordostmonsuns, also im Winter, regelmäßig Hochwasser.
Bedeutende Seen sind der Songkhla-See, der Nong Han, Phayao-See, Bueng Lahan und der Bueng Boraphet.

### Klima
Das Klima ist tropisch-monsunal. Die Jahresdurchschnittstemperaturen liegen zwischen 28 °C im Süden und 19 °C am Doi Inthanon, Thailands kühlstem Punkt im äußersten Norden. Die jahreszeitlichen Schwankungen sind überall gering; während im Norden drei Jahreszeiten festgestellt werden können (relativ kühl zwischen November und Februar, sehr heiß mit Temperaturen von deutlich über 35 °C von März bis Mai und heiß von Mai bis November), sind im Süden die Temperaturen ganzjährig etwa gleich. Die Tagesamplituden liegen zwischen 6 °C und 10 °C im Süden und in der feuchten Jahreszeit im Norden, in der trockenen Jahreszeit des Nordens liegt die Tagesamplitude zwischen 9 °C und 19 °C.
Die Monsunwinde haben regional verschiedene Auswirkungen: Der Nordostmonsun im Winter bringt kontinentale Luft und bewirkt Trockenheit in Nordthailand, während sich die Luft über dem Golf von Thailand mit Feuchtigkeit anreichert und Regen in Südthailand verursacht. Der sommerliche Südwestmonsun bringt generell feuchte Luftmassen und bewirkt Niederschläge im ganzen Land. Der Süden kennt somit 8 bis 11 humide Monate pro Jahr, während der Nordosten nur auf viereinhalb bis fünfeinhalb humide Monate kommt.
Vereinzelt und in viel geringerer Frequenz als in den Nachbarstaaten treten in Thailand tropische Zyklone auf, die aus dem südchinesischen Meer und dem Golf von Thailand kommend auf das thailändische Festland treffen.

### Geomorphologie
Das Gebiet des heutigen Thailand war zwischen Paläozoikum und oberem Jura von einem flachen Meer bedeckt. In dieselbe Epoche fallen die ersten Nord-Süd-Faltungen. Zwischen Mesozoikum und mittlerem Tertiär fand eine intensive Verwitterung der Oberfläche bei gleichzeitig wenig tektonischer Aktivität statt. Das Ergebnis sind Sandsteingebirge mit Tafelbergen und Turmkarst-Landschaften. In der jüngsten Epoche, beginnend mit dem jungen Tertiär, begann die Kollision der indisch-australischen Platte mit dem eurasisch-chinesischen Festland. Es kam zur Faltung und Hebung bei gleichzeitiger Entstehung von nord-südlich verlaufenden Gebirgszügen mit Kerbtalreliefs und intramontanen Ebenen. Die seitdem durch Sedimentablagerungen entstandenen Aufschüttungsebenen sind für die Besiedlung von Bedeutung.
In ihnen herrschen Fluvisole vor, die intensiv zum Nassreisanbau genutzt werden und deshalb größtenteils in Anthrosole verwandelt wurden. Auf den Rumpfflächen findet man Ferralsole, Plinthosole und Acrisole, welche bereits wenige Jahre nach ihrer Rodung nicht mehr ertragreich sind. In Hanglagen herrschen Acrisolen und Cambisolen vor, welche sehr stark zu Erosion neigen.

### Flora

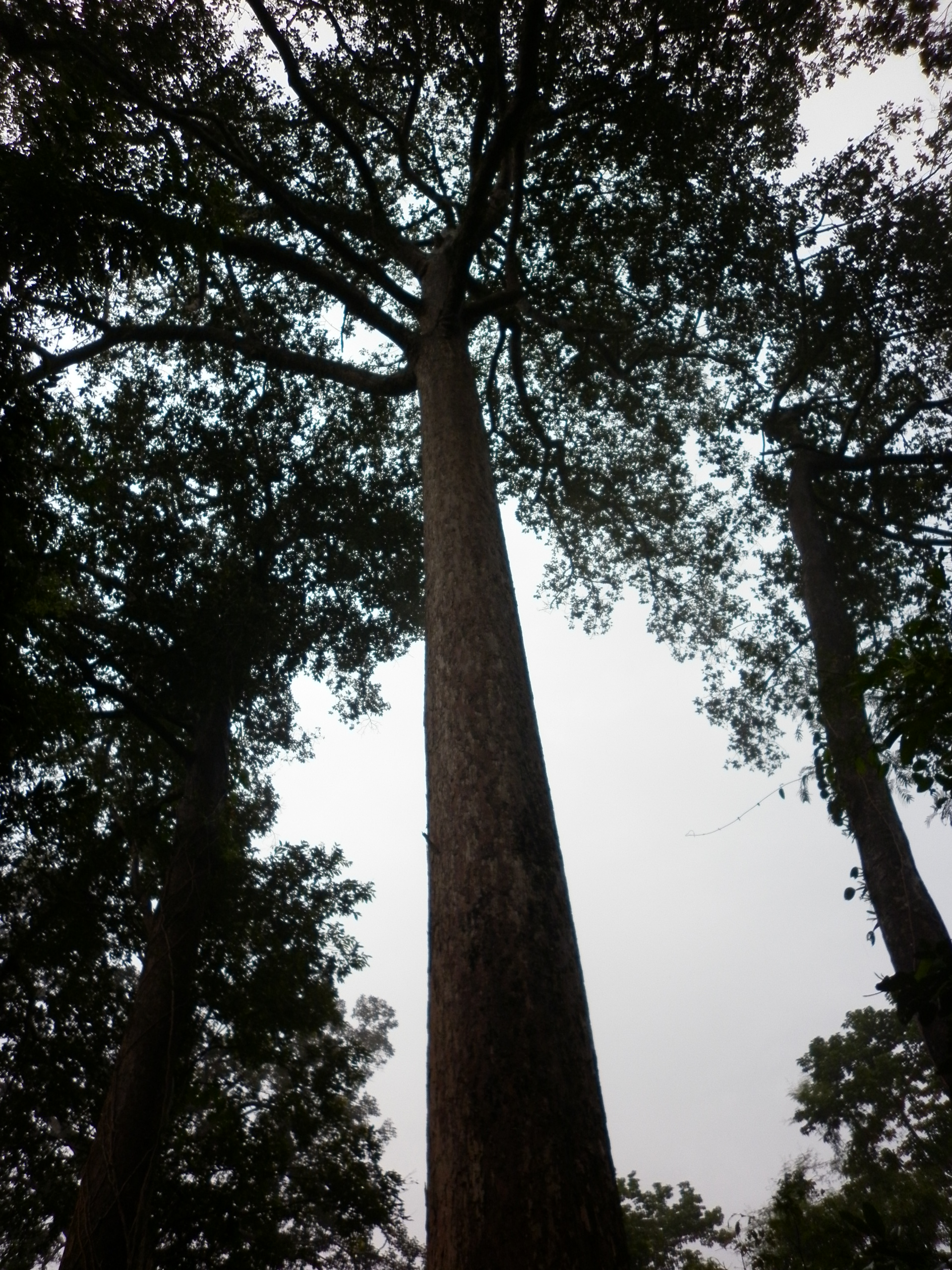
Dipterocarpus alatus

Die natürliche Vegetation Thailands besteht aus Wald; noch für das Jahr 1960 wurde eine Waldbedeckung von 75 bis 80 Prozent angegeben. Dieser Wert ist bis heute, je nach Quelle, auf 18 bis 26 Prozent gesunken, was auf das starke Bevölkerungswachstum, Maßnahmen zur Steigerung der Lebensqualität und den strategischen Straßenbau und die damit verbundene Kolonisierung in Ostthailand während des Vietnamkriegs zurückzuführen ist.
In Süd- und Westthailand herrschen artenreiche tropische Regenwälder vor, die gerade aufgrund ihrer hohen Biodiversität wirtschaftlich wenig genutzt werden. Sie haben jedoch ein hohes Potenzial etwa für Pharmaunternehmen. Pflanzenarten, die genutzt werden, sind der Holzölbaum und Fruchtbäume wie der Durian. In den Berggebieten herrschen ebenfalls artenreiche Wälder vor, die einen gewissen Anteil laubabwerfender Arten haben, lokal kommen auch Kiefernwälder, Eichenarten und Kastanien vor. In jenen Regionen mit saisonaler Trockenheit herrschen Wälder mit Laubabwurf vor. Die für den Menschen bedeutendste Baumart in diesen Wäldern ist der Teakbaum; er wird für Exportzwecke häufig in Plantagen angebaut. Wirtschaftlich interessant, aber ökologisch problematisch, sind Plantagen der in Thailand ursprünglich nicht heimischen Eukalyptus-Arten. Nach Rodung dieser Wälder siedelt sich eine Sekundärvegetation an, die von Bambus-Arten und Silberhaargras (Imperata cylindrica) dominiert wird.
Die Mangrovenwälder, die in den Küstengewässern Thailands gedeihen, sind artenarm und bestehen überwiegend aus Rhizophora-Arten. Vom Menschen genutzt wird die in den Mangroven vorkommende Nipapalme.

### Fauna

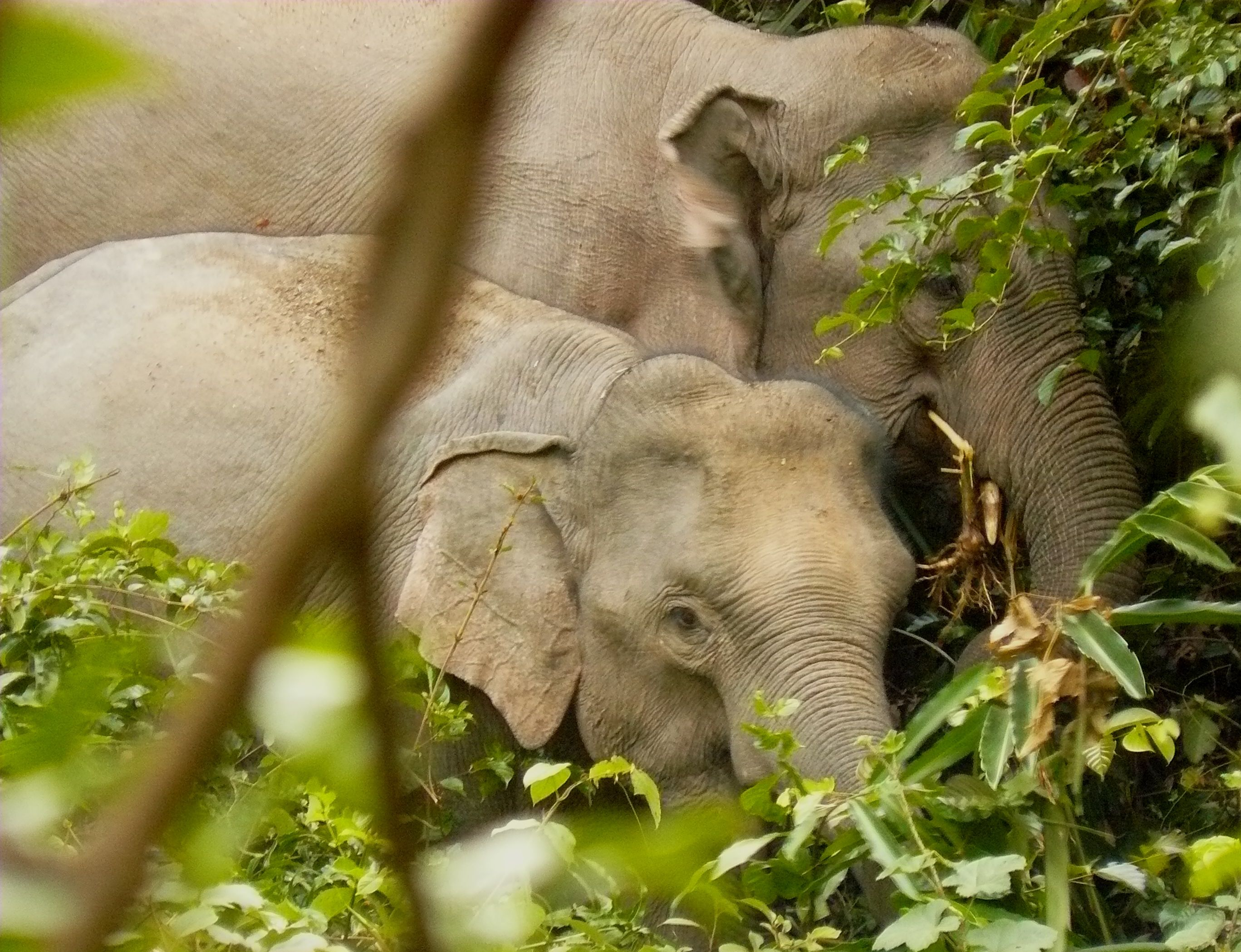
Wilde Elefanten im Khao-Yai-Nationalpark

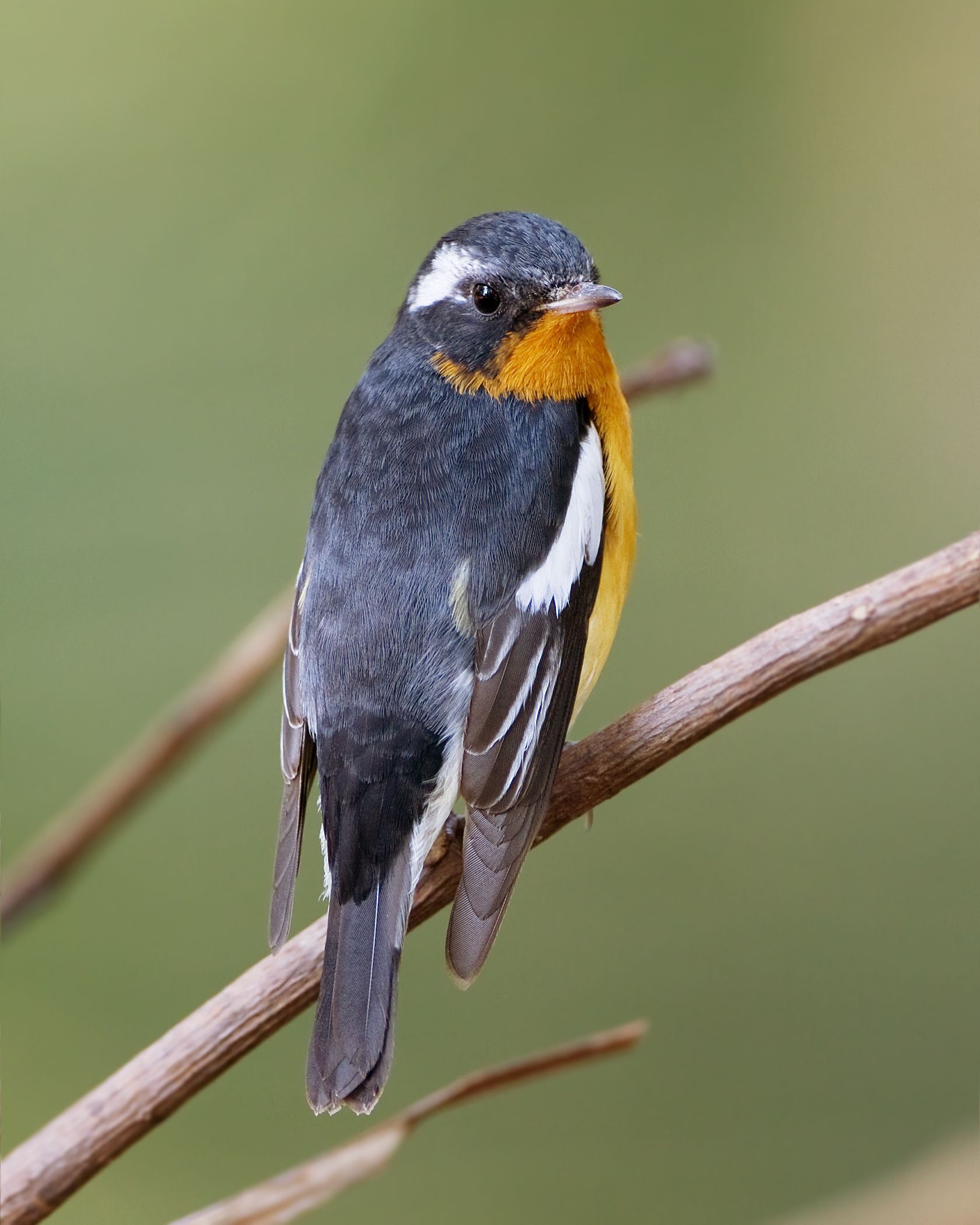
Mugimakischnäpper im Khao Yai Nationalpark

Die Fauna Thailands ist Teil der orientalischen Faunenregion. Noch heute beherbergt das Land zahlreiche Großsäuger, wie Asiatische Elefanten, Tiger, Leoparden, Nebelparder, Sambarhirsche, Muntjaks, Wildrinder wie Gaure und Bantengs, Wildschweine und verschiedene Affenarten (vor allem Gibbons). Einige wilde Wasserbüffel leben offenbar noch an der Grenze zu Myanmar, Schabrackentapire im Süden Thailands. Andere Arten, wie das Sumatra-Nashorn, das Java-Nashorn und der Leierhirsch, sind wahrscheinlich ausgestorben. Besonderer Artenreichtum herrscht unter den Eidechsen und Schlangen Thailands, unter anderem kommen verschiedene Pythons sowie Königskobra und Brillenschlange vor. Viele Arten Amphibien, Kröten und Frösche bereichern die Fauna Thailands. Außerdem wurden mehr als 1200 Arten von Tag- und Nachtfaltern sowie über 10.000 Spezies von Käfern gezählt.
Vögel kommen in großer Zahl in den Wäldern Thailands vor (hier vor allem Nektarvögel, Papageien, Fasane, wilde Pfauen, Beos und Nashornvogel). Die Kulturlandschaften werden von Störchen, Ibissen, Reihern, Kranichen und Tauben, wie Grüntauben, bevölkert.
In den Binnengewässern Thailands sind die Karpfenfische bedeutend, sie spielen vor allem für die menschliche Ernährung eine große Rolle. Die Küstengewässer sind planktonreich und haben reiche Bestände an Heringen und Makrelen, ferner kommen Haie verschiedener Arten vor. Weitere in Thailand vorkommende Wasserbewohner sind Krokodile, vor allem das Leistenkrokodil, das mittlerweile fast ausgestorbene Siam-Krokodil, der (wahrscheinlich bereits ausgestorbene) Sunda-Gavial und verschiedene Schildkrötenarten, die Unechte Karettschildkröte und Landschildkröten.
Über 60.000 km² der Landfläche und mehr als 6000 km² Meeresfläche und Inseln sind als Nationalpark, Wildschutzgebiet oder Meerespark ausgewiesen, siehe dazu Nationalparks in Thailand. Zu den bekanntesten Schutzgebieten zählt der Khao-Yai-Nationalpark sowie die Wildreservate Thung Yai und Huai Kha Khaeng, letztere zählen zum Schutzgebietssystem des Western Forest Complex.

### Verwaltungsgliederung
Thailand ist ein Einheitsstaat. Die heutige Verwaltungsgliederung erfolgte 1897 unter König Rama V. (Chulalongkorn). Zahlreiche Provinzen wurden seitdem verändert oder neu geschaffen. Im Jahre 2008 gab es in Thailand:
- 76 Changwat (จังหวัด – ‚Provinzen‘), wobei die Provinz nach der jeweiligen Hauptstadt benannt ist,
- 877 Amphoe (อำเภอ – ‚Bezirke‘ oder ‚Landkreise‘),
- 7.255 Tambon (ตำบล – ‚Unterbezirke‘ oder ‚Gemeinden‘),
- 74.944 Muban (หมู่บ้าน – ‚Dorfgemeinschaften‘ oder ‚Dörfer‘).

Diese Einheiten bilden das hierarchische und zentralistische System der Provinzverwaltung, das in erster Linie einer landesweit einheitlichen Umsetzung von Vorgaben der Zentralregierung dient. Daneben besteht noch das System der Lokalverwaltung, deren Einheiten mehr Selbstständigkeit und in denen die Bewohner größere Mitbestimmungsmöglichkeiten haben. Es hat im Rahmen der Dezentralisierung seit den 1990er-Jahren stark an Bedeutung gewonnen. Es besteht (Stand 2013) aus:
- 76 Provinz-Verwaltungsorganisationen (thailändisch องค์การบริหารส่วนจังหวัด, kurz อบจ. — Ongkan Borihan suan Changwat), deren Zuständigkeitsbereiche deckungsgleich mit den Provinzen sind,
- 2.283 Thesaban (เทศบาล — ‚Kommunen‘), darunter
  - 30 Thesaban Nakhon (เทศบาลนคร — ‚Großstadt-Kommunen‘)
  - 172 Thesaban Mueang (เทศบาลเมือง — ‚Stadt-Kommunen‘)
  - 2.081 Thesaban Tambon (เทศบาลตำบล — ‚Kleinstadt-Kommunen‘)
- 5.492 Tambon-Verwaltungsorganisationen (องค์การบริหารส่วนตำบล, kurz อบต. — Ongkan Borihan suan Tambon), für die ländlichen Gemeinden, die zu keiner Thesaban gehören.

Zusätzlich gibt es zwei Sonderverwaltungseinheiten: Die Landeshauptstadt Bangkok und der international bekannte Badeort Pattaya. Bangkok ist auf einer Ebene mit den Provinzen und wird daher auch manchmal als Provinz gezählt. Die Stadt ist gegliedert in
- Khet (Thai: เขต, dies entspricht den Amphoe der Provinzen) und
- Khwaeng (Thai: แขวง, dies entspricht den Tambon der Provinzen).

Die Zuordnung der Provinzen zu größeren Regionen ist uneinheitlich, so kann eine Provinz manchmal der einen, manchmal einer benachbarten Region zugeordnet werden.

### Städte
Im Jahr 2023 lebten 54 Prozent der Einwohner Thailands in Städten. Am dichtesten besiedelt ist der Großraum Bangkok mit 4000 Einwohnern pro km²; am dünnsten besiedelt sind die Berggebiete des Nordens. Die mit Abstand größte Stadt in Thailand ist Bangkok. Die Metropolregion Bangkok beherbergt knapp 16 Millionen Menschen, während die Stadt selbst 5,6 Millionen Einwohner hat. Die größten Städte sind (Stand 2017):
1. Bangkok (Krung Thep): 5.686.646 Einwohner
2. Nonthaburi: 255.793 Einwohner
3. Pak Kret: 189.258 Einwohner
4. Hat Yai: 159.627 Einwohner
5. Nakhon Ratchasima: 131.286 Einwohner
6. Udon Thani: 131.192 Einwohner
7. Chiang Mai: 131.091 Einwohner
8. Surat Thani: 130.114 Einwohner

## Bevölkerung

### Demografie
Thailand hatte 2023 71,8 Millionen Einwohner. Das jährliche Bevölkerungswachstum betrug + 0,1 %. Zum Bevölkerungswachstum trug ein Geburtenüberschuss (Geburtenziffer: 8,8 pro 1000 Einwohner vs. Sterbeziffer: 7,5 pro 1000 Einwohner) bei. Die Anzahl der Geburten pro Frau lag 2022 statistisch bei 1,3, die der Region Ostasien und Ozeanien betrug 1,5. Die Lebenserwartung der Einwohner Thailands ab der Geburt lag 2022 bei 79,7 Jahren. Der Median des Alters der Bevölkerung lag im Jahr 2021 bei 39,3 Jahren. Im Jahr 2023 waren 15,2 Prozent der Bevölkerung unter 15 Jahre, während der Anteil der über 64-Jährigen 16,0 Prozent der Bevölkerung betrug.
Seit den 1960er Jahren entwickelt sich Thailand zu einem Industrieland und zu einem der touristisch attraktivsten Länder der Erde. Die zunehmende Industrialisierung führte zu Beeinträchtigung und Zerstörung landwirtschaftlich genutzter Flächen und zur Reduzierung wertvollen Waldbestands; ebenso wurden Teile der Wasserläufe geschädigt. Dies veranlasste die Regierung 1968 dazu, mit internationaler Hilfe durch eine konzertierte Aktion das Bevölkerungswachstum zu verlangsamen. Man schuf eine Behörde für Familienplanung, und im März 1970 wurde die offizielle Familienpolitik vorgestellt, die die Zwei-Kind-Familie propagierte, den Slogan „Viele Kinder machen dich arm“ und weitere wirtschaftliche Argumente ins Feld führte. Diese Politik erreichte ihr Ziel: Wuchs 1960 die Bevölkerung noch durchschnittlich um 3,4 Prozent, sank dieser Wert bis 1986 auf 1,9 Prozent.

### Bevölkerungsstruktur

Ethnolinguistische Karte Thailands (1974, nach Daten der CIA)

Die thailändische Regierung erhebt keine Daten über die ethnische Zusammensetzung der Bevölkerung. Alle Staatsbürger werden ungeachtet ihrer Abstammung als „Thai“ bezeichnet. Forscher schätzen, dass ethnische Thai etwa 75 % der Bevölkerung ausmachen (dazu werden auch die Lao im Nordosten und die Tai Yuan im Norden gezählt). Etwa 14 % sind ethnische Chinesen, die größtenteils assimiliert und kaum noch von den Thai zu unterscheiden sind, 4 % Malaien; die restlichen 7 % verteilen sich auf Khmer, verschiedene Bergvölker, Flüchtlinge und Arbeitsmigranten aus Myanmar, Kambodscha und Vietnam sowie Einwanderer aus aller Welt. Die Nettomigration wird mit Null angegeben, es verlassen (offiziell) etwa so viele Menschen Thailand, wie nach Thailand einwandern. Es halten sich jedoch bereits seit Mitte der 1970er Jahre Flüchtlinge aus Myanmar in Lagern entlang der Westgrenze Thailands auf. Zudem sind in den vergangenen Jahren zahlreiche Gastarbeiter, vor allem aus Myanmar, Laos und Kambodscha nach Thailand gekommen, die für das Wachstum der Wirtschaft Thailands von großer Bedeutung sind. Erst 2004 wurden 1,28 Millionen Personen vom Innenministerium registriert, es wird geschätzt, dass sich weitere 1,5 Millionen unregistrierte Migranten in Thailand aufhalten.
Der auf Thailand spezialisierte Anthropologe Charles Keyes gibt den Anteil der „echten Thai“ (das heißt Thai, die zu Hause Standard- oder Zentralthai sprechen) an der einheimischen Bevölkerung mit 36 Prozent an, hinzu kommen 27 Prozent Isan-, 10 Prozent Nord- und 8 Prozent Süd-Thai sowie 1 Prozent sonstige Tai-Sprachige. Die „assimilierten“ Minderheiten der thaisprachigen Sino-Thailänder und (bilingualen) Mon-Khmer-Sprecher gibt er mit 6,5 bzw. 2,5 Prozent an. Lediglich die nicht assimilierten Chinesen (2 Prozent), Malaien (6 Prozent) und „Bergvölker“ (1 Prozent) unterscheiden sich in ethnischer und sprachlicher Hinsicht erheblich von der Mehrheitsbevölkerung und werden daher von dieser teilweise als „problematische Thailänder“ gesehen. Hinzu kommen noch die in Thailand lebenden Ausländer: im Jahr 2004 waren dies ca. 300.000 Flüchtlinge, mehr als 1 Million legal registrierte Arbeitsmigranten sowie hunderttausende illegale Migranten. Alle drei Gruppen werden hauptsächlich von Burmesen und Laoten gestellt. Im Jahre 2017 waren offiziell 5,1 Prozent der Bevölkerung Migranten.

#### Bergvölker
Die Bergvölker siedeln vor allem in Nordthailand. Sie sind ethnisch sehr heterogen; die wichtigsten sind Hmong, Karen, Lahu, Lisu, Akha, Lawa und Khmu. Einige dieser Völker siedelten in Thailand bereits vor der Einwanderung der Thai, andere wiederum gelangten durch die politischen Wirren in den Nachbarstaaten in neuester Zeit nach Thailand. Aus diesem Grund unterscheiden sich deren soziale Organisationen und Traditionen teils erheblich. Fast alle dieser Völker betreiben traditionell Landwirtschaft im Schwendbau, was durch die Zunahme der Bevölkerung zu erheblichen Umweltproblemen führt. Darüber hinaus sind die Siedlungsräume der Bergvölker Zielgebiet der Einwanderung von thailändischen Bauern. Programme der Regierung zielen darauf ab, den Schwendbau durch umweltschonendere Landbearbeitungsformen zu ersetzen und den verbreiteten Mohnanbau sowie die Drogenabhängigkeit zurückzudrängen. Eine Sprachen- und Schriftpolitik für diese Minderheiten hat die Regierung (Stand 2015) bisher noch nie definiert. Die Entwicklungsprogramme, Einwanderung von Thai und die touristische Erschließung führen dazu, dass einige der Völker davon bedroht sind, kulturell wie sprachlich in der thailändischen Bevölkerung aufzugehen. Ende Dezember 2009 hat die thailändische Regierung über 4000 Angehörige der in den 1970er Jahren nach Thailand geflohenen Hmong-Minderheit nach Laos abgeschoben.

#### Chinesen
Chinesen, die 8,5 bis 15 Prozent der Gesamtbevölkerung ausmachen, leben in Thailand seit dem 14. Jahrhundert, als kleine Gruppen von Händlern sich in Südostasien ansiedelten. Die chinesische Einwanderung erfolgte größtenteils im 19. Jahrhundert, als die Qing-Dynastie und damit das gesamte Land in eine tiefe Krise gerieten. In den ersten Einwanderungswellen kamen fast ausschließlich Männer nach Thailand, die thailändische Frauen heirateten und sich assimilierten. Die ethnische Verwandtschaft und die religiösen Gemeinsamkeiten begünstigten dies. Chinesen errangen in der Folge hohe Posten in der königlichen Verwaltung und – insbesondere Nachkommen aus Mischehen – nahmen in der Regel die thailändische Staatsbürgerschaft und einen thailändischen Familiennamen an. Zu Beginn des 20. Jahrhunderts, zeitgleich mit einer starken Einwanderungswelle aus China, kam ein antichinesischer Nationalismus auf, welcher sich während des Zweiten Chinesisch-Japanischen Krieges besonders offen äußerte und unter anderem 1945 zu blutigen Zusammenstößen in Bangkok führte. Mit dem Ziel, die chinesische Vormachtstellung in der Wirtschaft zu brechen, wurden Chinesen von einer großen Zahl Berufe ausgeschlossen und der Besuch thailändischer Schulen obligatorisch gemacht; chinesische Bildungseinrichtungen wurden geschlossen. Nur jene Chinesen, die nach thailändischen Werten erzogen worden sind und die thailändische Staatsbürgerschaft haben, sind den Thai gleichgestellt. Trotz dieser Maßnahmen sind die Chinesen dominierend im thailändischen Wirtschaftsleben.

### Sprachen
Die Amtssprache Thailands ist Thai, daneben werden 73 weitere Sprachen gesprochen. Etwa 94 Prozent der Bewohner Thailands sprechen eine der Tai-Kadai-Sprachen, die restlichen 6 Prozent teilen sich auf die austroasiatischen, austronesischen, tibetobirmanischen und Hmong-Mien-Sprachen auf. Standardthai beruht auf jenem Dialekt, welcher in der Region rund um Bangkok gesprochen wird. Die Thailändische Sprache wird mit einer eigenen Schrift mit 44 Konsonanten und 32 Vokalen geschrieben, sie wurde von der Khmer-Schrift abgeleitet und während der Regierungszeit König Ramkhamhaengs eingeführt. Englisch ist unter dem gebildeten Teil der Bevölkerung die Zweitsprache und wird vor allem in den Städten weithin verstanden. Viele Thailänder chinesischer Abstammung sprechen einen der südchinesischen Dialekte, wobei infolge der Thaiisierung viele Thailänder chinesischer Abstammung heutzutage kein Chinesisch, sondern nur noch Thai sprechen. Der Dialekt des Isan steht dem Laotischen nahe. In Südthailand wird von der malaiischen Minderheit Malaiisch gesprochen.

### Religionen

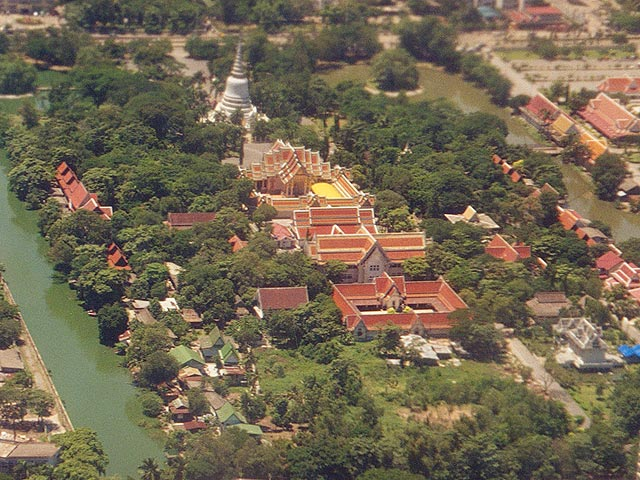
Wat Phra Sri Mahathat, Meditationstempel in Bang Khen, Nord-Bangkok

Der Theravada-Buddhismus ist die dominierende Religion Thailands, etwa 94 % der Bevölkerung bekennen sich dazu (siehe Buddhismus in Thailand). Daneben gibt es bis zu 5 % Muslime (überwiegend Malaien in Südthailand), 0,6 % Christen und 0,1 % (etwa 65.000) Hindus (meist Inder). Nur 0,4 % bezeichnen sich als religionslos. Die Verfassung Thailands legt fest, dass der Staat den Buddhismus und alle anderen Religionen schützen und fördern sowie zur Harmonie unter den Anhängern aller Religionen beitragen soll. Der König muss immer ein Buddhist sein, der Buddhismus ist aber nicht als Staatsreligion festgeschrieben.
Vor Ankunft der Thai waren im heutigen Thailand Hinduismus, Shivaismus und Mahayana-Buddhismus der Khmer vorherrschend. Im 11. Jahrhundert übernahmen die einwandernden Thai, die schon vorher Kontakt mit dem Mahayana gehabt hatten, den Theravada-Buddhismus von den Birmanen und von den Mon in Nordthailand. Dieser dominiert in Thailand bis heute. Auch wenn er offiziell nicht den Status einer Staatsreligion hat, ist er doch eng mit staatlichen Institutionen verwoben: der König ist oberster Schutzherr des Sangha, der buddhistischen Mönchsgemeinde. Ihre Struktur und Hierarchie ist gesetzlich garantiert und reglementiert. An der Spitze steht der Oberste Sangha-Rat, dem der Sangharaja („Oberster Mönchspatriarch“) vorsteht. Jeder Mann darf sich – auch für eine gewisse Zeit – zum Bhikkhu (buddhistischer Mönch) ordinieren lassen. Es ist normal, dass männliche Jugendliche zwischen 12 und 20 Jahren Novizen werden und sich für ein oder mehrere Jahre dem Studium heiliger Schriften widmen. Die Größe des Sangha ist deshalb nicht genau zu ermitteln. Das religiöse Leben spielt sich vor allem in den Wat ab, von denen es im ganzen Land 30.678 gibt. Sie sind zugleich Klöster der Mönche, Ort der Verehrung des Buddhas, seiner Lehre (Dharma) und seiner Gefolgschaft (Sangha) durch buddhistische Laien sowie soziale Begegnungszentren. Im vormodernen Thailand waren die Wat auch Bildungseinrichtungen und sorgten dafür, dass die Alphabetisierung auch vor Einführung eines staatlichen Bildungswesens relativ hoch war. Der Bau neuer Wat wird meist ausschließlich mit Spenden aus der Bevölkerung finanziert. Es spiegelt das Streben nach religiösen Verdiensten wider, was ein positives Karma und eine spätere komfortablere Wiedergeburt ermöglichen soll.
Da der Buddhismus keine Exklusivität fordernde Religion ist, spielen neben dem Buddhismus eine ganze Reihe von anderen Kulten eine wichtige Rolle. Götter und Geistwesen, die aus vorbuddhistischen Zeiten stammen oder hinduistischen oder chinesischen Vorstellungen entspringen, werden in verschiedenen Ritualen verehrt. Dies findet seinen Ausdruck in den Geisterhäuschen, die praktisch vor jedem Gebäude aufgestellt werden sowie in der großen Rolle von Amuletten und Tätowierungen. In Bangkok gibt es den Erawan-Schrein, der dem hinduistischen Gott Brahma geweiht ist und von Gläubigen angebetet wird.
Die Muslime, fast ausschließlich Sunniten, machen etwa 5 Prozent der Gesamtbevölkerung aus. Sie stellen die Bevölkerungsmehrheit in den vier Südprovinzen Narathiwat, Pattani, Yala und Satun an der Grenze zu Malaysia. In den drei erstgenannten sind es vorwiegend Malaien (die sich fast ausnahmslos zum Islam bekennen), in der letzten dagegen thaisprachige Muslime. In der Provinz Songkhla machen Muslime kaum ein Viertel aus, allerdings haben mindestens fünf der 16 Distrikte (Amphoe) dieser Provinz muslimische Mehrheiten. Im Rest des Landes sind Muslime als Minderheit verbreitet, sie sind meist Nachfahren von Einwanderern aus Süd- und Vorderasien oder Thai, die den Islam angenommen haben.

### Bildung
In den frühen Tagen der thailändischen Geschichte oblag die Bildung einerseits den Klöstern und andererseits dem Königshaus. Buddhistische Mönche in Klosterschulen des ganzen Landes sorgten für grundlegende Bildung der Jungen, während die Kinder der königlichen Familie und auch die des Adelsstandes eine höhere Bildung erhielten, da nur sie für den Dienst für das Land in Ministerien und bei Hofe in Frage kamen. Nur wenige Mädchen erhielten die Gelegenheit, eine Schule zu besuchen, um wenigstens Lesen und Schreiben zu lernen. Der weitaus größte Teil der Gesellschaft bestand aus Bauern, die wenig Sinn darin sahen, Bücher lesen zu können. Die Geschichte des Dorfes oder der Familien sowie lokale Philosophie wurden mündlich übermittelt.
Auf Initiative von König Phra Nang Klao (Rama III., reg. 1824–1851) wurde Mitte des 19. Jahrhunderts in Bangkok eine „Offene Universität“ eingerichtet, in der jedermann unabhängig von Geburt und Rang lernen konnte. Er hatte von 1832 bis 1848 den Wat Pho von Grund auf renoviert und stellte sich den Tempel nicht nur als eine heilige Stätte vor, sondern als ein demokratisches Lernzentrum, auch für Studenten, denen bisher der Zugang zu speziellen Wissensgebieten verwehrt war. Dies war in der thailändischen Geschichte einzigartig. Er versammelte eine große Gruppe Gelehrter, die vorhandene Textbücher zusammenstellte und viele neue Bücher schrieb. Der König begutachtete die Selektion und ließ anschließend die Texte in der geschwungenen Rattanakosin-Schrift auf Marmortafeln gravieren und in dem gesamten Phutthawat des Wat Pho ausstellen. So kann noch heute ein jeder, der sich für religiöse oder säkulare Themen interessiert, für Literatur, Archäologie, Astrologie oder Medizin, aus einer Fülle von Informationen aus der Mitte des 19. Jahrhunderts auswählen.

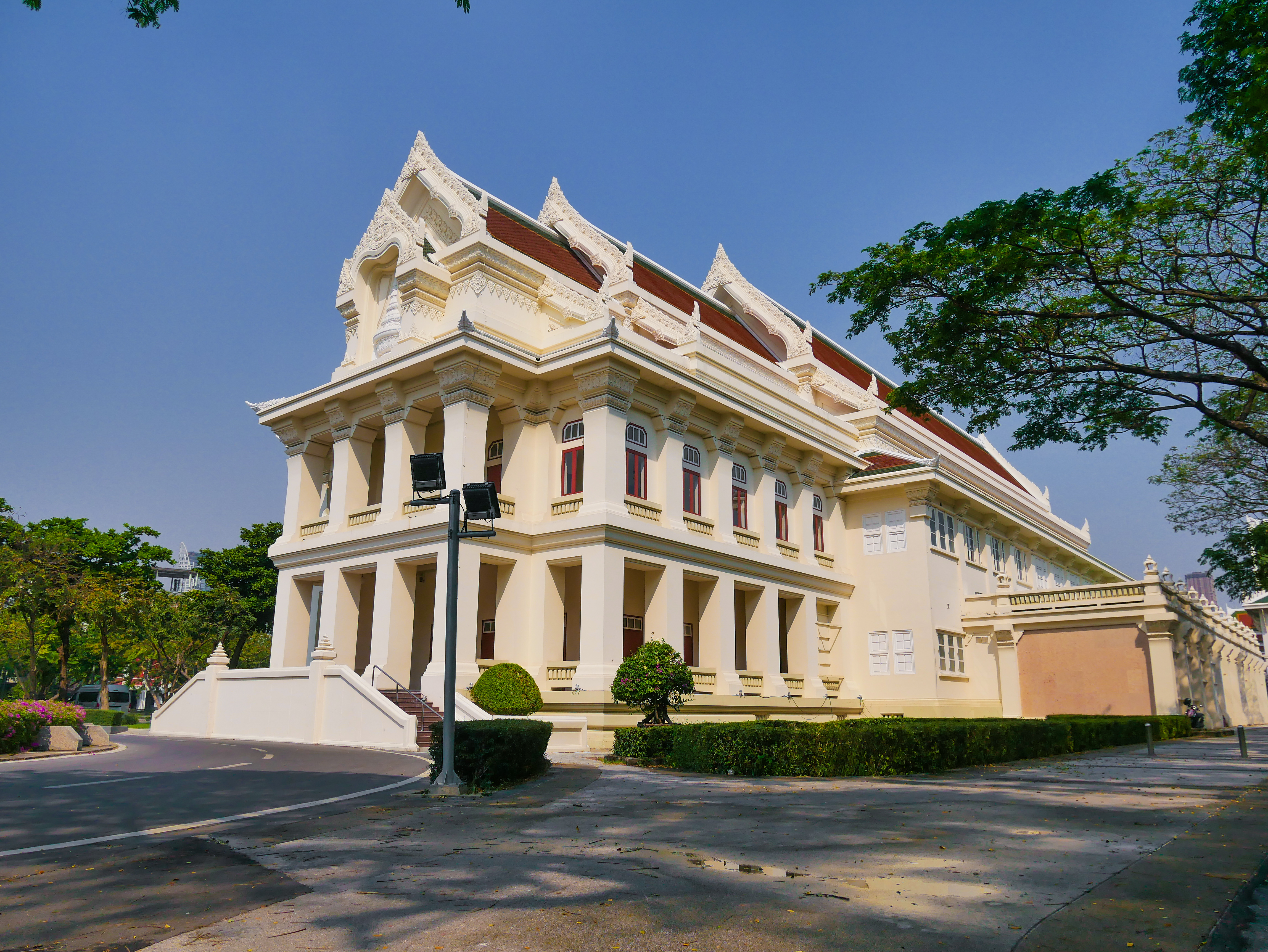
Chulalongkorn-Universität, die älteste Universität Thailands, mit dem 1938 erbauten Auditorium

Erst in der Regierungszeit von König Chulalongkorn (Rama V.) wurde die Notwendigkeit von weitreichender Ausbildung erkannt, um den Personalbedarf der wachsenden Bürokratie zu befriedigen. In der Bildungsproklamation von 1898, die stark vom britischen System beeinflusst war, wurde zunächst ein zweigliedriges System eingeführt, unterteilt in akademische und Berufsausbildung. Bereits 1902 wurde die höhere Bildung durch Anleihen beim japanischen und amerikanischen System erweitert. 1932 wurde ein umfangreicher Bildungsplan vorgestellt, der von vier Grundschuljahren ausging. Darauf aufbauend gab es eine achtjährige Sekundarstufe.
Die letzte größere Änderung am Bildungssystem wurde durch den Bildungsplan von 1977/78 eingeführt. Er sah sechs obligatorische Grundschuljahre und drei Jahre unterer Sekundarstufe vor. Weitere drei Jahre folgen für diejenigen, die einen besonderen Beruf ergreifen oder zur Universität wechseln wollen. Erst 1983 war die Einführung dieses Plans abgeschlossen. Um mit dem starken Wachstum auf den Gebieten der Technik und der Landwirtschaft Schritt halten zu können, wurde in den 1990er Jahren geplant, die sechs Grundschuljahre auf neun Jahre zu erweitern. Die drei Jahre der Sekundarstufe sollten dann um weitere vier Jahre höherer Schulausbildung ergänzt werden. In Thailand stieg die mittlere Schulbesuchsdauer von 4,6 Jahren im Jahr 1990 auf 7,9 Jahre im Jahr 2015 an.
Seit 2009 wird über Satellit und Internet E-Learning mit DLTV in thailändischen Schulen eingeführt.

#### Schulsystem

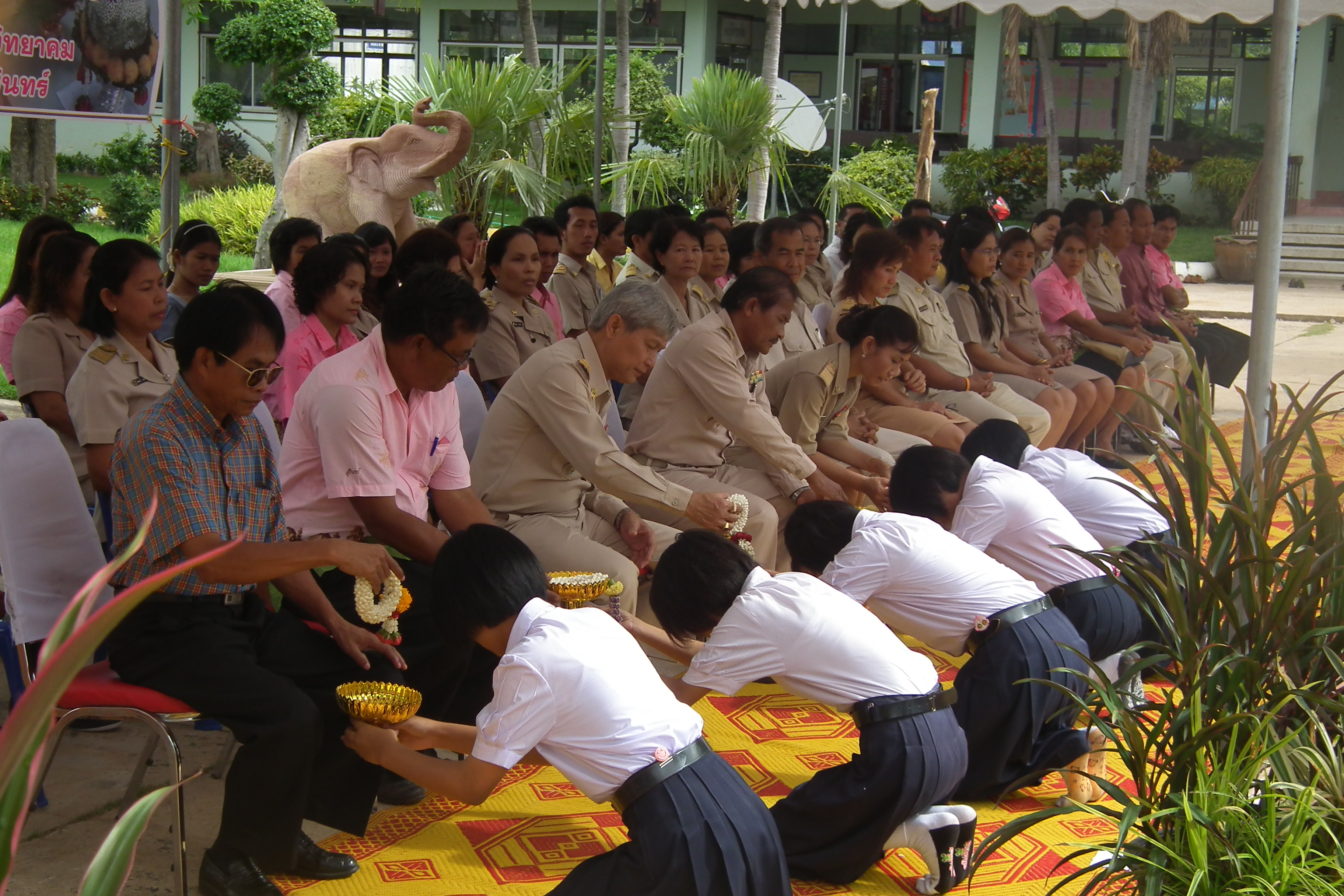
An thailändischen Schulen wird die Wai-Khru-Zeremonie einmal im Jahr zu Beginn des neuen Akademischen Jahrs durchgeführt.

In Thailand herrscht allgemeine Schulpflicht für neun Jahre. Die von der UNESCO ermittelte Analphabetenquote liegt bei nur etwa 4,5 Prozent (2000) und damit auf dem Niveau der Europäischen Union. Die Weltbank ging 2015 von einem Alphabetisierungsgrad von 96,7 Prozent in Thailand aus. (12 Billionen Baht), dies entspricht 5.899 US-Dollar pro Kopf. Im PISA-Ranking von 2015 erreichen die Schüler des Landes Platz 55 von 72 Ländern in Mathematik, Platz 55 in Naturwissenschaften und Platz 58 beim Leseverständnis.
Der Besuch der sechsjährigen Grundschule ist verbindlich und im Prinzip kostenfrei, in den letzten Jahren haben die Schüler jedoch immer mehr die Kosten für Unterrichtsmaterialien und Uniformen für die unterschiedlichen Wochentage selber zu zahlen. Die Unterrichtsmethoden entsprechen nicht dem modernen westlichen Standard. Eigenverantwortliches Lernen wird nur wenig gefördert. Demgegenüber steht – gerade auf dem Land – ein stark ausgeprägtes Autoritätsdenken. Autoritäre Lehrmethoden und einfaches Auswendiglernen sind üblich. Es findet meist Frontalunterricht statt.

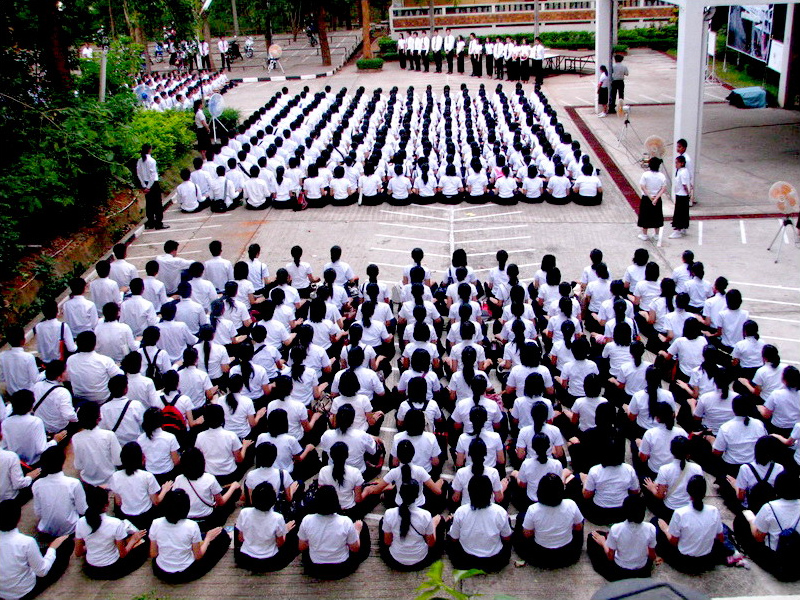
Studentencampus Khon Kaen

Es gibt neben den staatlichen auch Privatschulen, die entweder christlich ausgerichtet oder Auslandsschulen (Internationale Schule) sind. Sämtliche Schulen nach der Grundschule sind kostenpflichtig. Lehrer müssen an bestimmten Tagen Uniformen tragen. Schüler müssen immer eine Schuluniform tragen. Lehrer tragen verschiedene Abzeichen und Schulterklappen entsprechend ihrer Amtsbezeichnung, Funktion und Dienstzeit, ferner gehört außerhalb des Unterrichts das Barett zur Uniform.
Wohl einzigartig in der Welt ist, dass das Pfadfindertum (thailändisch Luk Suea, wörtlich „Tigerjunge“) Teil des Curriculums ist. Alle Schüler einer Schule kommen an einem festgelegten Tag jeder Woche in ihren Pfadfinderuniformen in die Schule. Wehrerziehung ist – wenn auch freiwillig – ebenfalls in die Schulen integriert. Oberschüler der zehnten bis zwölften Klasse können sich zur Reserve (thailändisch Nak Sueksa Wicha Thahan, wörtlich „Studenten der Militärkunde“) melden und werden dann – zumeist auf dem Schulgelände – militärisch ausgebildet. Die meisten Jungen nehmen daran teil, weil sie dadurch vom späteren Vollzeit-Wehrdienst befreit werden.
Ab Mitte März bis Ende April sind im ganzen Land Schulferien, es gibt zusätzlich noch drei Wochen Schulferien im Oktober.

#### Weiterführende Schulen
Nach Abschluss der Grundschule haben die Schüler die Möglichkeit, eine weiterführende Schule oder eine Berufsausbildung zu beginnen, die im Wesentlichen schulisch durchgeführt wird. Dabei fallen Kosten für Lehrmittel und oft mehr oder weniger lange Anfahrtswege in die nächste größere Stadt an, insbesondere bei Kindern vom Land. Bei der hohen Zahl privater Institute und Fachhochschulen sind zudem Kursgebühren zu entrichten. Besonders begabte Schüler aus armen Familien, die an staatlichen Universitäten studieren, können sich um ein Stipendium oder ein langfristiges, zinsloses Darlehen bewerben.

### Gesundheit
Die Gesundheitsausgaben des Landes betrugen im Jahr 2021 5,2 % des Bruttoinlandsprodukts. Im Jahr 2020 praktizierten in Thailand 9,3 Ärztinnen und Ärzte je 10.000 Einwohner. Die Sterblichkeit bei unter 5-jährigen betrug 2022 8,1 pro 1000 Lebendgeburten. Die Lebenserwartung der Einwohner Thailands ab der Geburt lag 2022 bei 79,7 Jahren (Frauen: 83,9, Männer: 75,5). Die Lebenserwartung stieg von 72,3 Jahren im Jahr 2000 bis 2022 um 10 %. Während noch Ende der 1970er Jahre besonders auf dem Land so gut wie keine medizinische Versorgung existierte und traditionelle Heilkundige eine bedeutende Rolle spielten, hat sich der Zugang zum Gesundheitssystem seitdem stark verbessert. Seit November 2006 gibt es eine kostenlose ärztliche Grundversorgung. Dafür werden etwa 4,4 Prozent des BIP aufgewendet, davon 57 Prozent von staatlicher Seite und der Rest von privater Hand.
Dank dieser Fortschritte konnten Krankheiten wie Cholera, Malaria oder Tuberkulose (128 Fälle pro 100.000 Einwohner (Stand 2010)) weitgehend zurückgedrängt werden. Im Jahr 2007 waren 610.000 Personen in Thailand HIV-positiv, 2001 waren es 660.000, was rund einem Prozent der Bevölkerung entspricht. Seit 1984 der erste Aidsfall in Thailand registriert wurde, sind an dieser Krankheit etwa 600.000 Personen gestorben (2001: 66.000, 2007: 30.000). Die Regierung hat mittlerweile mit einem wohlfinanzierten Programm reagiert, was zu einem Sinken der Neuansteckungen geführt hat. Die Lage ist aber nach wie vor in den Tourismuszentren und in den Zielorten von Binnenmigration sehr akut. Die häufigste Todesursache bei Kindern unter 5 Jahren ist: Geburtsfehler (27 Prozent), Frühgeburt (24 Prozent), Lungenentzündung (9 Prozent).
Herausforderungen, denen sich das Gesundheitssystem Thailands gegenübersieht, sind neue Epidemien wie die Vogelgrippe H5N1 oder Wohlstandskrankheiten wie Adipositas. Ein ebenfalls relativ neues Phänomen ist der Medizintourismus: Mehr als 1 Million Menschen jährlich, vor allem aus Asien, aber in steigendem Maße auch aus Europa und Amerika, reisen nach Thailand, um sich dort kostengünstig medizinisch behandeln zu lassen.
Am 9. Juni 2022 wurde der Anbau und Besitz von Marihuana legalisiert. Das Rauchen von Marihuana in der Öffentlichkeit wird jedoch immer noch als Belästigung angesehen und kann mit einer dreimonatigen Haftstrafe sowie einer Geldstrafe von umgerechnet rund 675 Euro geahndet werden. 4.200 Personen, die wegen Cannabisdelikten inhaftiert waren, wurden freigelassen, da Cannabis von der Liste der Betäubungsmittel gestrichen wurde. Nach Presseberichten eröffneten zahlreiche Läden, die Marihuana verkaufen. Der Verkauf an Personen unter 20 Jahren, Schwangere und stillende Mütter wurde untersagt.

## Geschichte
Die Thai wanderten möglicherweise erst im 11. Jahrhundert in das heutige Thailand ein. Sie gründeten mehrere Königreiche, die in den folgenden Jahrhunderten vereinigt wurden. Es gab jedoch bis ins 19. Jahrhundert keinen Nationalstaat Siam, sondern die vielen lokalen Fürstentümer (Müang) blieben bestehen und waren lediglich den Herrschern im Zentrum zu Tribut verpflichtet. Diese Netzwerke von einem Herrscher abhängiger Müang werden Mandala genannt. Deren Einflussgebiet hatte keine festen Grenzen, sondern konnte sich im Laufe der Zeit ausdehnen und wieder zusammenziehen. In der Epoche des Kolonialismus gelang es Siam, die Unabhängigkeit zu wahren und es entwickelte sich zu einem modernen Zentralstaat. Nach dem Zweiten Weltkrieg wurde Thailand häufig vom Militär diktatorisch regiert, gleichzeitig erlebte es einen Wirtschaftsboom und entwickelte sich zu einem der wirtschaftlich führenden Staaten Südostasiens. Innenpolitische Auseinandersetzungen erschütterten die Gesellschaft in den vergangenen Jahren wiederholt. In Südthailand gibt es gewaltsame Auseinandersetzungen zwischen separatistischen muslimischen Malaien und der Zentralmacht.

### Die ersten Reiche
Die ersten Reiche im Gebiet des heutigen Thailand wurden von Mon-Völkern gegründet. Diese Reiche standen im Einfluss des indisierten Funan-Reiches. Funan umfasste im dritten Jahrhundert, dem Zeitpunkt seiner größten Ausdehnung, auch bedeutende Teile von Thailand. Etwa im 6. Jahrhundert wurde es von Dvaravati abgelöst, einem buddhistischen Netzwerk von Stadtstaaten der Mon im heutigen Zentralthailand, das bis ins 11. Jahrhundert bestand. Etwa zur gleichen Zeit hatten die Mon in Nordthailand das Königreich Haripunjaya. Vom 9. bis 12. Jahrhundert wurden weite Teile Südostasiens durch die Khmer beherrscht. Diese dehnten bereits unter König Jayavarman II. ihre Macht über das gesamte Nordostthailand aus. Bedeutende Städte der Khmer im heutigen Thailand befanden sich im heutigen Lop Buri und Phimai. Der Süden Thailands gehörte zur gleichen Zeit zum buddhistischen Seereich Srivijaya.
Die Einwanderung der Tai-Völker in das Gebiet des heutigen Thailand begann einer Hypothese zufolge im 11. Jahrhundert. Nach anderer Ansicht lebten zu dieser Zeit schon Tai im heutigen Thailand, hatten aber keine eigenen Staaten, weshalb ihre Anwesenheit nicht dokumentiert ist. Es ist nicht ganz geklärt, von wo sie ihre Wanderung antraten, wahrscheinlich stammen sie aus dem heutigen südlichen China (Guangdong, Guangxi) oder aus dem Nordwesten Vietnams.

### Sukhothai
Sie gründeten im 13. Jahrhundert erste Staaten, darunter waren Lan Na und Sukhothai. Dieses Reich, das sich in ursprünglich von den Khmer besiedelten Gebieten befand, wurde von Sri Indraditya gegründet und beherrschte unter Ramkhamhaeng für kurze Zeit ein Territorium, das etwa dem heutigen Thailand entsprach. Nur in Nordthailand gab es selbstständige, aber befreundete Fürstentümer. Sukhothai wurde recht bald zum Tributzahler an China, das 1287 im benachbarten Birma die Tempelstadt Bagan fast restlos zerstört hatte. Nach dem Tode Ramkhamhaengs begann der Niedergang Sukhothais aufgrund von Nachfolgestreitigkeiten, aber auch aufgrund des 1351 gegründeten Ayutthaya.

### Ayutthaya
Ayutthaya wurde zur bedeutendsten Macht in Kontinentalsüdostasien, während das Khmerreich von Angkor, das bis dahin den Raum dominierte, niederging und Ayutthaya letzten Endes tributpflichtig wurde. König Ramathibodi, vor allem aber Trailok machten den Theravada-Buddhismus zur Religion Ayutthayas, das Königtum wurde zu einer Art Absolutismus mit gottgleicher Verehrung für den Monarchen reformiert, eine vom indischen Manusmriti inspirierte Rechtsprechung und eine Verwaltung, die auf dem Sakdina-System basierte, wurden eingeführt. Diese Regierungsform hatte im Wesentlichen bis in das 19. Jahrhundert Bestand.
Die ersten Europäer, die Ayutthaya besuchten, waren die Portugiesen, die im Jahre 1511 Malakka erobert hatten. Kurz danach wurden erste Handelsverträge geschlossen und Missionen nach Europa entsandt. Ayutthaya erreichte seine Blüte in der Mitte des 18. Jahrhunderts, dann schwächten innere Konflikte den Staat und er wurde vom benachbarten erstarkten Birma bedroht. Ayutthaya wurde mehrmals angegriffen und letzten Endes 1767 zerstört.

### Wiederaufbau und Schaffung der Chakri-Dynastie
Der nicht mit der bisherigen Dynastie verwandte General Taksin, der der Belagerung entkommen war, gründete eine neue Hauptstadt in Thonburi und organisierte erfolgreich den Widerstand gegen die Birmanen. Die Siamesen erholten sich rasch von der Invasion der Birmanen, nicht zuletzt aufgrund der harten Politik Taksins. Das Reich wurde wiedervereinigt, auch Lan Na wurde eingegliedert. Taksin wurde jedoch abgesetzt und 1782 hingerichtet.
Neuer König wurde der General Chao Phraya Chakri (später Phra Phutthayotfa Chulalok oder Rama I.), der das noch heute regierende Königshaus, die Chakri-Dynastie begründete, die Hauptstadt in das heutige Bangkok verlegte und den Staat zu konsolidieren vermochte. Zugleich mussten den europäischen Kolonialmächten Handelsniederlassungen zugestanden werden. König Mongkut (Rama IV.) war angesichts der Entwicklungen in den Nachbarländern zu Verhandlungen über Handelsverträge gezwungen; gleichzeitig erkannte er den Bedarf für Reformen und Modernisierungen, um nicht von einer europäischen Macht kolonisiert zu werden. Ab 1855 wurde das Land offiziell Siam genannt.

### Modernisierung und Entwicklung zum Nationalstaat
Mongkuts Nachfolger Chulalongkorn (Rama V.) war der große Reformer in der Geschichte Thailands. In seiner Regierungszeit wurden zahlreiche westliche Errungenschaften nach Siam eingeführt, wie Schulen, die Wehrpflicht und ein Steuersystem; die Verwaltung wurde zentralisiert, die Sklaverei abgeschafft und mit dem Bau von Eisenbahnen und anderer Infrastruktur begonnen. Die Einwanderung aus China erreichte bald ihren Höhepunkt und anti-chinesische Tendenzen entstanden. Siam blieb ein unabhängiger Staat und erfüllte eine Pufferfunktion zwischen dem britischen Kolonialreich, das Malaya, Indien und Birma erobert hatte, und Französisch-Indochina, das Laos, Kambodscha und Vietnam umfasste.
Als der Erste Weltkrieg ausbrach, blieb das Land zunächst neutral. Erst 1917 stellte sich Siam auf die Seite der Alliierten und entsandte ein Kontingent an die Westfront. Es wurde mit besseren Vertragsbedingungen belohnt; nach Ende des Krieges gehörte Siam zu den Gründungsmitgliedern des Völkerbundes.

### Übergang zur Konstitutionellen Monarchie
1932 kam es zu einem Umsturz durch fortschrittliche, europäisch geprägte Kräfte, die der absoluten Monarchie ein Ende setzten. Das Frauenwahlrecht wurde bereits in der ersten Verfassung 1932 eingeführt. Phibunsongkhram und Pridi Phanomyong besetzten in den Folgejahren die wichtigsten Posten und leiteten eine der Shōwa-Zeit Japans ähnliche Entwicklung ein: Der Nationalismus wurde gefördert, was sich in der Umbenennung in ‚Thailand‘ widerspiegelte und was gemäß einer beliebten Volksetymologie „Land der Freien“ bedeute, ausländische Unternehmen wurden hoch besteuert, Opium und Betel wurden verboten und Gebietsansprüche gegenüber den angrenzenden französischen und britischen Kolonien gestellt.
Thailand forderte bereits im Jahr 1938 von Frankreich eine Neuverhandlung über die gemeinsamen Grenzen. Der Krieg zwischen beiden dauerte von Oktober 1940 bis 9. Mai 1941 und endete mit thailändischen Gebietsgewinnen in den französischen Kolonien Laos und Kambodscha.

### Zweiter Weltkrieg
Die Annäherung an Japan ging bis zum Beginn des Zweiten Weltkriegs weiter. Das Ziel der Japaner war der Zugang zu den britischen Kolonien Birma und auf der malaiischen Halbinsel.
Japanische Truppen drangen ab dem 8. Dezember 1941 auf thailändisches Gebiet vor. Ein Bündnisangebot Japans wurde erst am 20. Dezember 1941 angenommen, nachdem japanische Truppen bereits tief ins Land eingedrungen waren. Thailand musste Japan den Durchzug seiner Truppen auf dem Weg zur Eroberung Birmas und Indiens erlauben. Um Transporte zwischen Thailand und Birma zu vereinfachen und den Überfall auf Britisch-Indien vorzubereiten, wurde die Bahnstrecke Chumphon–Khao Fachi und ab Mitte 1942 unter unmenschlichen Bedingungen von Zwangsarbeitern und Kriegsgefangenen u. a. die Thailand-Burma-Eisenbahn gebaut, die den Beinamen „Eisenbahn des Todes“ erhielt.
Die Regierung in Bangkok erklärte den Alliierten Januar 1942 den Krieg. Einer der Kronregenten weigerte sich jedoch, die Kriegserklärung zu unterzeichnen, weshalb sie nach Kriegsende rückwirkend für ungültig erklärt wurde. Als Belohnung für das Bündnis mit Japan bekam Thailand kleinere Gebiete der im Zuge des Krieges eroberten Unfederated Malay States und Birmas zugeschlagen. Gleichzeitig formierte sich mit Wissen der Regierung der Widerstand gegen die faktische japanische Besatzung. Durch diese Taktik blieb Thailand von größeren Kampfhandlungen weitgehend verschont, allerdings gab es von 1942 bis 1945 alliierte Bombenangriffe auf Bangkok. Premier Phibunsongkhram musste 1944 sein Amt niederlegen und nach Kriegsende gab Thailand die neugewonnenen Provinzen zurück.

### Nachkriegszeit: Demokratie, Militärregierungen und „Halbdemokratie“
Nach dem Zweiten Weltkrieg herrschte in Thailand für eine kurze Zeit Demokratie. 1946 wurde eine neue Verfassung angenommen, die ein Zweikammerparlament vorsah und den Namen Siam wieder einführte. In der Folge des bis heute ungeklärten Todes von König Ananda Mahidol wurde 1947 die Zivilregierung gestürzt, das Militär übernahm unter den Feldmarschällen Phibunsongkhram, Sarit Thanarat und Thanom Kittikachorn die Macht bis 1973. Diese Periode war geprägt von einer stärkeren Förderung westlicher Normen in der Gesellschaft, Antikommunismus, Stärkung des Königshauses und von Durchdringung der Gesellschaft durch das Militär und die Polizei in allen Ebenen. 1949 wurde das Land erneut in Thailand zurückbenannt. Außenpolitisch lehnte man sich an die USA an, an deren Seite Thailand Einheiten in den Koreakrieg sandte und denen es erlaubte, bedeutende Militärbasen für den Vietnamkrieg aufzubauen. Thailand wurde Gründungsmitglied von SEATO, ASA und ASEAN.
1973 erschütterten Protestwellen das ganze Land. Im Oktober 1973 schoss die Armee auf Demonstranten, was zahlreiche Todesopfer forderte. Der König zwang daraufhin die Regierung abzudanken. Sanya Dharmasakti, Rektor der Thammasat-Universität wurde Übergangspremierminister. Die folgenden Wahlen brachten kein klares Ergebnis; die Zivilregierungen von Seni Pramoj und Kukrit Pramoj blieben instabil. Nach dem Massaker an protestierenden Studenten der Thammasat-Universität im Oktober 1976 putschte das Militär erneut.
Es folgte eine Phase von Repressionen und politischer Säuberungen gegen vermutete Kommunisten. Die folgenden Militärregierungen waren ebenfalls kurzlebig, es herrschten wirtschaftliche Probleme, soziale Unruhe, Korruption und Machtmissbrauch. In die Regierungsperioden dieser Militärregierungen fielen dennoch wichtige Wirtschaftsreformen und die Normalisierung der Beziehungen zu den kommunistischen Nachbarstaaten Kambodscha, Laos und Vietnam. Unter der „halbdemokratischen“ Regierung des Generals Prem Tinsulanonda von 1980 bis 1988 kehrte wieder Stabilität ein. Der kommunistische Aufstand wurde beendet, Wirtschaft und Gesellschaft schrittweise liberalisiert. Gleichzeitig gab es einen wirtschaftlichen Boom. Thailand wurde als einer der Pantherstaaten (oder „Tiger Cub Economies“) zum Schwellenland. Von 1988 an hatte Thailand eine gewählte Regierung, die allerdings 1991 wieder durch einen Militärputsch gestürzt wurde. Die durch diesen Putsch an die Macht gekommene Regierung von Suchinda Kraprayoon war mit heftigen Bürgerprotesten konfrontiert, die sie im „Schwarzen Mai“ 1992 gewaltsam niederzuschlagen versuchte. Kurz darauf musste sie zurücktreten.
Im Jahr 1992 ging die Macht wieder an eine Zivilregierung über. Unter Chuan Leekpai wurden Verfassungsänderungen durchgesetzt, die eine stabilere Demokratie fördern sollten. So wurde das Wahlalter gesenkt, ein Verfassungsgericht eingeführt und der Senat verkleinert. Die Regierung von Chavalit Yongchaiyudh stürzte 1997 über die Asienkrise, die durch überhitzte Wirtschaft, Spekulation, Missmanagement in den Banken und falsche Wirtschaftspolitik hervorgerufen worden war. Mit Hilfe des IWF wurde die Wirtschaft ab 1998 wieder stabilisiert.

### Politische Polarisierung seit 2001
Die Wahlen im Jahr 2001 gewann der Telekommunikationsmogul Thaksin Shinawatra mit seiner Thai-Rak-Thai-Partei („Thai lieben Thai“) erdrutschartig. Mit einem Programm zur Ausweitung des Zugangs zu Gesundheitsversorgung, einem Schuldenmoratorium für Bauern und Kleinkrediten zur Förderung kleiner und mittlerer Unternehmen im strukturschwachen Raum erlangte er große Popularität, besonders bei der Landbevölkerung. Hervorzuheben ist das Programm One Tambon One Product – Eine Gemeinde, ein Produkt zur Förderung privaten Unternehmertums. Er erklärte einen „Krieg gegen Drogen“, in dem binnen drei Monaten über 2000 Menschen starben, darunter auch viele Unbeteiligte. Auch wählte er ein repressives Vorgehen gegenüber den Separatisten im muslimisch-malaiischen Süden. Das führte zu einer Verschärfung des Konflikts mit fast täglichen Anschlägen der islamistischen und separatistischen Kämpfer und gewaltsamen Reaktionen der thailändischen Sicherheitskräfte, wobei ebenfalls tausende starben. Am 26. Dezember 2004 wurde die Westküste Thailands schwer vom Tsunami im Indischen Ozean getroffen.
2005 wurde Thaksin mit Zwei-Drittel-Mehrheit wiedergewählt, seine Partei konnte erstmals in der demokratischen Geschichte Thailands eine Alleinregierung bilden. Er versuchte seine Position zu sichern, indem er wichtige Positionen im Staat mit seinen Vertrauten (und sogar Verwandten) besetzte, und behinderte kritischen Journalismus. Ihm wurde ein Missbrauch seines Amts zum eigenen Vorteil vorgeworfen. Es bildete sich eine Bürgerbewegung gegen Thaksin, die als „Gelbhemden“ bekannt wurde. Vorgezogene Neuwahlen scheiterten aufgrund eines Boykotts der Opposition. Am 19. September 2006 putschte das Militär. Thaksin Shinawatra hält sich seitdem im Ausland auf. Die Junta setzte eine Übergangsregierung ein, die ein Jahr lang amtierte, und ließ eine neue Verfassung ausarbeiten, die vom Volk in einem Referendum angenommen wurde.
Bei darauffolgenden Wahlen gewannen erneut die Unterstützer Thaksins. Es kam zu neuerlichen Protesten der „Gelbhemden“ gegen Thaksins fortgesetzten Einfluss auf die thailändische Politik. Sie belagerten wochenlang das Regierungsgebäude und besetzten den Flughafen von Bangkok. Durch ein Verfassungsgerichtsurteil gegen die Regierungspartei und das Überlaufen einiger Abgeordneter kam es im Dezember 2008 zu einem Regierungswechsel ohne Wahlen. Das weckte wiederum den Zorn der Thaksin nahestehenden „Rothemden“, die sich ihrer Stimmen beraubt fühlten. Ihre in Unruhen umschlagenden Proteste im April 2009 und April und Mai 2010 wurden vom Militär niedergeschlagen. Dabei starben über 90 Menschen. Der alte Grenzkonflikt zwischen Kambodscha und Thailand um den Tempel Prasat Preah Vihear eskalierte im Frühjahr 2011, es kam zu Feuergefechten mit Toten und Verletzten.
Im Juli 2011 gewann Thaksins Schwester Yingluck Shinawatra die Wahlen. Bald nach ihrer Regierungsübernahme ereignete sich in der zweiten Jahreshälfte 2011 die schwerste Flutkatastrophe seit 50 Jahren. Weite Gebiete entlang des Mae Nam Chao Phraya (Chao-Phraya-Fluss) waren überschwemmt, fast 400 Menschen kamen ums Leben. Im Oktober 2013 schlug die Regierung Yingluck eine Amnestie für alle Beteiligten des politischen Konflikts der vorangegangenen Jahre vor, die auch Thaksin Shinawatra die straflose Rückkehr erlaubt hätte. Das löste neuerliche Proteste der Thaksin-Gegner aus. Von der Regierung vorgezogene Neuwahlen wurden behindert und deshalb für ungültig erklärt. Am 22. Mai 2014 putschte erneut das Militär. Danach übte General Prayut Chan-o-cha die Regierungsgewalt aus. Ein Referendum im Jahre 2016 erlaubte dem Militär langfristige Machtausübung und leitete den Umbau in ein autoritäres System ein. Die ersten Wahlen nach dem Putsch fanden erst am 24. März 2019 statt. Nach der Wahl wurde der bisherige Regierungschef, General Prayut, von einer Koalition aus 19 Parteien im Amt bestätigt.
Seit Juni 2020 kam es vermehrt zu Protesten gegen die Regierung. Zehntausende Menschen demonstrierten im September 2020 trotz Warnungen der Polizei für Neuwahlen sowie demokratische Reformen im politischen System, die mit einer neuen Verfassung herbeigeführt werden sollen. Premierminister Chan-o-Cha wird kritisiert, während der COVID-19-Pandemie in Thailand nicht angemessen gehandelt zu haben. Die Polizei entsandte etwa 10.000 Beamte, die Demonstrationen blieben jedoch friedlich.
Bei der Parlamentswahl im Jahr 2023 gingen die sozialdemokratisch-progressive Fortschrittspartei und die populistische Reformpartei Pheu-Thai-Partei als Sieger hervor. Die im Jahr 2018 aus der Militärjunta hervorgegangene Phalang-Pracharat-Partei, die den Putschisten und Regierungschef Prayut Chan-o-cha zur Wiederwahl aufstellte, verlor die Wahl deutlich.
Im August 2024 verfügte das thailändische Verfassungsgericht die Auflösung der Fortschrittspartei (der zu jenem Zeitpunkt größten Oppositionspartei) und schloss elf führende Mitglieder der Partei für zehn Jahre von politischen Ämtern und Mandaten aus. Als Begründung führte das Verfassungsgericht an, dass die geplante Reform des Majestätsbeleidigungsparagrafen ein Versuch sei, die konstitutionelle Monarchie zu stürzen. Nach Angaben des ehemaligen Parteivorsitzenden und Spitzenkandidaten, Pita Limjaroenrat, war die Fortschrittspartei eine von vier großen Parteien, die in einem Zeitraum von 20 Jahren in Thailand aufgelöst wurden. Die verbliebenen 143 Abgeordneten der Fortschrittspartei im Repräsentantenhaus traten zwei Tage darauf geschlossen der Nachfolgeorganisation Volkspartei bei.
Im selben Monat wurde der ein Jahr zuvor zum Ministerpräsidenten des Landes gewählte Srettha Thavisin vom Verfassungsgericht des Amtes enthoben.

## Politik
Thailand ist politisch stark gespalten und zeitweise instabil. Nach dem Militärputsch im Mai 2014 wurde das Land vom Militär regiert. Ein Referendum im Jahre 2016 erlaubte dem Militär langfristige Machtausübung und leitete den Umbau in ein autoritäres System ein. Im Jahr 2019 (am 24. März 2019) und 2023 (am 14. Mai) fanden die ersten Parlamentswahlen nach dem Militärputsch statt.

### Politisches System

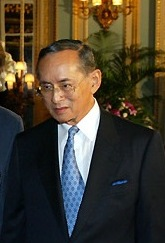
König Bhumibol Adulyadej, war von 1946 bis 2016 Staatsoberhaupt Thailands

Thailand (bis 1939 Siam) ist seit einem unblutigen Umsturz im Jahr 1932 eine konstitutionelle Monarchie. Staatsoberhaupt ist der König, der gleichzeitig oberster Schirmherr des Buddhismus in Thailand ist. Die Königswürde ist erblich; gemäß dem Thronfolgegesetz aus dem Jahr 1924 bestimmt der König allein seinen Nachfolger. Er wird beraten und vertreten durch den Kronrat, den er selbst ernennt und entlässt. Der König hat keinen direkten Einfluss auf die Tagespolitik, sondern nimmt im Wesentlichen repräsentative Aufgaben wahr. In Krisenzeiten (wie dem Volksaufstand im Oktober 1973 und dem „Blutigen Mai“ 1992) hat er aber direkt interveniert und auch später – teilweise sehr deutlich – in Reden Stellung zu politischen Fragen bezogen. Die Monarchie in Thailand wird in dem von Korruption und großem Unterschied zwischen Arm und Reich geprägten Land als wichtigster Stabilitätsfaktor angesehen.
Die königlich thailändische Regierung beherbergt 20 Ministerien und ihre Minister, die seit dem Restructuring of Government Agencies Act 2002 unverändert sind.

Die Macht teilt sich der König seit 1932 mit einem Parlament. Dieses war zunächst ein Einkammerparlament, seit 1997 bestand es aus zwei Kammern. Die Verfassung von 2007 ist infolge des Militärputsches vom 22. Mai 2014 außer Kraft gesetzt und durch eine Interimsverfassung ersetzt. Die Gesetzgebung wird vorübergehend von einer Nationalen Legislativversammlung mit 220 vom Militär ausgewählten Mitgliedern ausgeübt. Ein Nationaler Reformrat mit 250 Mitgliedern, ebenfalls vom Militär ausgewählt, soll Vorschläge für politische Veränderungen geben. Ein 36-köpfiger Ausschuss hat den Auftrag, eine neue Verfassung auszuarbeiten. Über alle politischen Aktivitäten wacht der von der Militärführung gebildete „Nationale Rat zur Erhaltung des Friedens“, der durch das geltende Kriegsrecht mit außerordentlichen Befugnissen ausgestattet ist. Der Vorsitzende des Nationalen Rats zur Erhaltung des Friedens, General Prayut Chan-o-cha, ist zugleich Premierminister. Seinem Kabinett gehören größtenteils aktive oder pensionierte Militärs an.

### Politische Parteien
Die politischen Parteien sind in Thailand, anders als in Europa oder Amerika, keine politische Vertretung aggregierter Interessen in der Gesellschaft. An deren Stelle treten persönliche Beziehungen wie Familie, Verwandtschaft und Patronage. Hierbei versammeln sich um eine einflussreiche Person Menschen mit geringerem Status, um Schutz und Förderung zu suchen und um im Gegenzug Loyalität zu bieten. Im besten Fall stellt eine politische Partei in Thailand eine Pyramide dar, welche sich vertikal durch die gesamte Gesellschaft erstreckt. Das Schicksal der Partei ist in der Regel fest an jenes der Führungsperson geknüpft: das Ende der politischen Karriere eines Parteiführers bedeutet auch das Ende seiner Partei. Parteien sind aufgrund dessen in Thailand ausgesprochen kurzlebig. Die einzige Ausnahme stellt hier die seit 1946 existierende Demokratische Partei dar. Bei Wahlen treten in der Regel eine hohe Anzahl von Parteien an, von denen die Mehrzahl kein kohärentes Programm, keinen Mitgliederstamm und keine Kontinuität haben; alle werben mit populistischen Parolen um Wähler. Lediglich die Demokratische Partei hat ein vage liberalkonservativ orientiertes Programm entwickelt. Nach den Wahlen kommt es aufgrund der Kurzlebigkeit der Parteien häufig zu Machtverschiebungen im Parlament. Neben der Demokratischen Partei ist momentan die 2007 gegründete Pheu-Thai-Partei („Partei für Thais“) einflussreich. Letztere stellte von 2011 bis zum Putsch 2014 in Koalition mit mehreren kleineren Parteien die Regierung.

### Politische Indizes
| Name des Index                     | Indexwert    | Weltweiter Rang | Interpretationshilfe | Jahr |
| ---------------------------------- | ------------ | --------------- | --- | ---- |
| Fragile States Index               | 66,2 von 120 | 95 von 179      | Stabilität des Landes: Warnung 0 = sehr nachhaltig / 120 = sehr alarmierend Rang: 1 = fragilstes Land / 179 = stabilstes Land | 2024 |
| Demokratieindex                    | 6,27 von 10  | 63 von 167      | Unvollständige Demokratie 0 = autoritäres Regime / 10 = vollständige Demokratie                                               | 2024 |
| Freedom in the World Index         | 36 von 100   | —               | Freiheitsstatus: teilweise frei 0 = unfrei / 100 = frei                                                                       | 2024 |
| Rangliste der Pressefreiheit       | 56,7 von 100 | 85 von 180      | Erkennbare Probleme für die Pressefreiheit 100 = gute Lage / 0 = sehr ernste Lage                                             | 2025 |
| Korruptionswahrnehmungsindex (CPI) | 34 von 100   | 107 von 181     | 0 = sehr korrupt / 100 = sehr sauber                                                                                          | 2024 |

### Politischer Konflikt und Polarisierung
Seit der Regierungszeit von Thaksin Shinawatra (2001–2006) ist die Politik des Landes von einem anhaltenden Konflikt und einer tiefen Polarisierung zwischen zwei Lagern, die üblicherweise mit den Farbcodes „gelb“ und „rot“ bezeichnet werden, geprägt. Von verschiedenen Autoren werden mehrere Ursachen und Hintergründe des Konflikts (oder der Konflikte) genannt: Gegensätze zwischen Stadt und Land, Zentrum und Peripherie oder Norden und Süden, unterschiedliche Konzepte von politischer Legitimität, Einfluss der zentralistischen Bürokratie, des Militärs und/oder des Palasts auf die Politik sowie Sorge der Mittelschicht vor Statusverlust.
Trotz der Wahrnehmung einer tiefen Spaltung bekannten sich in einer repräsentativen Umfrage Ende 2010 nur insgesamt 24 Prozent der Thailänder zu einem der beiden Lager, 73 Prozent identifizierten sich als neutral; nur 2 Prozent erklärten, in den letzten Jahren an einer politischen Demonstration teilgenommen zu haben. Eine Mehrheit äußerte sich entnervt vom politischen Konflikt und den lähmenden Massenprotesten, egal von welchem Lager diese kamen.
Thaksin erlangte mit Programmen zur Armutsbekämpfung und zur Entwicklung des wirtschaftlich rückständigen Landesinneren (u. a. allgemeiner Zugang zum Gesundheitswesen, staatlich finanzierte Mikrokredite sowie eine Gemeinde, ein Produkt) in Verbindung mit populistischer Rhetorik und geschicktem politischem Marketing große Popularität, vor allem bei der Landbevölkerung der Nord- und Nordostregion. Diese fühlten sich durch Thaksins Politik ernst genommen und emanzipiert, während sie zuvor oft den Eindruck hatten, benachteiligt oder ausgegrenzt zu werden. Andererseits machte er sich Gegner durch seinen autoritären Führungsstil, Einschränkung von Freiheitsrechten und demokratischen Partizipationsmöglichkeiten (abgesehen von Wahlen), Behinderung der Opposition und kritischer Presse; Menschenrechtsverletzungen im „Krieg gegen Drogen“ und im ab 2004 eskalierenden Konflikt in den Südprovinzen; die Privatisierung von Staatsunternehmen und neoliberale Reformen zur Straffung der Verwaltung sowie ein Freihandelsabkommen mit den USA. Außerdem stellte sein durch Wahlen legitimierter Machtanspruch nach Analyse mehrerer Politikwissenschaftler die Dominanz der sogenannten „Netzwerk-Monarchie“, einer lockeren und informellen Allianz aus dem Palast nahestehenden Personen und Gruppen im Kronrat, Politik, Militär und Verwaltung, in Frage.

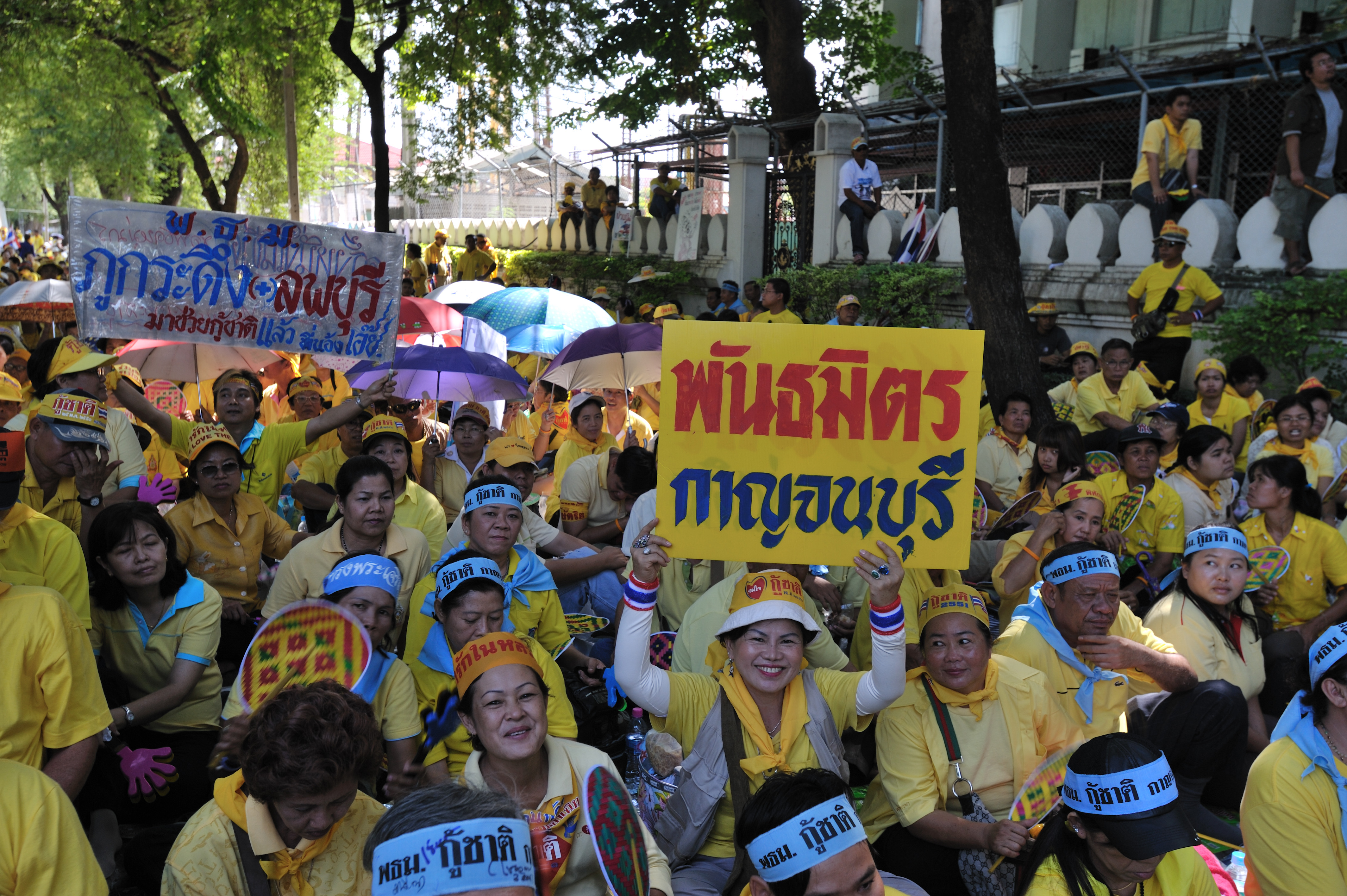
Demonstration der Volksallianz für Demokratie („Gelbhemden“), 2008

Folglich schlossen sich in der gegen Thaksin gerichteten Volksallianz für Demokratie (PAD) – den sogenannten „Gelbhemden“ – Menschen- und Bürgerrechtler, Gewerkschaften und Graswurzelbewegungen, aber auch Royalisten, Nationalisten und Religiöse zusammen. Sie warfen ihm Aushöhlung der Demokratie, Menschenrechtsverletzungen, Amtsmissbrauch und Korruption, Verrat an der Nation und mangelnden Respekt vor der Monarchie (bis hin zur Majestätsbeleidigung) vor. Das konservativ-monarchistische und nationalistische Element in dieser Bewegung gewann zunehmend die Überhand über die liberalen Vertreter. Ab 2008 äußerten führende Vertreter der PAD offene Ablehnung der repräsentativen Demokratie und des Mehrparteiensystems und bezogen aggressiv-nationalistische Positionen im Grenzstreit mit Kambodscha. Die Anhängerschaft der PAD ging deutlich zurück. 2010 identifizierten sich noch 5,1 Prozent als „gelb“, weitere 5,2 Prozent als „eher gelb“. Die meisten „(eher) Gelben“ gab es in der Südregion (insgesamt 24 Prozent), die wenigsten im Norden (7 Prozent) und Nordosten (8 Prozent). 2013 löste sich die PAD auf, an ihre Stelle trat die „Volksarmee zum Sturz des Thaksin-Systems“ (Pefot), deren Anhänger aber nicht mehr an gelben Hemden erkennbar sind.

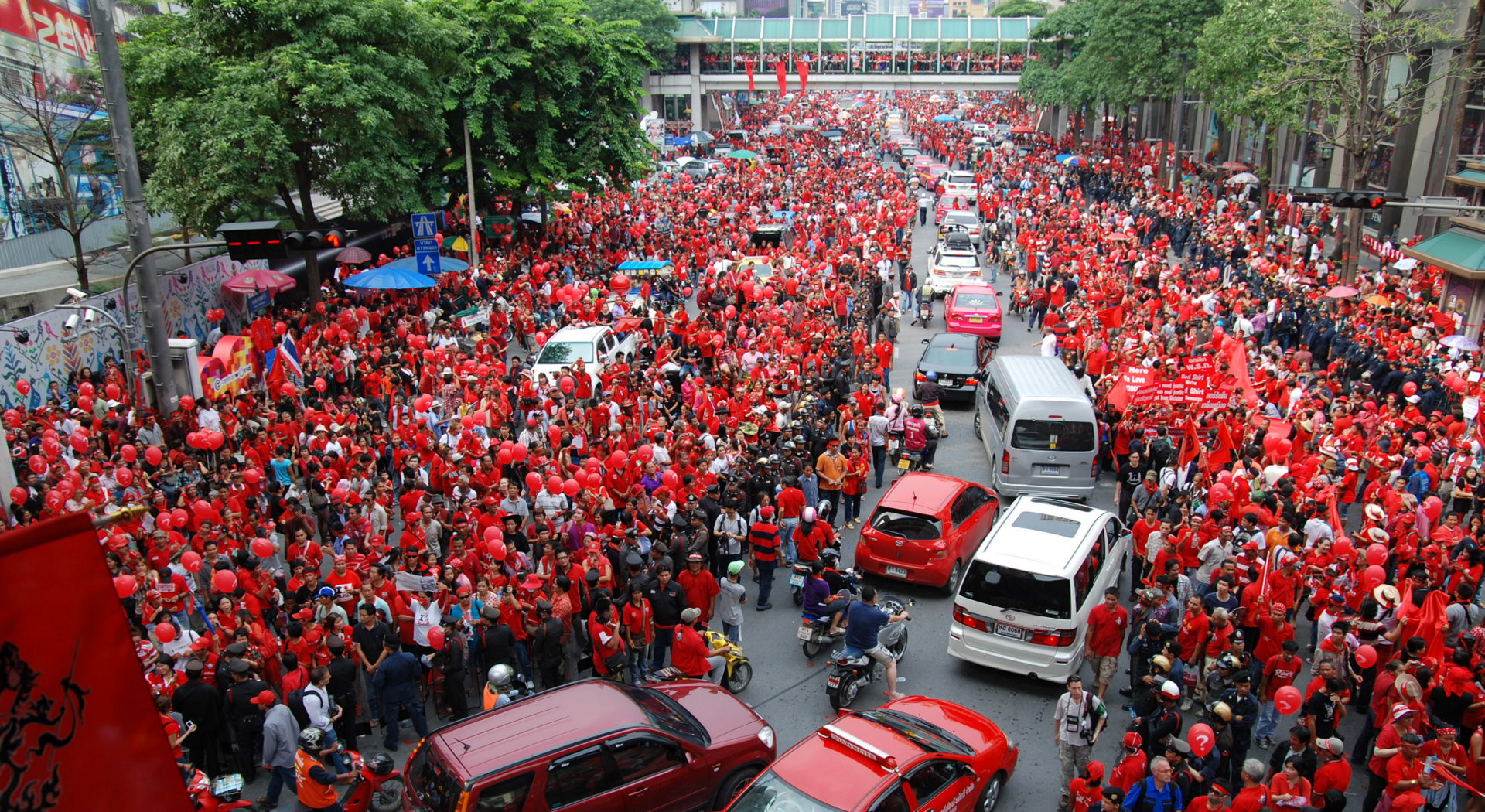
Demonstration der Nationalen Demokratischen Allianz gegen Diktatur („Rothemden“), 2010

Auf der anderen Seite steht die Nationale Demokratische Allianz gegen Diktatur (UDD) der „Rothemden“. Ihre Erkennungsfarbe geht auf die Kampagne zur Ablehnung der unter Ägide des Militärs ausgearbeiteten Verfassung zurück. Diese wurde im Referendum zwar mit landesweit 57,8 % (bei 57,6 % Wahlbeteiligung) angenommen, in mehreren Provinzen Nord- und Nordostthailands aber mit deutlicher Mehrheit abgelehnt. Die meisten ihrer Anhänger kommen zwar aus der Provinz, gehören aber nicht zu den allerärmsten Landlosen, sondern zu einer wachsenden und zunehmend selbstbewussten und politisierten unteren Mittelschicht, sie können als „urbanisierte Dorfbewohner“ bezeichnet werden. Die „Rothemden“ sind trotz ihres rhetorischen Eintretens für die angeblich unterprivilegierten Schichten keine sozialistische oder kapitalismuskritische Bewegung. Im Gegenteil: viele von ihnen sind (ehemalige) Bauern, die sich dank Thaksins Mikrokrediten selbstständig gemacht und kleine Unternehmen gegründet haben. Auch diese Bewegung steht aber nur für eine Minderheit der Gesamtbevölkerung: 2010 nannten sich 6,6 % der befragten Thailänder „rot“, weitere 7 % „eher rot“. Am stärksten waren die „(eher) Roten“ im Norden (insgesamt 20 %) und Nordosten (18 %), am schwächsten im Süden (3 %).
Im Großraum Bangkok (12 % rot, 11 % gelb) und der Zentralregion (9 % gelb, 8 % rot) hielten sich die beiden Lager ungefähr die Waage. Dort gab es auch den größten Anteil Neutraler (76 bzw. 80 Prozent).

### Außenpolitik

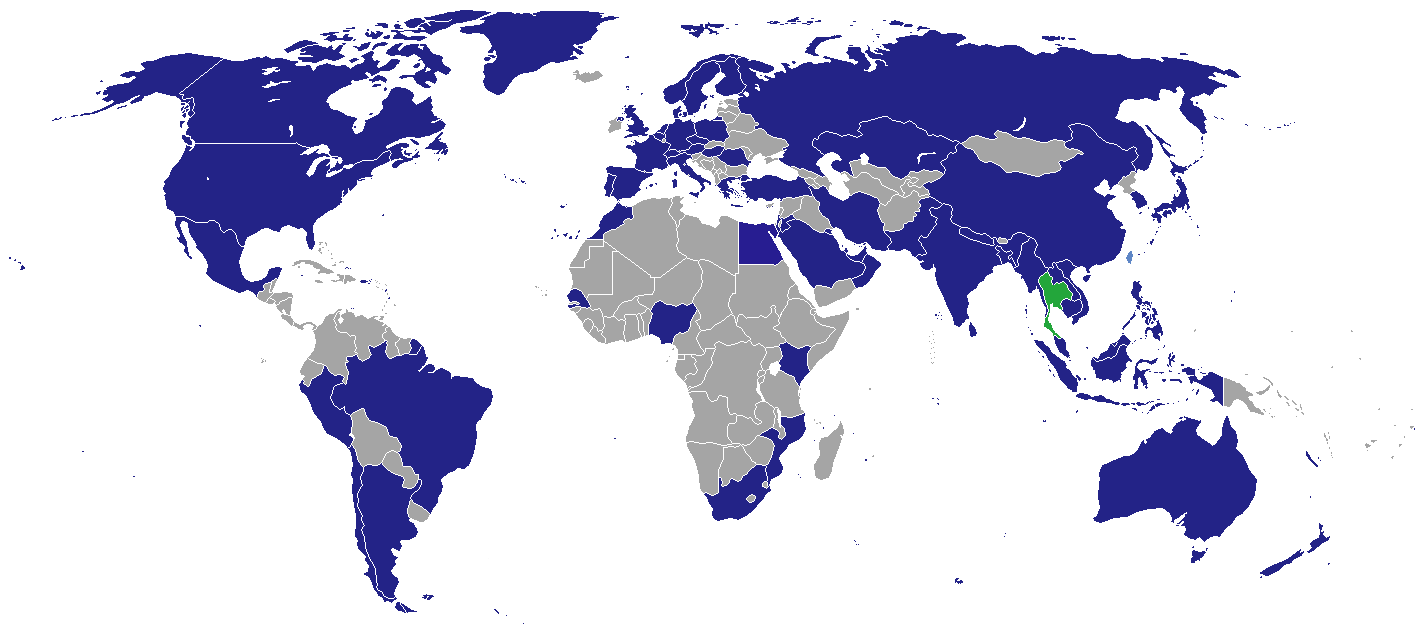
Standorte der diplomatischen Vertretungen Thailands

Thailand hat mit einigen seiner Nachbarn Grenzstreitigkeiten: Mit Laos gibt es keinen Vertrag über den Verlauf der Grenze, da der Status einiger Inseln im Mekong ungeklärt ist. Mit Myanmar und Kambodscha gibt es ebenso schwerwiegende Differenzen über den genauen Grenzverlauf. An den Grenzen zu Laos und Kambodscha liegen nach wie vor zahlreiche Landminen im Boden. Lediglich mit Malaysia gibt es keinen Grenzkonflikt, die angespannte Sicherheitslage in Südthailand begründet jedoch häufige vorübergehende Schließungen der Grenzübergänge.
Außenpolitisch lehnt sich Thailand traditionell sehr stark an die USA an. Es unterstützte die USA formell im Vietnamkrieg, war Gründungsmitglied der von den USA geführten SEATO und ist heute Mitglied in der ASEAN. Die USA zählen Thailand zum Kreise ihrer wichtigsten Verbündeten außerhalb der NATO. Dennoch hat Thailand auch traditionell gute Beziehungen zur Volksrepublik China. Seit den 1990er Jahren spielt das Land eine aktivere Rolle in der internationalen Staatengemeinschaft. Die erste Teilnahme thailändischer Streitkräfte an einer multinationalen Friedenstruppe fand nach der Unabhängigkeit Osttimors statt, als Thailand ein Kontingent für die INTERFET stellte.

### Militär
Das thailändische Militär ist in die Landstreitkräfte Royal Thai Army (240.000 Soldaten), die Seestreitkräfte Royal Thai Navy (65.000 Soldaten) und die Luftstreitkräfte Royal Thai Air Force (45.000 Soldaten) gegliedert. Hinzu kommt eine Reserve von 200.000 Soldaten. Formelle Oberbefehlshaber sind der Verteidigungsminister und der Supreme commander of the armed forces, wobei die Oberkommandierenden der drei Teilstreitkräfte den meisten Einfluss haben. Das Militärbudget wurde nach dem Staatsstreich vom September 2006 um 35 % erhöht, für 2007 waren dann 3,2 Mrd. US-Dollar budgetiert. Im Jahr 2021 gab Thailand knapp 1,4 % seiner Wirtschaftsleistung oder 7,2 Milliarden Dollar für seine Streitkräfte aus.
Die Streitkräfte werden hauptsächlich in den existierenden Grenzkonflikten eingesetzt. An der burmesischen Grenze bekämpfen sie das Eindringen von Rebellen und Schmugglern aus dem Nachbarland. Wiederholt kam es hier zu bewaffneten Zwischenfällen mit Karen-Gruppierungen auf thailändischem Gebiet, was zu Spannungen in den politischen Beziehungen zwischen den beiden Staaten führte. In Südthailand soll das Militär die muslimischen Aufständischen bekämpfen, hier gibt es eine weitgehende Zusammenarbeit mit dem benachbarten Malaysia. An der Grenze zu Kambodscha tauchen kommunistische Rebellen gegen die Regierung in Phnom Penh unter, wobei Thailand zuweilen der Komplizenschaft mit den Rebellen beschuldigt wird.
Wehrpflicht besteht für junge Männer ab 21 Jahren. Männer über 18 dürfen sich freiwillig melden. Frauen dürfen sich ebenso freiwillig verpflichten, ihre Karrieremöglichkeiten sind jedoch eingeschränkt.

### Menschenrechte
Menschenrechtsverletzungen werden vor allem der Polizei vorgeworfen, die Gefängnisinsassen misshandelt oder verhaftete Personen, vor allem im Konflikt in Südthailand, foltert oder verschwinden lässt. Das Militär schränkt nach jedem Militärputsch erfolgreich die Rede-, Versammlungs- und Pressefreiheit ein; die Behörden zwingen mit Gerichtsverfahren um Rufschädigung oder Verrat die Medien zur Selbstzensur. Neben China und Kambodscha setzt auch die thailändische Polizei Schlagstöcke mit Metallspitzen ein, die in jedem Fall zu schweren Verletzungen beim Einsatz führen. Die massivsten Menschenrechtsverletzungen werden von nicht-staatlichen Stellen, jedoch mit Billigung der zuständigen Behörden begangen.
Amnesty International berichtet in seinem Report 2017, dass Folter und andere Misshandlungen weiterhin verbreitet seien. Politiker, Landrechtsaktivisten und Menschenrechtsverteidiger sind mit Verfolgung, Inhaftierung, Schikanen und physischer Gewalt konfrontiert. Militärangehörigen ist es erlaubt, Personen wegen eines breiten Spektrums von Straftaten ohne gerichtliche Genehmigung festzunehmen. Zahlreiche Personen wurden wegen Majestätsbeleidigung angeklagt und zu Gefängnisstrafen von bis zu 60 Jahren verurteilt. Das Gesetz gegen Computerkriminalität ermöglicht eine kontinuierliche Überwachung und Kontrolle der sozialen Medien und die Inhaftierung von Facebook-Nutzern, wenn sie mit Regierungskritikern in Kontakt treten.
Am 11. Dezember 2018 verschwanden drei thailändische Dissidenten, die sich im benachbarten Laos in Sicherheit gewähnt hatten. Zwei von ihnen wurden später tot und gefesselt im Mekong gefunden;
vom dritten fehlt jede Spur.
Vorsichtige Schätzungen gehen von 200.000 bis 300.000 thailändischen Prostituierten aus, von denen 30.000 bis 40.000 minderjährig sind. Dazu kommen zahlreiche Prostituierte aus den Nachbarländern. Öffentliches Werben für Prostitution und Ansprechen von potentiellen Freiern ist in Thailand offiziell illegal, faktisch wird es aber zumeist geduldet.
Thailand ist auch ein Zielland für den Menschenhandel; die meist aus den Nachbarländern illegal ins Land gekommenen Menschen werden ausgebeutet. Für die gleichen Zwecke werden auch Menschen aus Thailand in andere Länder Europas, Amerikas und des Nahen Ostens sowie nach Japan geschmuggelt. Die USA haben Thailand in ihrem jüngsten Bericht über Menschenhandel (Trafficking in Persons Report – TIP-Report) auf Stufe zwei ihrer Beobachtungsliste gesetzt.
In Thailands Fischereiflotten sind Zwangsarbeit und andere Menschenrechtsverletzungen weitverbreitet. Laut einem Bericht von Human Rights Watch werden Fischer, die aus südostasiatischen Nachbarländern nach Thailand einwandern, als Arbeitskräfte an Fischereiflotten verkauft. Sie erhalten ihr Gehalt nicht pünktlich, werden unterhalb des Mindestlohns bezahlt und werden in Schuldknechtschaft gehalten, um zu verhindern, dass sie den Arbeitgeber wechseln. Thailändisches Arbeitsrecht gewährt den Arbeitsmigranten keinen Schutz und erlaubt ihnen nicht, sich gewerkschaftlich zu organisieren.
In Thailand gibt es die Todesstrafe, die seit 2003 durch die Giftspritze vollzogen wird. Im Jahr 2012 warteten etwa 2500 Menschen – hauptsächlich wegen Drogendelikten – in thailändischen Gefängnissen auf ihre Hinrichtung. Letztmals (Stand 2024) wurde die Todesstrafe 2018 vollstreckt.

### Frauenwahlrecht
Nach Sri Lanka war Thailand eines der ersten Länder in Asien, die das allgemeine Wahlrecht einführten.
Bis 1932 regierte in Thailand ein absolutistischer Herrscher ohne politische Institutionen, die das Volk repräsentierten. Im Juni 1932 wurde die absolute Monarchie durch einen Staatsstreich in eine konstitutionelle Monarchie umgewandelt. In Thailand gab es keine Kämpfe um das aktive und passive Frauenwahlrecht, sondern es wurde zusammen mit dem Wahlrecht der Männer am 10. Dezember 1932 eingeführt. Damals wurde eine Assembly of Representatives, ein Parlament, geschaffen. Bis 1933 wurden alle 70 Abgeordneten von der Partei des Volkes ernannt. 1933 wurde das allgemeine Wahlrecht erstmals indirekt ausgeübt, als die Hälfte der Abgeordneten gewählt wurde. 1937 erfolgte die direkte Wahl der Hälfte der Abgeordneten, aber die Regierung löste das Parlament auf, als es Widerstand zeigte. Erst 1952 wurde das Parlament als Ganzes gewählt.
Bei den Lokalwahlen gab es Beschränkungen für Frauen, die fast zwei Jahrzehnte vor 1932 geschaffen wurden und erst 1982 aufgehoben wurden. Frauen durften bei lokalen Wahlen, in denen die Dorfoberhäupter bestimmt wurden, nicht kandidieren. Es sieht so aus, als seien Frauen damals wegen ihres Geschlechts für unfähig erachtet worden, die Kontrollfunktionen eines Dorfoberhaupts auszuüben. Genauso wenig durften Frauen einer Gruppe von Dörfern vorstehen.

### Korruption
Korruption gehört in Thailand seit jeher zum alltäglichen Leben. Über die Hälfte der thailändischen Haushalte erleben Korruption als Alltag.
Über 75 Prozent der Firmen geben an, regelmäßig bis immer bestechen zu müssen. Laut einer Telefonumfrage im Auftrag von Transparency International von 2008 hatten 11 Prozent der befragten Haushalte im vergangenen Jahr Bestechungszahlungen geleistet. Insbesondere gilt die thailändische Polizei als Drahtzieher krimineller Machenschaften und als korrupt. So wird zum Beispiel bei Verkehrsvergehen in der Provinz Chon Buri die Geldstrafe ohne Quittung an Ort und Stelle durch die Polizeibeamten kassiert. Eigentlich müssen Geldstrafen in Thailand grundsätzlich auf dem nächsten Polizeirevier beglichen werden. Besondere öffentliche Aufmerksamkeit erlangten im Juni 2009 150 Fälle von Erpressungen, bei denen Touristen des Ladendiebstahls bezichtigt wurden und sich freikaufen mussten. Verschiedene europäische Länder warnen mittlerweile vor solchen Betrugsmaschen der thailändischen Polizei.

## Wirtschaft

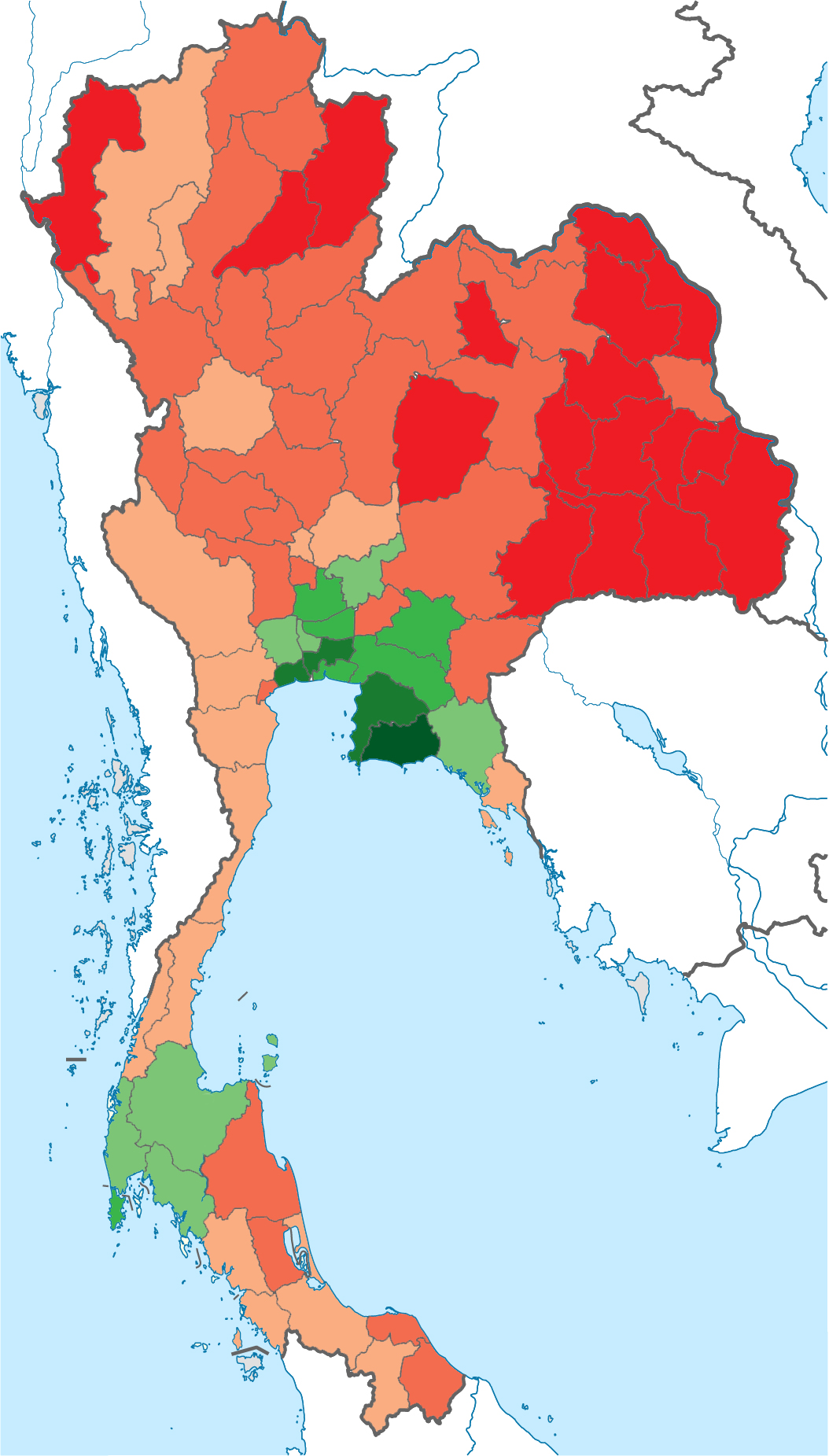
Die Wirtschaftskraft ist regional sehr ungleich verteilt. Bruttoinlandsprodukt pro Kopf in US-$ nach Provinzen (2011). Der landesweite Durchschnitt lag bei 5.362 US-$.
unter 1.500
1.500 bis unter 3.000
3.000 bis unter 5.362
5.362 bis unter 10.000
10.000 bis unter 15.000
15.000 bis unter 20.000
20,000 und mehr

Thailands Wirtschaft ist marktwirtschaftlich-liberal orientiert. Sie hat sich dank der Strategie der exportorientierten Industrialisierung in hoher Geschwindigkeit von einer landwirtschaftlich orientierten Ökonomie zu einem schnellwachsenden Schwellenland entwickelt. Eine weitere Steigerung der internationalen Wettbewerbsfähigkeit und Stimulierung der heimischen Wirtschaft durch gesteigerte Ausgaben zugunsten der benachteiligten Regionen Thailands prägten die Wirtschaftspolitik des ehemaligen Ministerpräsidenten Thaksin. Die „zweigleisige“ („dual-track-“) Wirtschaft soll den Strukturwandel von der Landwirtschaft hin zu dienstleistungs-, industrie- und technikorientierten Bereichen der Wirtschaft aktiv unterstützen. Die Wirtschaftsleistung wuchs seit Überwindung der Folgen der Asienkrise moderat, bis Ende des Jahres 2008 die Folgen der Finanzkrise auch Thailand erreichten. Aufgrund von Einbrüchen im Export und schwacher Binnennachfrage schrumpfte die thailändische Wirtschaft 2009. Neben dem Export stellt der Tourismus in Thailand einen weiteren Wirtschaftsfaktor dar, der etwa 10 % zum Bruttoinlandsprodukt beiträgt.
Das Bruttoinlandsprodukt wurde 2016 zu 11,6 % in Landwirtschaft und Fischerei und zu 35,8 % in Bergbau und Industrie erwirtschaftet. Die Inflation bewegte sich in den vergangenen Jahren immer unter 3 %, während die Arbeitslosigkeit sehr gering war (2008: 0,7 %). Im Global Competitiveness Index, der die Wettbewerbsfähigkeit eines Landes misst, belegt Thailand Platz 32 von 137 Ländern (Stand 2017–2018). Der Index für wirtschaftliche Freiheit 2024 des Landes war der 88 höchste von 176 Ländern.
| Jahr                                    | 2010   | 2015    | 2016    | 2017    | 2018    | 2019    | 2020    | 2021    | 2022    | 2023    |
| --------------------------------------- | ------ | ------- | ------- | ------- | ------- | ------- | ------- | ------- | ------- | ------- |
| BIP in Mrd. USD (Kaufkraftparität)      | 899,4  | 1.129,4 | 1.179,3 | 1.250,5 | 1.347,3 | 1.427,8 | 1.372,9 | 1.452,1 | 1.594,7 | 1.683,1 |
| BIP pro Kopf in USD (Kaufkraftparität)  | 13.384 | 16.436  | 17.098  | 18.069  | 19.406  | 20.507  | 19.669  | 20.759  | 22.757  | 23.981  |
| BIP-Wachstum (real)                     | 7,5 %  | 3,1 %   | 3,4 %   | 4,2 %   | 4,2 %   | 2,1 %   | −6,1 %  | 1,6 %   | 2,5 %   | 1,9 %   |
| Inflation (in Prozent)                  | 3,3 %  | −0,9 %  | 0,2 %   | 0,7 %   | 1,1 %   | 0,7 %   | −0,8 %  | 1,2 %   | 6,1 %   | 1,2 %   |
| Staatsverschuldung (in Prozent des BIP) | 40 %   | 43 %    | 42 %    | 42 %    | 42 %    | 41 %    | 49 %    | 58 %    | 61 %    | 62 %    |

### Wirtschaftsgeschichte

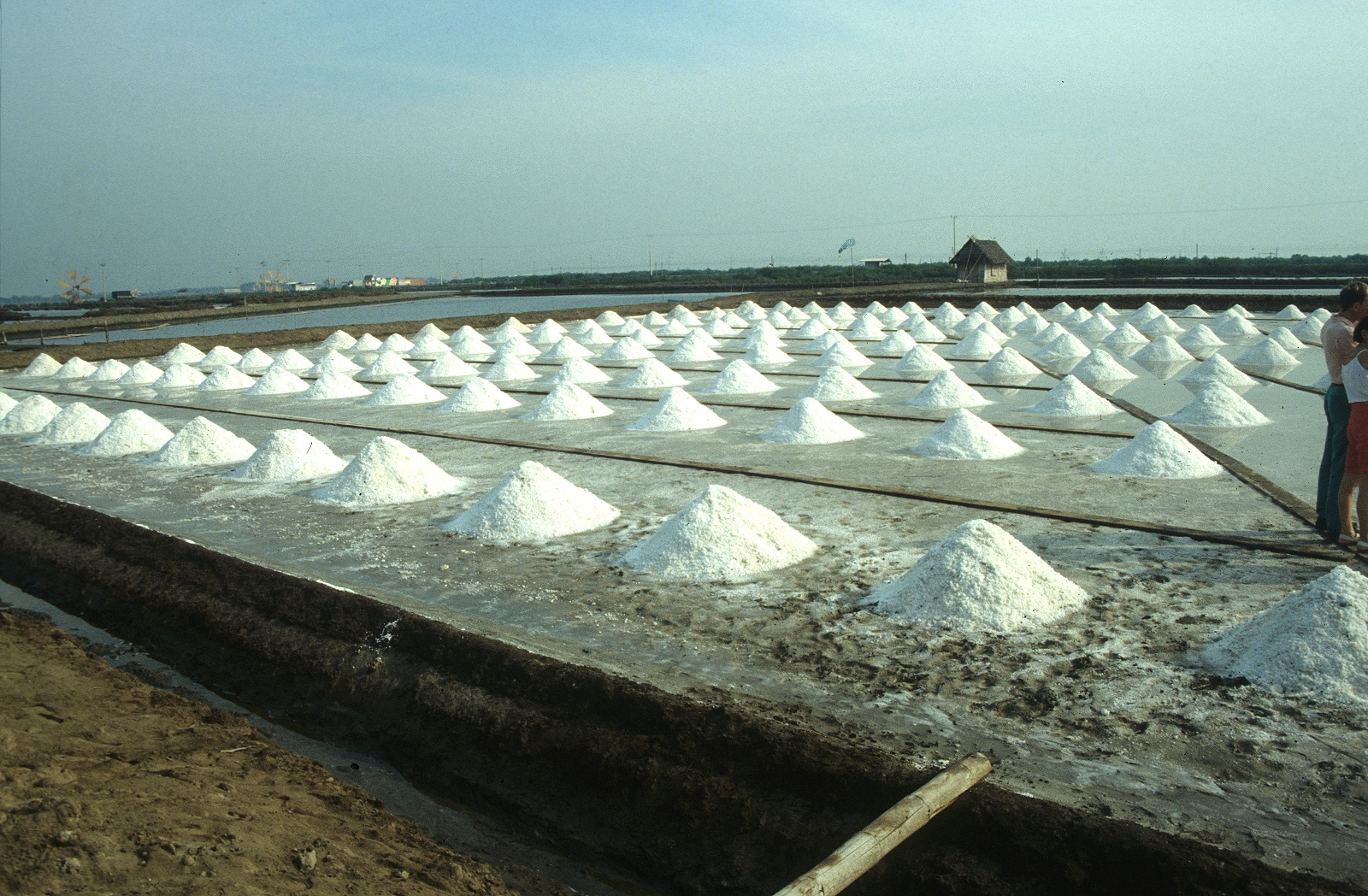
Saline / Salzgewinnung bei Bangkok in Thailand

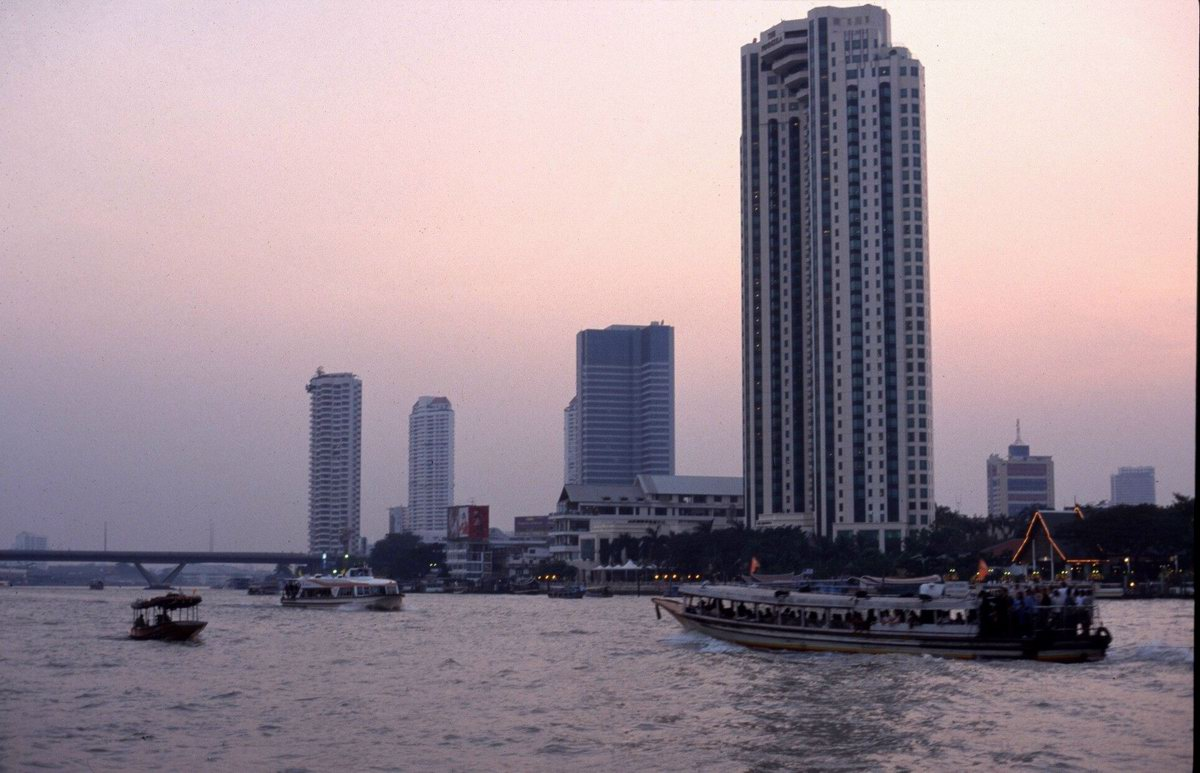
Die Metropole Bangkok ist das wirtschaftliche Zentrum des Landes

Die Wirtschaft von Thailand beruhte bis in die Mitte des 19. Jahrhunderts auf agrarischer Subsistenz. Das Land hatte damals 5–6 Millionen Einwohner, die sich hauptsächlich von Reisanbau und Fischfang ernährten und daneben für den Eigenbedarf Zuckerrohr, Gemüse, Gewürze, Tabak, Kokosnüsse und Betelnüsse anbauten sowie Seide und Baumwolle produzierten. Es gab keine entwickelte Geldwirtschaft, sondern nur Naturalhandel, Steuern mussten in Form von Naturalabgaben an den König beziehungsweise Feudalherren bezahlt werden. Auch Sklaverei war verbreitet, zu ihr kam es durch Nichtbezahlen von Abgaben oder durch Nichtrückzahlung von Krediten. Es gab einen begrenzten Außenhandel mit den Nachbarstaaten. Es wurden Naturprodukte ausgeführt und im Gegenzug Gold, Silber und Luxusgüter eingeführt.
Änderungen an diesem Wirtschaftssystem geschahen aufgrund von Impulsen von außen sowie der Bereitschaft zur Übernahme von ausländischen Entwicklungen. Thailand integrierte sich somit langsam in die Weltwirtschaft. Der Bowring-Vertrag von 1855 öffnete Thailand für den Import von ausländischen Waren, begrenzte die Zollsätze und legte den Grundstein für den Export von Reis, Teak, Zinn und später Kautschuk. Erstmals in der Geschichte Thailands wurde Reis nicht nur für den Eigenverbrauch produziert, sondern für den Markt. Es kam zu einer starken Ausweitung der landwirtschaftlich genutzten Fläche, während zunächst keine technischen Weiterentwicklungen im Reisanbau stattfanden. Handel, Transport und andere Dienstleistungen blieben in ausländischer Hand. Ab 1884 begann König Chulalongkorn mit dem Aufbau von Staatsinfrastruktur, führte ein geldbasiertes Steuersystem ein, schuf Ministerien, öffentliche Bildungseinrichtungen, Infrastruktur (Eisenbahn, Elektrizität) und es entstanden erste Fabriken mit dem Ziel der Importsubstitution. Nach der Palastrevolte des Jahres 1926 wurden chinesische Betriebe enteignet und der Staat engagierte sich in der Industrie, vor allem der Papiererzeugung, der Textilindustrie und der Zuckerherstellung. Im Außenhandel und im Kapitalverkehr herrschte Dirigismus.
Da die Staatswirtschaft sich als zu ineffizient herausstellte, zog sich in den 1950er Jahren der Staat aus den Betrieben zurück und überließ der Privatwirtschaft mehr Raum. Währungs- und Handelskontrollen wurden abgeschafft. Thailand erfuhr starke Unterstützung aus dem Westen, vor allem den USA und der Weltbank. Die 1960er Jahre waren dann von einem starken Wachstum (durchschnittlich 8 % pro Jahr) geprägt. Das Wachstum wurde vor allem von Kapitalzuflüssen getragen, wie Krediten und Direktinvestitionen, aber auch den Ausgaben des im Vietnamkrieg engagierten amerikanischen Militärs und dessen Soldaten. Die Wirtschaftspolitik konzentrierte sich auf den Aufbau von Infrastruktur und Importsubstitution.
Die 1970er Jahre brachten Thailand wirtschaftliche Schwierigkeiten. Infolge der weltweiten Wirtschaftskrise sank die Nachfrage an den thailändischen Exportprodukten, deren Preise fielen, und gleichzeitig zog sich das amerikanische Militär aus Thailand zurück. 1984/85 befand sich Thailand dann in einer schweren Rezession. Als Reaktion darauf gab es eine Strategieänderung in der Wirtschaftspolitik: der Staat zog sich aus der Wirtschaft zurück, Importzölle und Devisenkontrollen wurden abgeschafft, und es wurde der Entwicklungsweg der Exportindustrialisierung eingeschlagen. Ende der 1980er Jahre gehörte Thailand dann zu den am schnellsten wachsenden Wirtschaften der Welt (Pantherstaat), wobei das Wachstum nun von Investitionen aus Japan, Südkorea, Hongkong und Singapur getragen wurde. Überhitzung und wirtschaftspolitische Fehler führten dazu, dass Thailand zur Mitte der 1990er Jahre zum Zentrum der Asienkrise gehörte: Spekulationen gegen den festen Wechselkurs des Baht gegenüber dem US-Dollar führten 1997 zur Aufgabe des Wechselkurssystems, massiver Abwertung des Baht und einer Bankenkrise. 1998 schrumpfte die Wirtschaft massiv um 10,4 %. Thailand benötigte in der Folge zur Überwindung der Krise massive Hilfe von IWF und Weltbank.

### Landwirtschaft
Landwirtschaft, Forstwirtschaft und Fischerei trugen im Jahr 2006 weniger als 10 % zum Bruttoinlandsprodukt (BIP) bei, sie beschäftigten aber etwa 39 % der Arbeitskräfte. 1960 hingegen waren noch 82 % der Arbeitskräfte in diesen Sektoren beschäftigt und sie erwirtschafteten 38 % des BIP. Die landwirtschaftlich genutzte Fläche ist bis in die frühen 1980er Jahre stark gestiegen und seitdem praktisch gleich geblieben. 2007 wurden 19,7 Millionen Hektar Land bebaut.

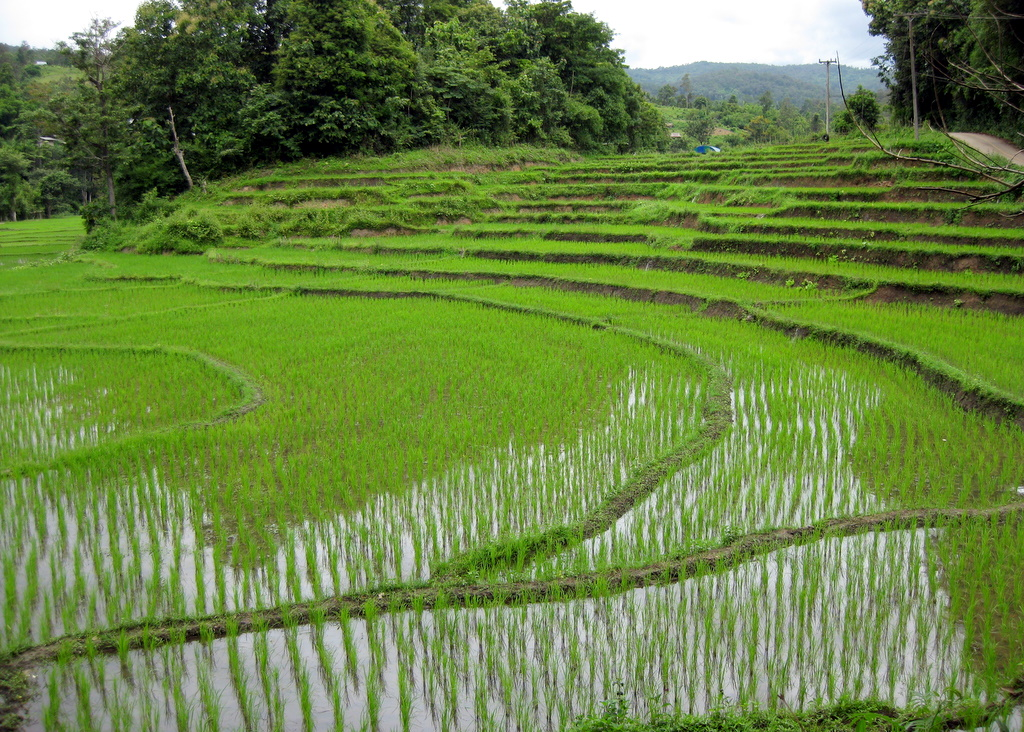
Reisanbau in Nordthailand

Die Hauptnutzpflanze des Landes ist der Reis. Die Kultur der Thai entwickelte sich ursprünglich auf Basis des Nassreisanbaus. Reis wird vor allem im Becken des Mae Nam Chao Phraya (Chao-Phraya-Fluss) und in den Bewässerungsgebieten Nordostthailands angebaut. Die jährliche Reisernte stieg von 10 Millionen Tonnen im Jahr 1962 auf 32 Millionen Tonnen im Jahr 2007. Thailand ist der sechstgrößte Produzent und bedeutendste Reisexporteur der Welt, wobei für den Export in der Regel weißer Reis angebaut wird, für den Binnenmarkt zusätzlich Klebreis.
Thailand ist der weltweit größte Produzent von Naturkautschuk (2007: 3 Mio. Tonnen), der vor allem auf Plantagen in Südthailand gewonnen wird, sowie Ananas (2007: 2,8 Mio. Tonnen). Bei der Produktion von Maniok (27 Mio. Tonnen) nimmt es den zweiten Platz ein. Weitere wichtige Produkte der thailändischen Landwirtschaft sind Mais (3,6 Mio. Tonnen), Zuckerrohr (64 Mio. Tonnen), Sojabohnen und Kenaf, die im Trockenfeldbau im Nordosten Thailands angebaut werden.
Die Forstwirtschaft war zu Beginn des 20. Jahrhunderts ein sehr bedeutender Wirtschaftsfaktor und Teak war das zweitwichtigste Exportgut Thailands nach dem Reis. Seit 1968 ist Thailand ein Netto-Holzimporteur. Der Grund hierfür liegt in der starken Ausweitung der landwirtschaftlichen Nutzfläche.
Thailand gehört zu den wichtigsten Lieferanten von Garnelen; es produzierte 2007 insgesamt fast 2,5 Millionen Tonnen Fisch und Krustentiere, bei leicht fallendem Trend aufgrund von Überfischung und Verschmutzung der Gewässer.

### Industrie

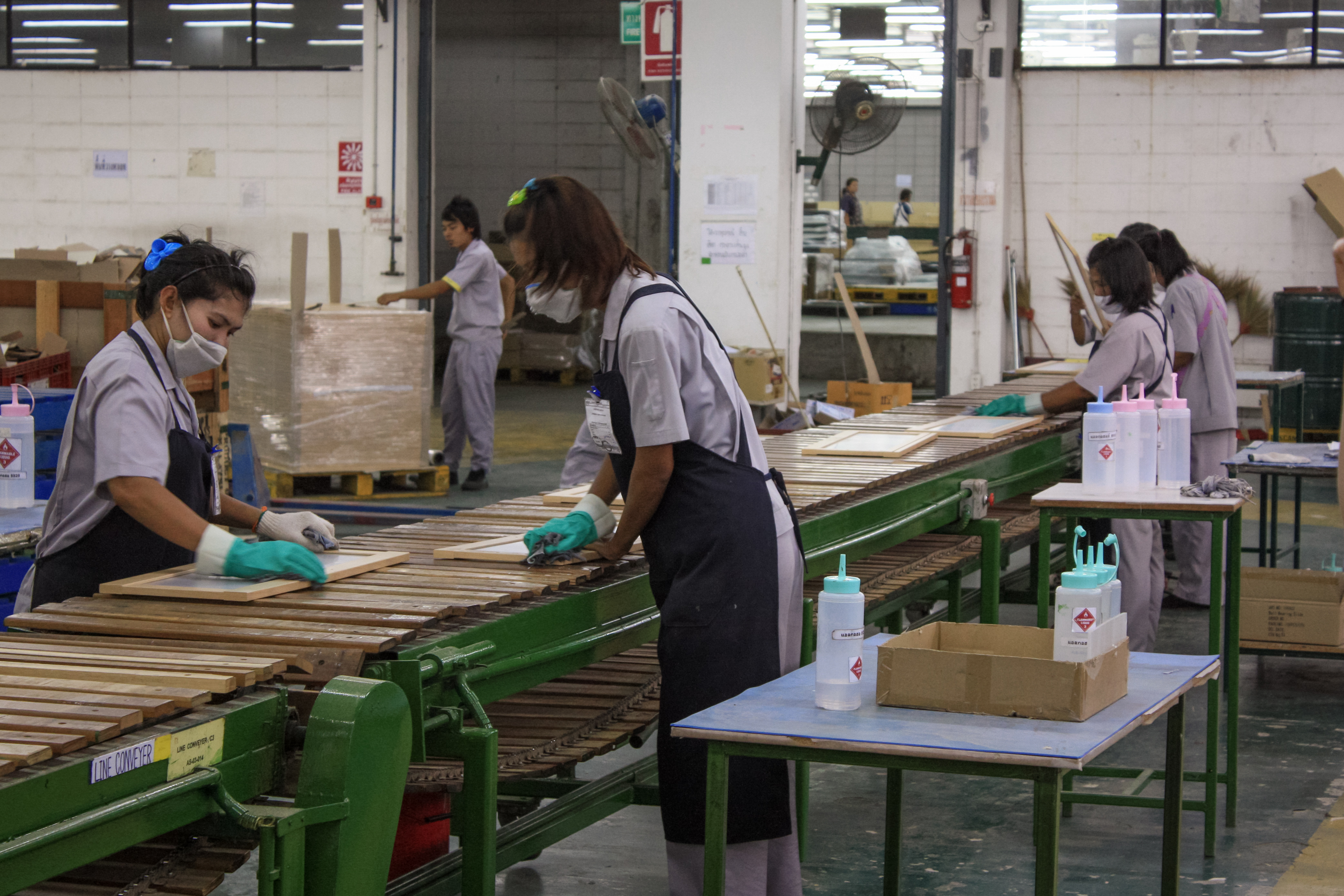
Fabrikarbeit in Chachoengsao

Die thailändische Industrie trägt etwa 45 % zur gesamten Wirtschaftsleistung bei, beschäftigt aber nur ein Viertel der Arbeitnehmer. Der wichtigste Industriezweig ist die Herstellung von Kraftfahrzeugen und deren Einzelteile. Er trägt etwa 10 % zum Bruttoinlandsprodukt bei, dominiert wird er von japanischen Konzernen. Thailand hat Kapazitäten zur Herstellung von 1,8 Millionen Fahrzeugen pro Jahr und gehört zu den zehn wichtigsten Herstellerländern von Kraftfahrzeugen. Ziel ist es, das Zentrum der Automobilindustrie des ASEAN zu werden. Weitere wichtige Wirtschaftszweige sind die Stahlproduktion, die Herstellung von Elektro- und Elektronikgeräten, die Textilindustrie und die Verarbeitung von landwirtschaftlichen Produkten. B.Grimm (Thai: บี.กริม) ist ein 1878 gegründeter multinationaler Mischkonzern mit Sitz in Bangkok und das älteste, und eines der ersten inkorporierten Unternehmen Thailands.

### Finanzsektor
Zu den Ursachen der Asienkrise 1997/98 gehörten Probleme im thailändischen Finanzsektor wie faule Kredite und überhöhte Kreditaufnahme in Fremdwährungen. Die Reformen, die seitdem umgesetzt worden sind, haben zu einer Konsolidierung im Finanzsektor geführt, die Banken haben weniger faule Kredite in ihren Bilanzen und arbeiten profitabel. Im Jahr 2007 gab es in Thailand drei staatliche Geschäftsbanken und fünf staatliche Spezialbanken, daneben 15 einheimische und 17 ausländische Geschäftsbanken (siehe Liste der Banken in Thailand).
Die Zentralbank des Landes ist die Bank von Thailand. Diese 1942 gegründete Institution betreibt die Geldpolitik, agiert als Notenbank, unterhält die Währungsreserve und fungiert als Bankenaufsicht.
Die Wertpapierbörse des Landes ist die Stock Exchange of Thailand mit ihrem Leitindex für die Volkswirtschaft, dem SET Index.

### Außenwirtschaft
| Haupthandelspartner (2013)            | Haupthandelspartner (2013) | Haupthandelspartner (2013) | Haupthandelspartner (2013) |
| Ausfuhr (in %) nach                   | Ausfuhr (in %) nach        | Einfuhr (in %) aus         | Einfuhr (in %) aus         |
| ------------------------------------- | -------------------------- | -------------------------- | -------------------------- |
| ASEAN —Malaysia —Indonesien —Singapur | 23,2 (5,2) (4,6) (4,0)     | ASEAN —Malaysia            | 17,3 (5,3)                 |
| VR China (inkl. Hongkong)             | 18                         | VR China (inkl. Hongkong)  | 16,6                       |
| USA                                   | 11                         | Japan                      | 16                         |
| Japan                                 | 9,1                        | VAE                        | 6,7                        |
| Australien                            | 4,7                        | USA                        | 5,6                        |
| sonstige Länder                       | 31,6                       | sonstige Länder            | 32                         |
| Deutschland                           | 1,7                        | Schweiz                    | 3,9                        |
| Schweiz                               | 0,7                        | Deutschland                | 2,5                        |

Anteile der Produktgruppen an den Exporten Thailands 2013. Blau: Maschinen (33); hellrosa: Kunststoffe und Gummi (13 %); hellblau: Fahrzeuge (12 %); hellgrün: Nahrungsmittel (7,6 %); dunkelbraun: Mineralerzeugnisse (5,9 %); rosa: Chemieprodukte (5,5 %)

Die Handelsbilanz Thailands war über Jahrzehnte negativ, erst das schnelle Wachstum der exportorientierten Industriezweige hat dem Land zu einer ausgeglichenen, inzwischen sogar leicht positiven Handelsbilanz verholfen – die von Thailand ausgeführten Waren haben also einen höheren Wert als die eingeführten. Die Einnahmen aus dem Tourismus sowie die Direktinvestitionen sorgten dafür, dass Leistungsbilanz und Zahlungsbilanz in der Vergangenheit fast immer positiv waren. Um den Außenhandel weiter zu fördern hat Thailand mit Staaten wie Australien, Neuseeland, China, Indien und Bahrain bilaterale Freihandelsabkommen unterzeichnet. Es ist Mitglied bei Organisationen wie der ASEAN, Asiatischen Entwicklungsbank, dem APEC, der Welthandelsorganisation und der ASEAN-Freihandelszone.
2013 wurden Waren im Wert von 238 Mrd. US-Dollar exportiert. Thailand ist damit auf Platz 23 der größten Exportnationen. Die wichtigsten Exportgüter waren Maschinen, Elektronik und Elektrotechnik (vor allem Computer-Datenspeicher, also Festplatten u. Ä.), Fahrzeuge und Fahrzeugteile (v. a. Kleinlastwagen und PKW), Nahrungsmittel (v. a. verarbeiteter Fisch und Rohrzucker), chemische Erzeugnisse und Rohstoffe (v. a. Naturkautschuk, Mineralölerzeugnisse). Thailand ist – mit großem Abstand hinter China, aber fast gleichauf mit den USA – einer der bedeutendsten Exporteure von Computerteilen der Welt. Speziell im Bereich der Datenspeichereinheiten trägt es 22 % des Weltmarkts bei. Außerdem ist das Land der weltgrößte Kautschukexporteur.
Importiert wurden Waren im Wert von 232 Mrd. US-Dollar, vor allem Elektronik, Metallerzeugnisse, chemische Erzeugnisse, Maschinen, Elektrotechnik, Nahrungsmittel sowie Fahrzeuge und Fahrzeugteile.
Die bedeutendsten Handelspartner Thailands sind die ASEAN-Staaten (zusammen über 23 % der Exporte und über 17 % der Importe), die Volksrepublik China (mit Hongkong 18 % bzw. 16,6 %), Japan (9,1 % bzw. 16 %), die USA (11 % bzw. 5,6 %) sowie die Staaten des Nahen Ostens. Mit Deutschland wickelt Thailand 2,8 % seiner Exporte und 2,4 % seiner Importe ab, mit der Schweiz 0,7 % der Ex- und 3,9 % der Importe. Deutschland exportiert vor allem Maschinen und Elektronik, chemische Erzeugnisse sowie Fahrzeuge und Fahrzeugteile nach Thailand; im Gegenzug werden Maschinen und Elektronikprodukte wie Datenspeicher und integrierte Schaltkreise, außerdem Silberschmuck sowie Gummiprodukte – vor allem Reifen – aus Thailand nach Deutschland verkauft. Die Schweiz liefert vor allem Gold nach Thailand.
Thailand ist Zielland von zahlreichen ausländischen Direktinvestitionen, die sich 2005 auf 3,3 Mrd. US-Dollar beliefen. Die Investitionen stammen vor allem aus den USA, Japan, Singapur und der Europäischen Union. Die Weltbank finanziert in Thailand vor allem Projekte im Sozial- und Bildungswesen sowie im Energiesektor, diese beliefen sich 2005 auf fast eine Milliarde US-Dollar. Die Auslandsverschuldung betrug im Juni 57,83 Mrd. US-Dollar (34 % des BIP), was Devisenreserven von 59 Mrd. US-Dollar gegenüberstand.
Der Wechselkurs des Bahts war bis zum Ausbruch der Asienkrise fest an den US-Dollar gebunden. Seitdem gilt das Wechselkurssystem des Managed Floating gegenüber einem Währungskorb der wichtigsten Handelspartner.

### Tourismus
Thailand hat sich seit den 1960er Jahren zu einem der Hauptziele des internationalen Tourismus entwickelt. Während des Vietnamkriegs lieferte das amerikanische Militär mit seinen Rest-and-recreation-Programmen starke Nachfrage. Die wirtschaftliche Entwicklung und Liberalisierung in Asien ermöglichte weiteres Wachstum, und die Möglichkeiten von Langstreckenflügen machte Thailand für Touristen aus Europa und Amerika erreichbar. Parallel dazu gab es immer eine auf Tourismusförderung ausgerichtete Politik der Regierung, die mit den Einnahmen aus dem Tourismus das Leistungsbilanzdefizit auszugleichen suchte.
2010 verzeichnete das Land 15.936.400 Ankünfte, davon etwas mehr als die Hälfte (8.167.164) aus Asien (ohne Russland) und ein weiteres Viertel (4.442.375) aus Europa (mit Russland). Es wurden 606.874 Deutsche, 90.026 Österreicher und 155.761 Schweizer gezählt. Die durchschnittliche Verweildauer betrug 9,66 Tage. 2016 war die Anzahl der Ankünfte auf 32.530.000 gestiegen, was vor allem an der gestiegenen Anzahl an Touristen aus der Volksrepublik China lag. Der internationale Tourismus ist somit ein bedeutender Wirtschaftsfaktor für Thailand, die Einnahmen für 2016 lagen bei mehr als 52 Milliarden US-Dollar. Die Sickerrate wird auf relativ niedrige 20 Prozent geschätzt. Für 1996 wurde angenommen, dass etwa vier Millionen Arbeitsplätze direkt oder indirekt vom Tourismus abhängen. Zusätzlich zum internationalen Tourismus gibt es auch lebhaften Binnentourismus; 2006 gab es bei 81 Millionen Ankünften Einnahmen von 356 Milliarden Baht.
Die bedeutendsten Tourismusarten sind Erholungsreisen (an den Küsten oder im nördlichen Bergland), Besichtigungsreisen (Bangkok und Umgebung, Nordthailand, Zentralebene mit den historischen Stätten von Ayutthaya, Sukhothai usw.), Geschäftsreisen und Sextourismus. Der größte Anteil des Massentourismus beschränkt sich auf Bangkok und einige Badeorte an der Küste wie Pattaya, Phuket, Krabi oder Ko Samui. Die negativen Auswirkungen des Massentourismus sind deshalb auf räumlich relativ kleine Gebiete beschränkt, treten allerdings dort umso geballter auf.

### Energie

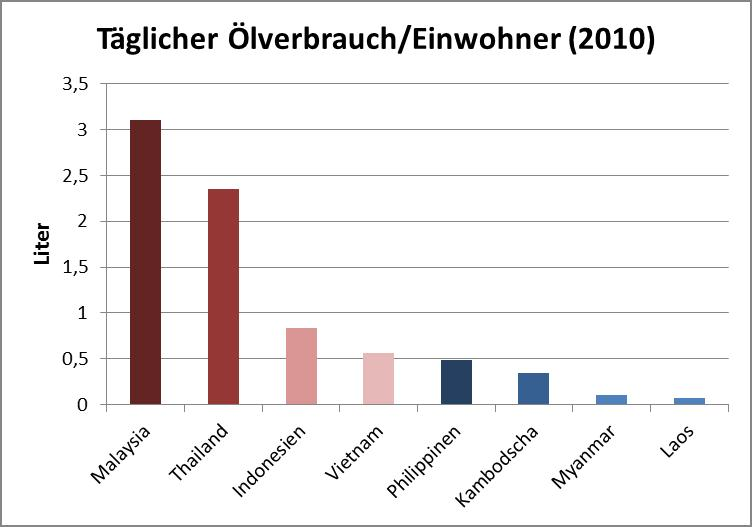
Täglicher Ölverbrauch einiger Länder in Südostasien, Liter pro Tag/Einwohner

Thailands Energieversorgung basiert maßgeblich auf fossilen Energieträgern: 2007 entfielen 42 % des Gesamtenergieverbrauchs auf Rohöl, 38 % auf Erdgas und 15 % auf Kohle, wobei Erdöl vorrangig aus der Golfregion importiert wird. Erdgas und Erdöl werden jedoch auch im Golf von Thailand gefördert. Erdgas spielt bei der Erzeugung elektrischer Energie eine wichtige Rolle und wird zu 20 % aus Myanmar bezogen. Thailand und Laos gehören zu den wichtigsten Förderländern von Weichbraunkohle. 2009 wurden 17,9 Millionen Tonnen gefördert, die Ressourcen werden auf 1390 Millionen Tonnen geschätzt. Der größte Kohletagebau Thailands befindet sich in Mae Mo (Provinz Lampang), wo täglich 40.000 Tonnen Kohle produziert werden.
2006 wurden in Thailand 130,8 Milliarden kWh elektrischer Energie erzeugt, davon 120 Milliarden aus herkömmlicher thermischer Erzeugung, 7,8 Milliarden aus Wasserkraft, und nur 3 Milliarden stammten aus anderen erneuerbaren Quellen. Der Markt für elektrische Energie wird von dem staatlichen Unternehmen Electricity Generating Authority of Thailand dominiert. Strom wird auch aus dem Nachbarland Laos bezogen.
Im Jahre 2016 lag Thailand bzgl. der installierten Leistung mit 44,89 GW an Stelle 24 und bzgl. der jährlichen Erzeugung mit 181,5 Mrd. kWh an Stelle 23 in der Welt. Der Elektrifizierungsgrad lag 2016 bei 100 %. Thailand war 2016 ein Nettoimporteur von Elektrizität; es exportierte 2,267 Mrd. kWh und importierte 19,83 Mrd. kWh.
Photovoltaik, Windenergie und Wasserkraft spielten Stand 2008 noch eine untergeordnete Rolle, letztere aufgrund von Protesten gegen das notwendige Anlegen von Stauseen. Allerdings wurde der Energiegewinnung aus Biomasse für die Zukunft eine wichtige Rolle vorausgesagt. Auch die Windenergie sowie die Photovoltaik sollen deutlich ausgebaut werden, um den Importbedarf fossiler Energieträger reduzieren zu können. Die Gesamtleistung der thailändischen Windkraftanlagen lag Ende 2019 bei 1.532 MW. Solarenergie erreichte schon 2015 1.299 GW, Biomasse 2.452 GW und kleine Wasserkraftwerke 0,14 GW, so dass 2015 die installierte Gesamtleistung der regenerativen Quellen 4.494 GW betrug. Auch die Kernenergie könnte für das Land eine Rolle spielen, da der Stromverbrauch in den nächsten Jahren weiter steigen wird. Bisher wird die Kernkraft im Land nicht genutzt, es liegen jedoch Pläne für fünf Kernkraftwerke vor.

### Staatshaushalt
Der Staatshaushalt umfasste im Fiskaljahr 2016 Ausgaben von umgerechnet 86,9 Mrd. US-Dollar, dem standen Einnahmen von umgerechnet 76,7 Mrd. US-Dollar gegenüber. Daraus ergibt sich ein Haushaltsdefizit in Höhe von 2,5 % des BIP.
Die Staatsverschuldung betrug 2016 171,7 Mrd. US-Dollar oder 42,2 % des BIP. Von der Ratingagentur Standard & Poor’s werden die Staatsanleihen des Landes mit der Note BBB+ bewertet (Stand November 2018).
2020 betrug der Anteil der Staatsausgaben (in Prozent des BIP) folgender Bereiche:
- Gesundheit: 4,4 %
- Bildung: 3,2 %
- Militär: 1,3 % (2023)

## Infrastruktur
Im Logistics Performance Index, der von der Weltbank erstellt wird und die Qualität der Infrastruktur misst, belegte Thailand 2018 den 32. Platz unter 160 Ländern.
Thailand plant in den nächsten fünf Jahren, von 2012 bis 2016, die Infrastruktur des Landes stark auszubauen. Dies geschieht über ein Investitionsprogramm, das ein Volumen von rund 56 Mrd. Euro aufweist. Die am stärksten betroffenen Sektoren sind Transport (im städtischen Raum), Energie und öffentlicher Transport (bessere Bahnverbindungen, vier Hochgeschwindigkeitstrassen der Eisenbahn, neue Massentransportsysteme).

### Verkehr

#### Straßenverkehr

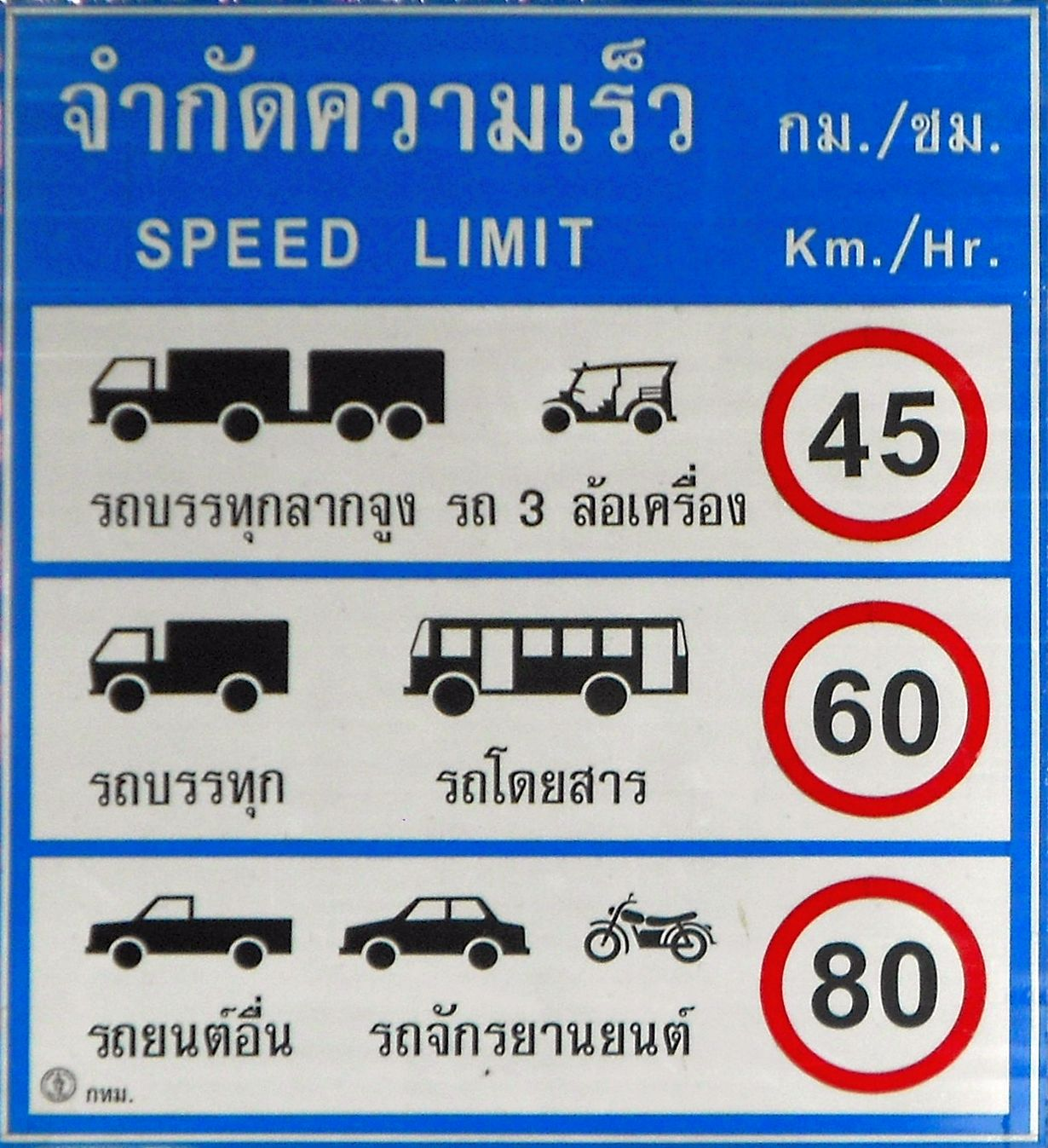
Tempolimit in Bangkok

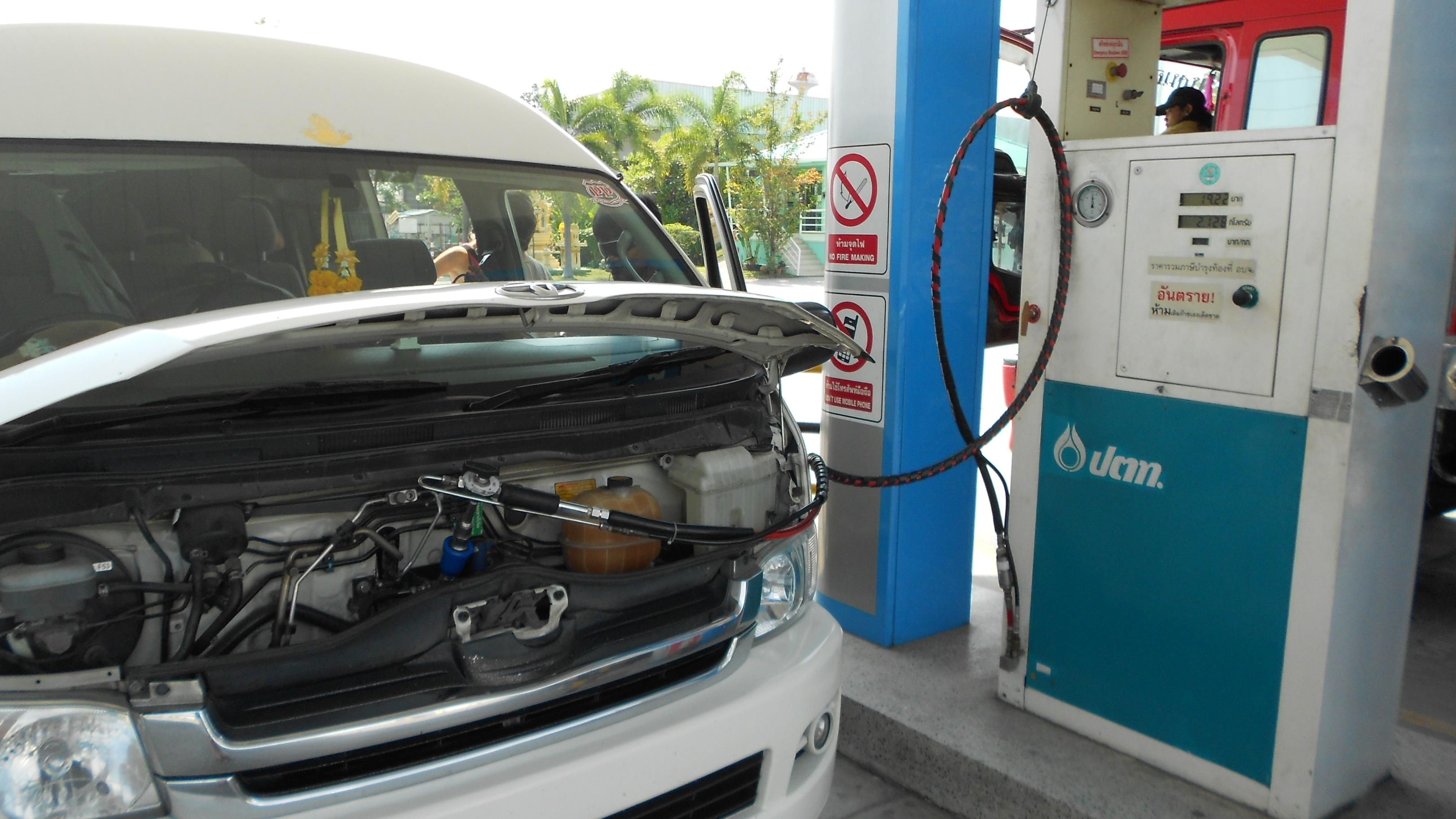
Betankung mit Autogas (LPG)

Thailand verfügt, je nach Quelle, über ein Straßennetz von 45.000 km bis 57.000 km, die zum größten Teil asphaltiert sind. Es ist seit 1960, als nur 7450 km existierten, stark angewachsen. Es herrscht Linksverkehr. Mehr als 60 Prozent der PKWs sind in Bangkok registriert, das an täglichen ausgedehnten Staus leidet. Im Rest des Landes ist das Motorrad nach wie vor das am meisten verbreitete Transportmittel; 2002 waren 67,6 Prozent aller in Thailand registrierten Fahrzeuge Motorräder. Über die Straße wird auch der größte Teil des öffentlichen Verkehrs abgewickelt; das staatliche Unternehmen BKS betreibt ein ausgedehntes Netzwerk an Linienbussen.
Sicherheit im Straßenverkehr ist ein brennendes Thema in Thailand; 2003 waren Verkehrsunfälle unter den drei häufigsten Todesursachen. Mit 38 Todesopfern von Verkehrsunfällen pro 100.000 Einwohner (Stand 2013) hat Thailand eine der höchsten Verkehrstotenraten der Welt. Hauptursachen sind die Missachtung von Sicherheitsvorschriften wie das Motorradfahren ohne Helm, Benutzung von Handys und Smartphones während der Fahrt und Fahren unter Alkoholeinfluss. Viele Thailänder glauben, dass Amulette oder Tätowierungen sie beschützen. Unfallflucht und unterlassene Hilfeleistung sind weit verbreitet, Rettungsfahrzeuge werden oft nicht durchgelassen. Es gilt innerorts eine Höchstgeschwindigkeit von 50 km/h, außerorts von 90 km/h und auf Autobahnen bis 120 km/h.
Die Beimischung von 10 bis 20 Prozent Ethanol zum Benzin („Gasohol“) ist verpflichtend vorgeschrieben. Viele Fahrzeuge – vor allem Taxis, Busse und Lkws – fahren auch mit Autogas (LPG).

#### Schienenverkehr
Mit dem Bau von Eisenbahnstrecken wurde in Thailand bereits im Jahr 1892 begonnen. Damals benötigte man ein Verkehrsmittel, das im Fall einer Invasion einer Kolonialmacht schnelle Truppen- und Materialbewegungen erlauben würde. Heute betreibt die staatliche Eisenbahn ein Schienennetz von mehr als 4000 Kilometer in Meterspur, welches sternförmig von Bangkok ausgeht. Die SRT verbindet 47 der 76 Provinzen des Landes. Im Jahr 2002 wurden 55,7 Millionen Passagiere und 9,9 Millionen Tonnen Fracht befördert. Bangkok Skytrain (BTS), Suvarnabhumi Airport Rail Link, Bangkok Metro (MRT) und seit 2021 die S-Bahnlinie SRT Red Lines sind die einzigen schienengebundenen Nahverkehrssysteme des Landes.
Die State Railway of Thailand zählt neben Thai Airways International zu den Staatsunternehmen mit den schlechtesten wirtschaftlichen Kennziffern. Die Passagierzahlen entsprechen nur 6 Prozent der Personen, die auf der Straße befördert werden, und nur 2 Prozent des Güterverkehres wird auf der Schiene abgewickelt. Eine Modernisierung des Netzes, zweigleisiger Ausbau, Anschaffung besserer Fahrzeuge und eine Erhöhung der Durchschnittsgeschwindigkeit wie der Sicherheit würde in den kommenden Jahren etwa 15 Milliarden Euro kosten. Ende 2009 wurde von der Regierung grundsätzlich beschlossen, die notwendigen Investitionen zu tätigen.

#### Luftverkehr
Thailand verfügt zwar über 30 Flughäfen, jedoch findet nicht auf allen ein regelmäßiger kommerzieller Flugverkehr statt. Es wurden zur Ankurbelung des Tourismus in teils abgelegenen Gebieten des Landes Flughäfen errichtet, wo jedoch der Linienflugverkehr nach kurzer Zeit wieder eingestellt wurde. Dies sind zum Beispiel der Flughafen Betong, der Flughafen Phetchabun sowie der Flughafen Nakhon Ratchasima. Der internationale Großflughafen von Thailand ist seit Oktober 2006 der Flughafen Bangkok-Suvarnabhumi. Er liegt südöstlich der Hauptstadt Bangkok in der Provinz Samut Prakan und ist ein wichtiges Luftfahrt-Drehkreuz Südostasiens. Er wird von über 80 Fluglinien angeflogen und fertigte 2013 50 Millionen Passagiere und 1.200.000 Tonnen Fracht ab. Die wichtigsten Fluggesellschaften Thailands sind die 1960 gegründete staatliche Thai Airways International, die 1968 gegründete private Bangkok Airways und die 2003 gegründete Billigfluggesellschaft Thai AirAsia.

### Telekommunikation
Das Telefonnetz Thailands ist speziell auf dem Land nicht sehr gut ausgebaut, lange Wartezeiten auf einen Telefonanschluss können die Folge sein. Dagegen ist der Gebrauch von Mobiltelefonen sehr weit verbreitet, im Jahr 2015 kamen bereits 105 Mobiltelefone auf 100 Einwohner. Im Jahr 2023 nutzten 89,5 Prozent der Einwohner Thailands das Internet. Die digitale Infrastruktur konnte in den letzten Jahren stark ausgebaut werden, die durchschnittliche Internetgeschwindigkeit war Anfang 2017 schneller als die Kanadas oder Deutschlands.

## Kultur

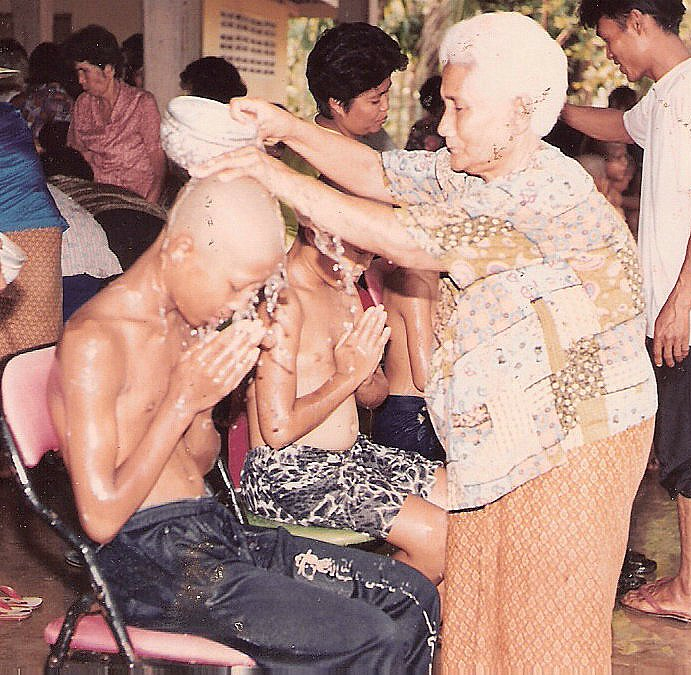
Vor der Ordination im Buddhismus respektieren thailändische Jungen ihre Ältesten beim Songkran Festival.

Die Kultur Thailands ist stark von den Kulturen jener Völker beeinflusst, die das Land vor der Ankunft der Thai besiedelten, sowie von seinen Nachbarn. Es sind dies vor allem die indische, kambodschanische und chinesische Kultur. Religiöse Vorstellungen aus dem Buddhismus, aber auch dem Hinduismus, Ahnenkult, ethnischen Religionen und dem chinesischen Volksglauben sind stark im Denken und Handeln der Thailänder verwurzelt. Dies findet seinen Ausdruck zum Beispiel darin, dass der Kopf der heiligste Teil des Körpers ist. Die Füße gelten hingegen als schmutzig; über jemanden hinüberzusteigen oder etwas mit dem Fuß festzuhalten gilt als Beleidigung.
Seniorität spielt in der thailändischen Gesellschaft eine ganz bedeutende Rolle. Ältere Geschwister sind den jüngeren gegenüber verpflichtet, im Gegenzug schuldet der Jüngere dem Älteren Gehorsam. Der traditionelle Gruß Wai wird Höhergestellten entgegengebracht; der König als am höchsten gestellte Person des ganzen Landes wird, ebenso wie seine Bildnisse, verehrt. Thailand hat einen eigenen Kalender, der dem gregorianischen Kalender um 543 Jahre voraus ist.

### Architektur
Das traditionelle Wohngebäude in Thailand ist das hölzerne Pfahlhaus. Es stellt eine Anpassung an das Klima des Landes dar, denn es schützt vor den regelmäßig auftretenden Überschwemmungen und vor wilden Tieren. Das hohe Dach erlaubt eine optimale Durchlüftung. Der Raum unter dem Haus kann als Lager oder als Stall für die Haustiere genutzt werden. Pfahlhäuser sind auf dem Land zwar noch häufig anzutreffen, allerdings ist Holz als Baustoff mittlerweile sehr teuer geworden. Daher überwiegen heutzutage Betonbauten oder Gebäude aus Fertigbauteilen.

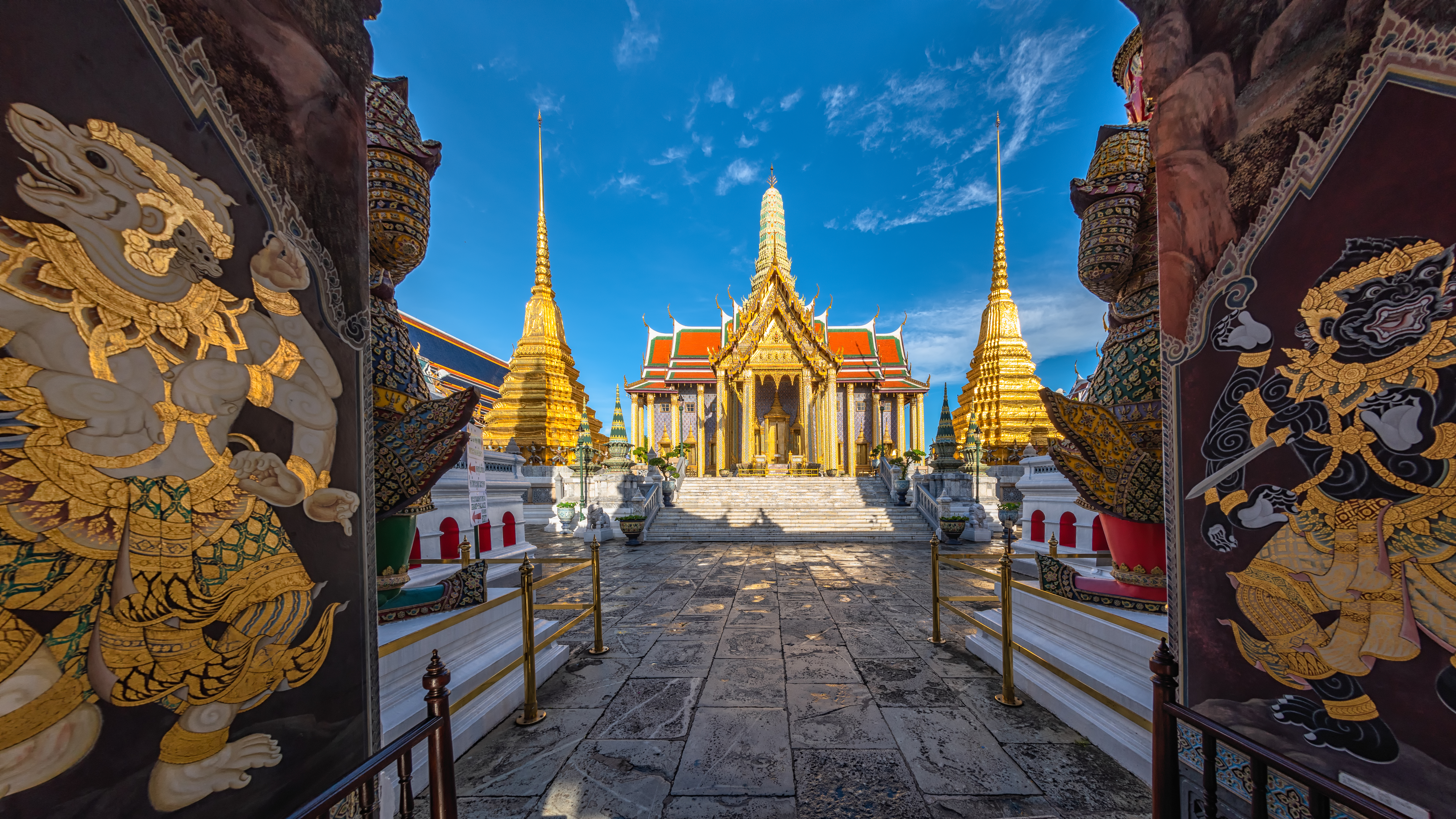
Der Wat Phra Kaeo, üppig ausgestattet mit feinster Schnitzerei und Verzierungen

Die religiöse Architektur der frühen Sukhothai-Periode ist stark von Khmer-Elementen durchdrungen. Die erhaltenen Denkmäler sind durch die Verwendung von Sandstein und an ihren rechteckigen Fenstern zu erkennen. Später entwickelten die Architekten Siams ihren eigenen Stil mit mehrstöckigen Dächern und zahlreichen Türmen. Stuck ersetzte den Sandstein und der chinesische Einfluss brachte in neuerer Zeit unter anderem die Verwendung von Porzellanornamenten in vielerlei Farben. Die thailändische Architektur brachte historische Denkmäler wie den Wat Phra Kaeo hervor, der mit feinster Schnitzerei und Verzierungen geradezu überladen ist. Der Wat Benchamabophit ist eines der bedeutendsten Beispiele buddhistischer Architektur des letzten Jahrhunderts. Er wurde 1899 aus italienischem Marmor erbaut und ist mit mehrstöckigen orangefarbenen Dächern gedeckt.
Zum UNESCO-Welterbe gehören die historischen Parks der Ruinenstadt von Sukhothai, die zusammen mit Si Satchanalai und Kamphaeng Phet nominiert wurde, sowie der Geschichtspark Ayutthaya und die bronzezeitliche Ausgrabungsstätte Ban Chiang.

### Theater

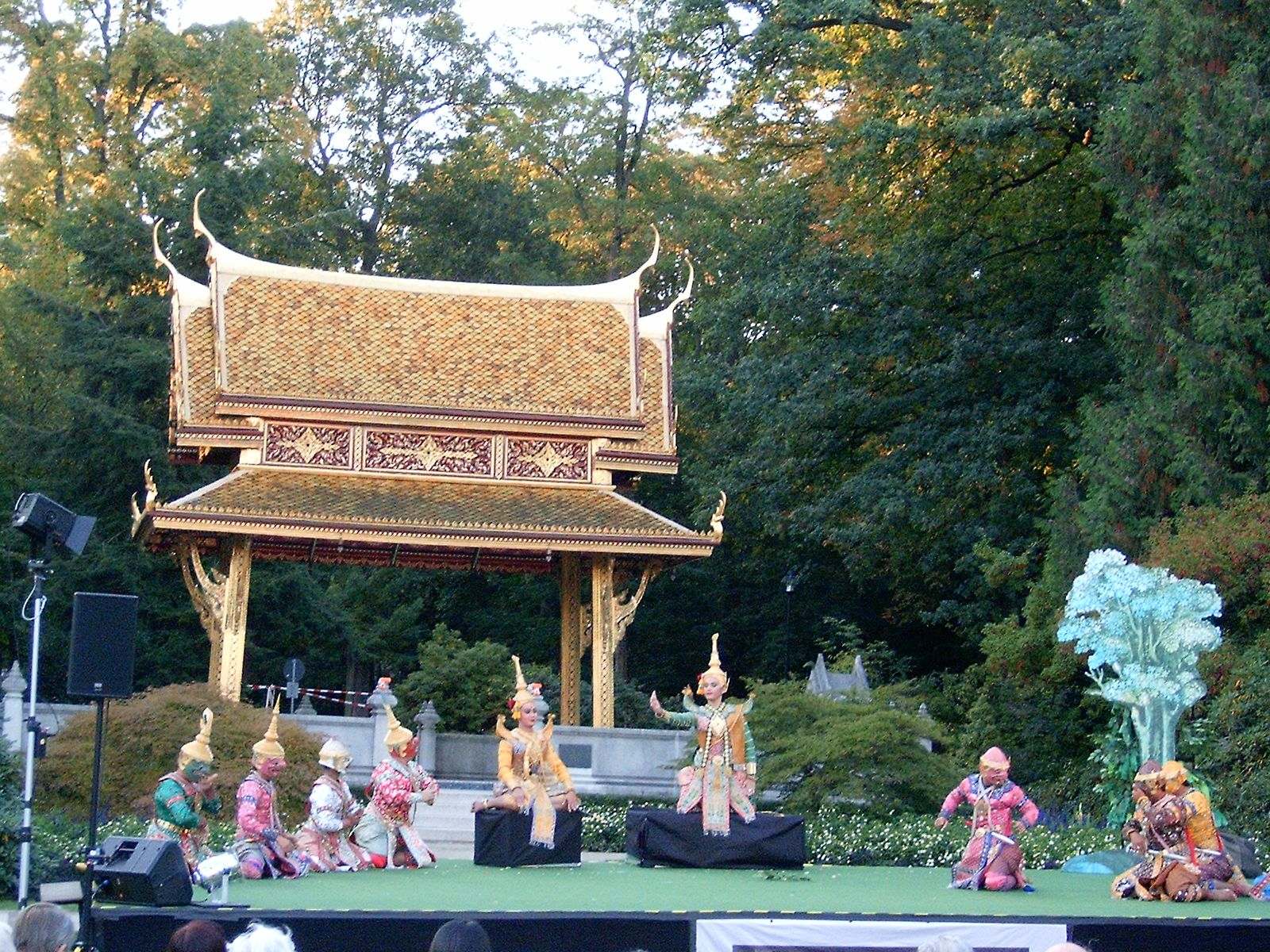
Khon-Aufführung in Bad Homburg

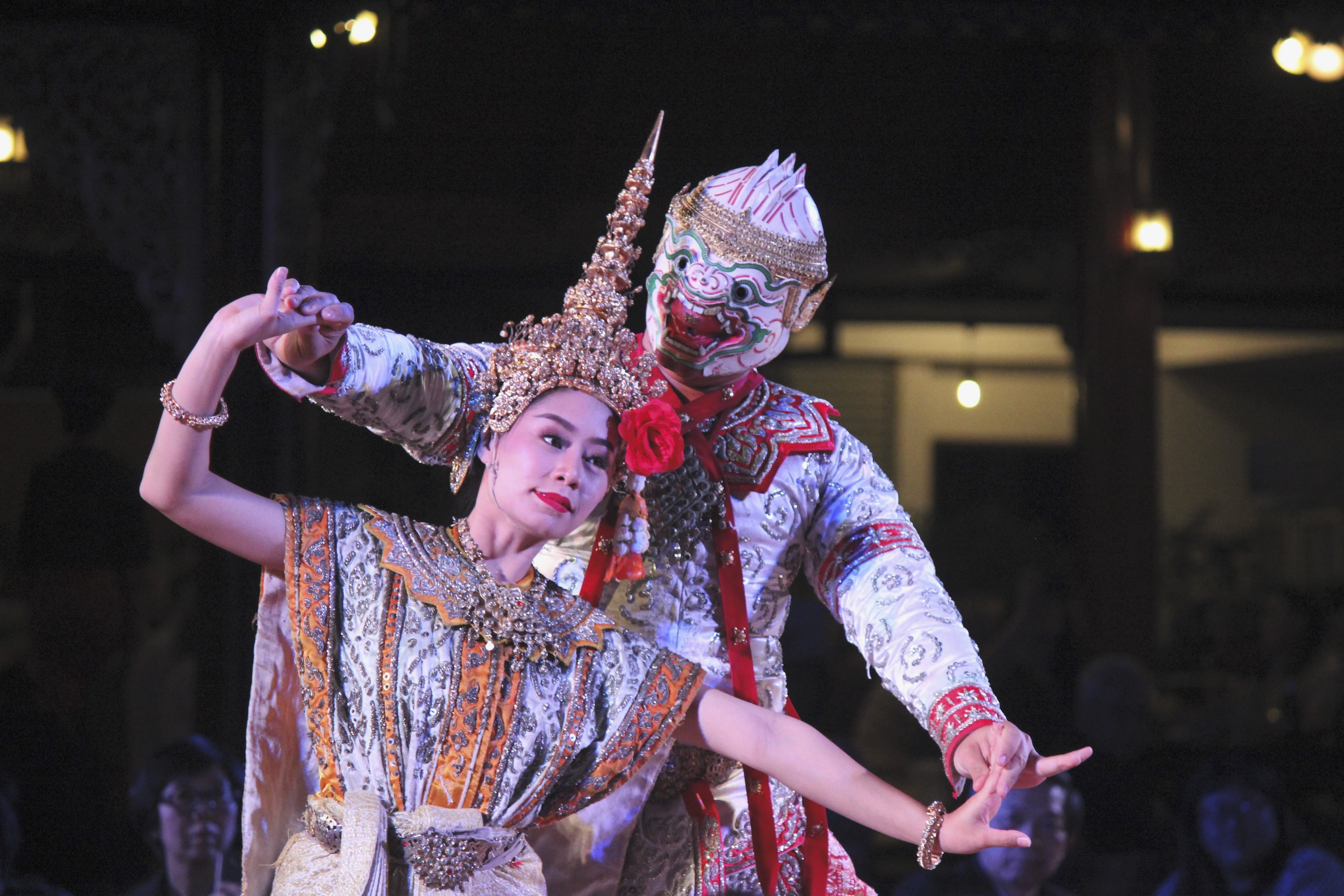
Khon Tanz

Das traditionelle thailändische Theater unterscheidet sich grundlegend vom westlichen Theater. Es besteht aus der Rezitation eines Textes durch einen Erzähler, meist von Musik untermalt, während auf der Bühne Pantomimen auftreten oder getanzt wird. Die Schauspieler führen zuweilen einen Sprechgesang auf. Der Stoff für die Stücke entstammt meist dem thailändischen Epos Ramakian oder anderen märchenhaften oder fantastischen Legenden.
Von der traditionellen Theaterform Lakhon gibt es zwei Strömungen. Lakhon Nok ist das alte thailändische Volkstheater, während Lakhon nai nur im königlichen Palast aufgeführt wurde. Die Schauspieler, die meist prachtvolle Kostüme und Masken tragen, stellen ihre Figur mit einer komplizierten Mimik und Tanzfiguren dar, die lange trainiert werden müssen. Eigentümlich ist, dass das Ideal von Weichheit und Geschmeidigkeit des Tanzes durch Überdehnung der Gliedmaßen entgegen den Gelenken erreicht wird. Typisch ist das Auftreten eines Spaßmachers, der meist derbe Scherze zur Belustigung des Publikums von sich gibt.
Das traditionelle thailändische Maskenspiel Khon ist bedeutend älter als Lakhon und wurde wahrscheinlich von den Khmer oder anderen indisierten Völkern übernommen. Hier wird Ramakian dargestellt und wurde in der Ayutthaya-Zeit ausschließlich von Männern aufgeführt.
Das traditionelle Schattentheater Nang yai wurde möglicherweise aus dem heutigen Indonesien in die thailändische Kultur eingeführt. Die Akteure des Stückes tanzen mit großen Figuren in den Händen vor und hinter einer durchscheinenden Leinwand, hinter der ein Feuer brennt oder eine andere Lichtquelle installiert ist. Hierbei wird ein Text rezitiert und gesungen und durch ein Orchester untermalt. Nang yai durfte früher nur am Königshof aufgeführt werden. Für das jüngere und bis heute populäre, südthailändische Schattentheater Nang talung, werden kleinere Figuren von durchschnittlich 50 cm Höhe verwendet.
Diese einst in der thailändischen Gesellschaft tief verwurzelten Kulturformen sind heute durch das Fernsehen weitgehend verdrängt. Aufführungen werden zwecks Kulturpflege nur gelegentlich veranstaltet.

### Musik
Die Geschichte der Musik Thailands ist nicht genau zu rekonstruieren. Sie vereint Einflüsse der chinesischen und indischen Musik und ist mit jener der Khmer und Mon verwandt. Bereits die Steininschrift König Ramkhamhaengs berichtet, dass in ganz Sukhothai viel Musik erklang. Auch im Königreich Ayutthaya im 15. Jahrhundert war Musik in der Bevölkerung außerordentlich populär. Die höfische thailändische Musik klingt für das westliche Ohr ungewohnt, da die Oktave in sieben gleich große Tonschritte unterteilt wird. Die Melodien sind zudem motivisch aufgebaut, was viele Passagen sich wiederholend erscheinen lässt. Es gab in Thailand niemals eine Notation, die Musiktradition wurde durch Hören und Nachahmen weitergegeben.

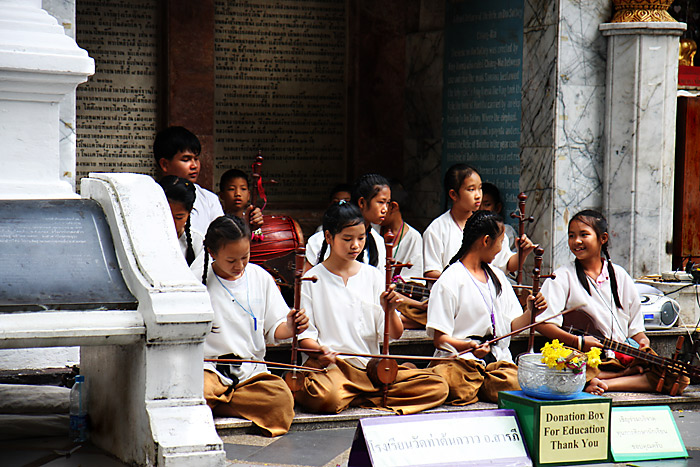
Schulmädchen und Jungen spielen Khrüang Sai vor einem Tempel

Das bekannteste klassische thailändische Orchester ist das Pi Phat, das traditionell für die Begleitung von Bühnenstücken bestimmt ist und in seiner Grundform aus einem Vierfachrohrblattinstrument (pi nai), einem Kreis aus Buckelgongs (gong wong), einem Xylophon (ranat ek), Zimbeln (ching), einer Fasstrommel (taphon) und einer größeren Fasstrommel (klong that) besteht. Daneben gibt es zahlreiche weitere Orchesterformen, darunter das Khrüang Sai, bestehend aus der Bambuslängsflöte khlui, Saiteninstrumenten (so duong, so u und chakhe), der Rahmentrommel rammana, der Bechertrommel thon und Handzimbeln (ching). Das Mahori begleitet typischerweise Gesang und hat eine ähnliche Besetzung wie das Khruong Sai.
Nach 1932 wurde thailändische Musik vermehrt mit westlichen Instrumenten gespielt. Westliche Musik hat die klassische thailändische Musik bis heute weitgehend verdrängt. Kommerzielle thailändische, asiatische und westliche Popmusik ist allgegenwärtig, während die traditionelle Musik als Kulturerbe gepflegt und erhalten wird. Hier ist etwa Prinzessin Maha Chakri Sirindhorn engagiert, während der verstorbene König Rama IX. Jazz-Musiker war.
In der Nordostregion lebt das kulturelle Erbe der laotischstämmigen Bevölkerung unter anderem in der typischen Mor-Lam-Musik fort. Den typischen Klang produziert die Mundorgel khaen.

### Malerei

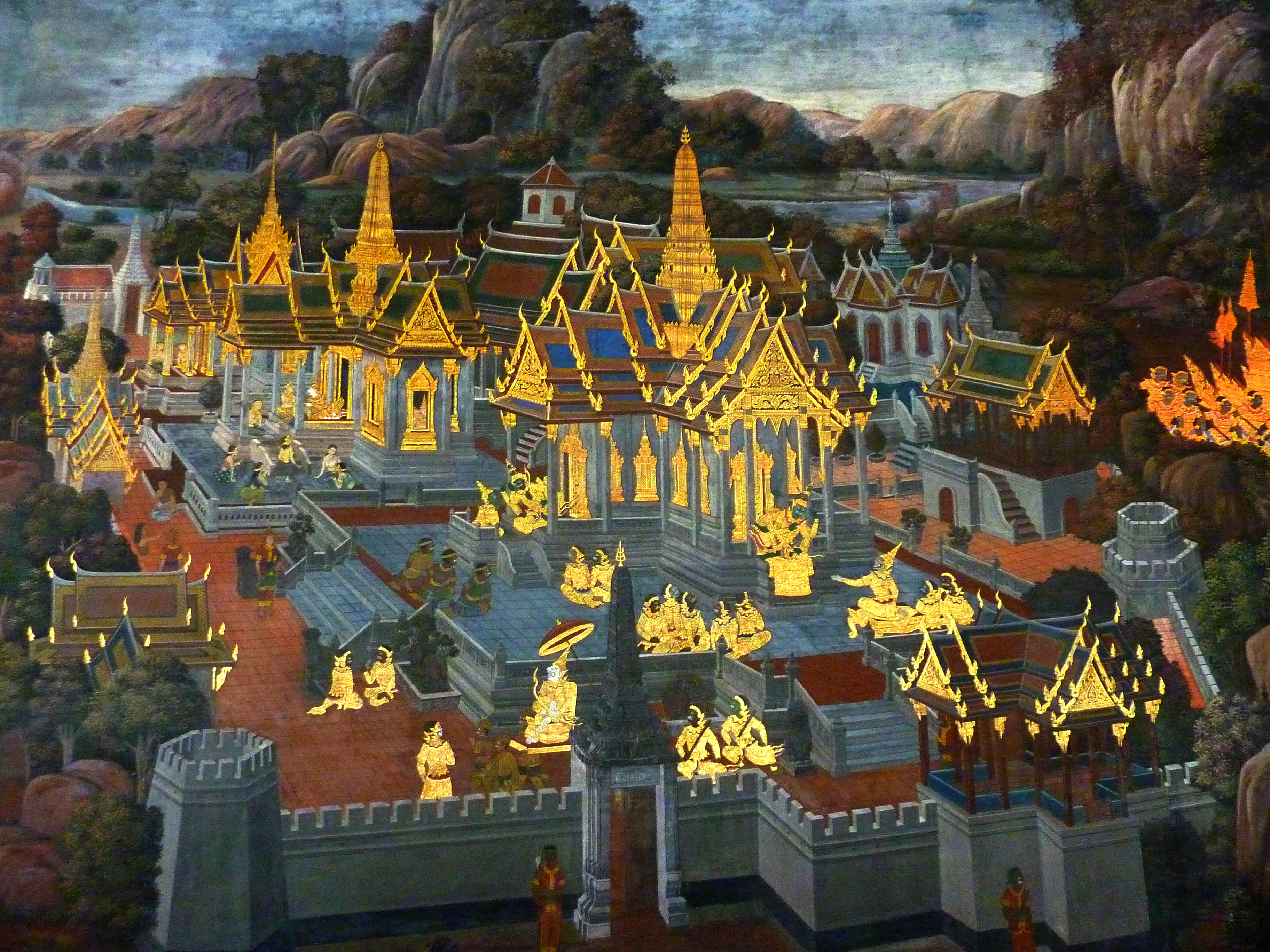
Wandmalerei im Wat Phra Kaeo

Mit Malereien wurden die Wände von Tempeln und Palästen verziert, um die Schönheit der von ihnen umgebenen Objekte zu betonen. Im Unterschied zur westlichen Malerei kennt die traditionelle thailändische Malerei fast keine Perspektive. Alle Figuren wurden zweidimensional dargestellt und ihre Größe in der Darstellung hing von ihrer Bedeutung für das dargestellte Geschehen ab (Bedeutungsperspektive). Motive waren vor allem religiöser Art, wie Szenen aus dem Leben Buddhas. Gemalt wurde mit Temperafarben, wobei anfänglich Pigmente in fünf Farben zur Verfügung standen. Die Wandmalereien in den Tempeln Wat Suthat (Bangkok) oder Wat Suwannaram (Thonburi) sind besonders bedeutend.
Zu Beginn des 19. Jahrhunderts begann man, Farbpigmente aus China zu importieren, später wurden chemische Pigmente verwendet. Die Malereien wurden nun farbenfroher. Gleichzeitig hielten westliche Konzepte wie Schatten und Perspektive in die thailändische Malerei Einzug.
Bedeutende Maler der traditionellen Technik sind Fua Hariphitak, Chalerm Nakiraks, Sanit Ditthaphan oder Tawee Nanthakwang, die auch als Nationalkünstler ausgezeichnet wurden. Zeitgenössische Maler Thailands sind etwa Chakrabhand Posayakrit oder Thawan Duchanee.

### Kunsthandwerk
Die Weberei, besonders die Seidenweberei, ist in der Kultur der Bewohner Nordostthailands tief verwurzelt. Sie erlebte einen vorübergehenden Niedergang, nachdem billigere Seide aus China und Japan importiert wurde. Heute werden Spezialitäten wie Matmi-Seide (auch: „Mutmee“-Seide, Thai: มัดหมี่) oder Brokat mit eingewebten Gold- und Silberfäden hergestellt, die hohes Können erfordern, hohe Preise erzielen und von den Käufern für spezielle Anlässe verwendet werden. Seidenstickereien haben bei einigen Bergvölkern, speziell den Yao und Hmong, eine lange Tradition.
Es gibt in Thailand zahlreiche regional verschiedene Stilrichtungen der Töpferkunst. Die Töpferei hatte bereits im 13. Jahrhundert einen Höhepunkt ihrer Entwicklung, als der Herrscher Sukothais 300 Töpfer aus China ins Land holen ließ. In der Folge wurden die Erzeugnisse nach ganz Südostasien exportiert.
Reich verzierte Gegenstände wie Möbel, Schwerter, Becher, Kannen oder religiöse Symbole haben in Thailand eine lange Tradition. Sie können aus Silber gefertigt sein; die bedeutendsten Silberschmieden befinden sich in Chiang Mai. Gegenstände aus Niello, Lackschnitzereien oder solche mit Perlmutt-Einlagen werden ebenso hergestellt.

### Film

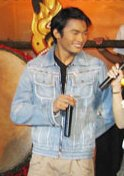
Tony Jaa

Die thailändische Filmgeschichte reicht bis ins Jahr 1897 zurück, als der Besuch König Chulalongkorns in Bern von François-Henri Lavancy-Clarke gefilmt wurde. Als dieser Film später in Bangkok vorgeführt wurde, stieg das Interesse der königlichen Familie Thailands an diesem Medium. Daraufhin wurde die nötige Filmtechnik ins Land gebracht, um weitere ausländische Filme zeigen zu können. In den 1920er Jahren wurde die thailändische Filmindustrie begründet und in den 1930er Jahren erlebte diese ihr erstes „goldenes Zeitalter“. Die Jahre nach dem Zweiten Weltkrieg sahen ein Wiederaufleben des thailändischen Films, in denen hunderte 16-mm-Filme produziert wurden, vor allem Action-Filme. Die Konkurrenz Hollywoods brachte die Filmlandschaft Thailands in den 1980er und 1990er Jahren auf einen Tiefpunkt.
Heutige thailändische Filme sind in der Regel kommerzielle Produkte, die nur zu Unterhaltungszwecken dienen. Die Schauspieler werden nach Attraktivität für das Publikum ausgewählt. Anspruchsvollere Produktionen, die eine soziale Botschaft haben, sind selten und haben in der Regel keinen wirtschaftlichen Erfolg. Hierzu zählen beispielsweise die Arbeiten von Wichit Khunawut. Weitere populäre Regisseure, die zur neuen Welle gehören, sind Nonzee Nimibutr, Pen-Ek Ratanaruang und Apichatpong Weerasethakul sowie Kampfkunst-Star Tony Jaa.
Thailand ist ein beliebter Drehort für ausländische Filme, Streifen wie Der Mann mit dem goldenen Colt, The Killing Fields – Schreiendes Land, Die durch die Hölle gehen, The Beach oder Air America wurden an verschiedenen Orten des Landes aufgenommen.

### Feste und Feiertage

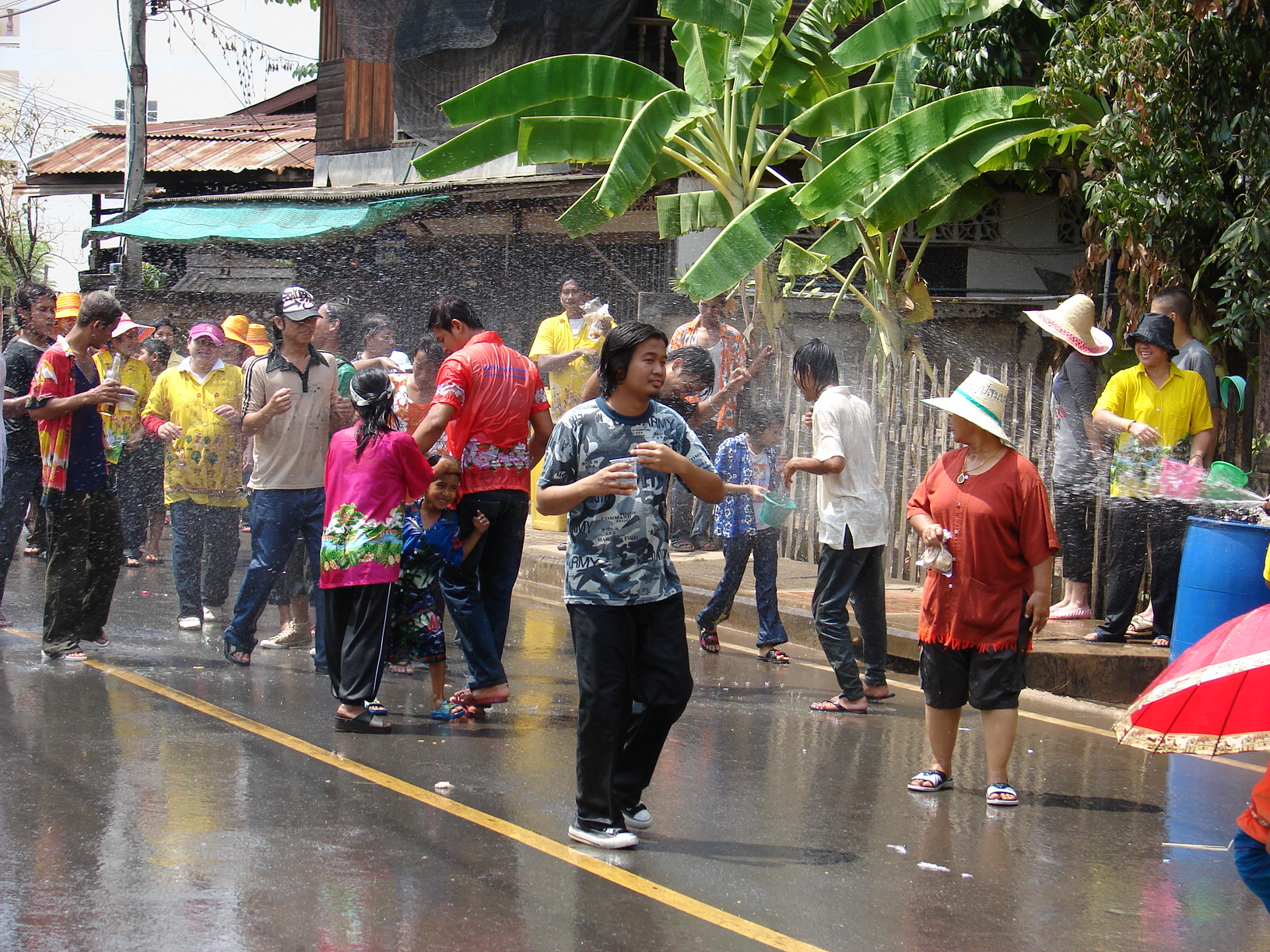
Straßenumzug und Wasserschlacht zu Songkran 2007 in Uttaradit

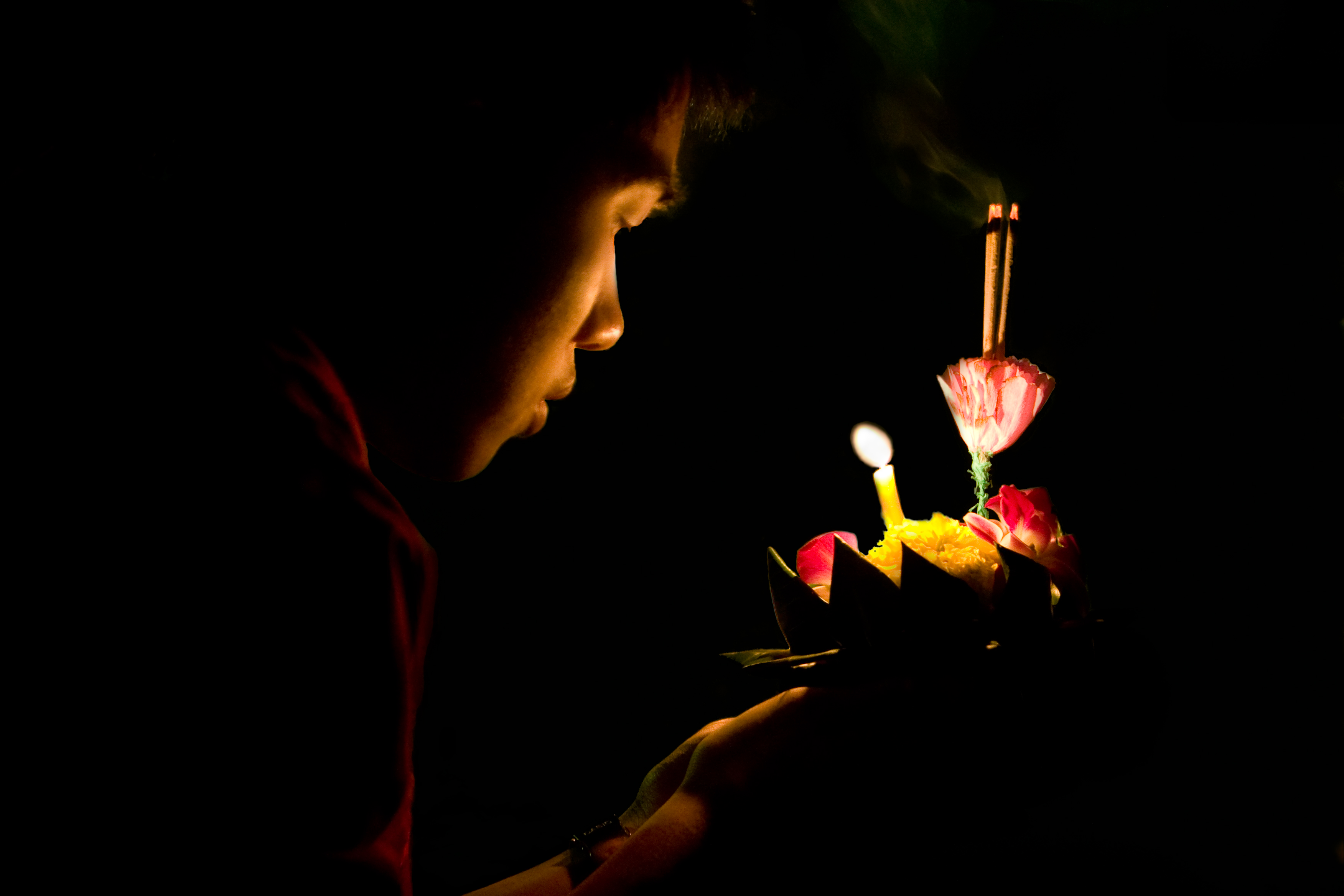
Loi Krathong 2007 im Lumpini Park, Bangkok

In Thailand werden sowohl traditionelle thailändische, buddhistische wie auch westliche Feiertage begangen. Die thailändischen Feiertage richten sich nach dem Mondkalender und fallen somit von Jahr zu Jahr auf ein jeweils anderes Datum. Fällt ein Feiertag auf einen Samstag oder Sonntag, so ist der erste Wochentag danach arbeitsfrei.
Der bedeutendste Feiertag in Thailand ist das Neujahrsfest Songkran, das zwischen dem 13. und 15. April stattfindet und vor allem für den Brauch, sich gegenseitig mit Wasser zu bespritzen, bekannt ist. Loi Krathong fällt in der Regel in den November, hier werden mit Blumen und Kerzen geschmückte kleine Flöße in die Flüsse und Kanäle gesetzt. Regional werden leuchtende kleine Heißluftballons aus Papier steigen gelassen (siehe Kong-Ming-Laterne). Buddhistische Feiertage sind Visakha Puja, an dem der Geburt, der Erleuchtung und des Todes Buddhas gedacht wird, Magha Puja, der mit Kerzenprozessionen in den Tempeln gefeiert wird, oder Ok Phansa. Des Weiteren sind die Geburtstage des Königs, der Königin sowie der Jahrestag der Krönung des Königs offizielle Feiertage. Für die chinesische Minderheit ist das chinesische Neujahrsfest der bedeutendste Feiertag.

### Medien
Fernsehen
Das Fernsehen ist für die meisten Thailänder das wichtigste Medium zum Empfang von Nachrichten und anderen wichtigen Informationen. Regelmäßige Fernsehsendungen gibt es in Thailand seit 1955. 2003 wurde der Bestand von Fernsehern in Thailand auf über 15 Millionen geschätzt. Es gibt sechs landesweite, frei empfangbare Fernsehsender, die von sechs verschiedenen Gesellschaften betrieben werden. Meist stehen dahinter aber die Armee und andere staatliche Organisationen.
Weiterhin können über Kabel und Satellit zahlreiche kommerzielle Sender empfangen werden. Nach dem UNDP sind die Nachrichten häufig politisch einseitig und die populären Fernsehdramen und Seifenopern (Lakhon) verfolgten alte Klischees und zeigten auch Gewalt gegen Frauen.
In Bangkok wird über den UHF-Kanal 60, DVB-T (digitales Antennenfernsehen) verbreitet. Ab 2015 wurde das analoge terrestrische Fernsehen in Thailand nach und nach abgeschaltet. Digitale, Satelliten-, Kabel- und Internetfernsehsender sind auf dem Vormarsch. Dennoch hatten die vier „großen“, frei empfangbaren Kanäle 3, 5, 7 und 9 im Jahr 2014 noch eine Einschaltquote von insgesamt 70 Prozent.
Landesweite, frei empfangbare Fernsehsender
- Kanal 3, privat (Lizenz von der teilstaatlichen Medienorganisation MCOT)
- Thai TV5, betrieben vom thailändischen Heer
- BBTV Channel 7, privat (Lizenz vom Heer)
- Modernine TV (ehemals Kanal 9), betrieben von der teilstaatlichen Medienorganisation MCOT
- NBT TV (ehemals Kanal 11), betrieben vom Amt für Öffentlichkeitsarbeit der Regierung
- Thai PBS, betrieben vom staatlichen Thai Public Broadcasting Service

Auslandsfernsehsender
- Thai Global Network wurde 2023 eingestellt.

Radio
Radiosendungen werden in Thailand seit 1928 ausgestrahlt, der staatliche Sender Radio Thailand wurde 1929 gegründet. Alle der zahlreichen Radiosender müssen ein tägliches 30-minütiges Nachrichtenprogramm ausstrahlen, das von Radio Thailand produziert wird. Neben landesweiten staatlichen und kommerziellen Radiostationen gibt es zwischen 2000 und 3000 Gemeinderadios.
Zeitungen
Tageszeitungen erscheinen auf Thai, Chinesisch und Englisch; es gibt zwei bedeutende englischsprachige, die Bangkok Post und The Nation, vier chinesischsprachige und 18 thaisprachige Tageszeitungen. Von den thaisprachigen sind Thai Rath, Daily News, Khao Sod und Matichon die einflussreichsten. Eine deutschsprachige Zeitung ist Der Farang.
Die Medienfreiheit ist erheblich eingeschränkt. Die Organisation Freedom House bewertete 2014 sowohl Presse als auch Internet in Thailand als „unfrei“. Das Militär versucht häufig erfolgreich, speziell nach Staatsstreichen Zensur direkt oder indirekt durchzusetzen. Dies geschieht meistens durch Einschüchterung oder gerichtliches Vorgehen gegen kritische Journalisten. Es herrscht auf Grundlage des „Gesetzes gegen Computerkriminalität“ von 2007 Internetzensur, blockiert werden vor allem pornographische, aber auch politisch nicht akzeptierte Inhalte, etwa (angebliche) Beleidigungen des Königs oder der Monarchie oder Inhalte bezüglich der separatistischen Bestrebungen der Moslems in Südthailand.

### Sport

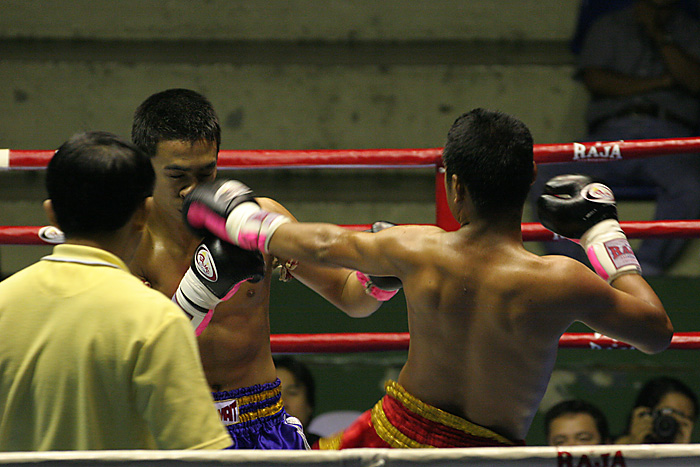
Muay Thai, Thailands Nationalsport

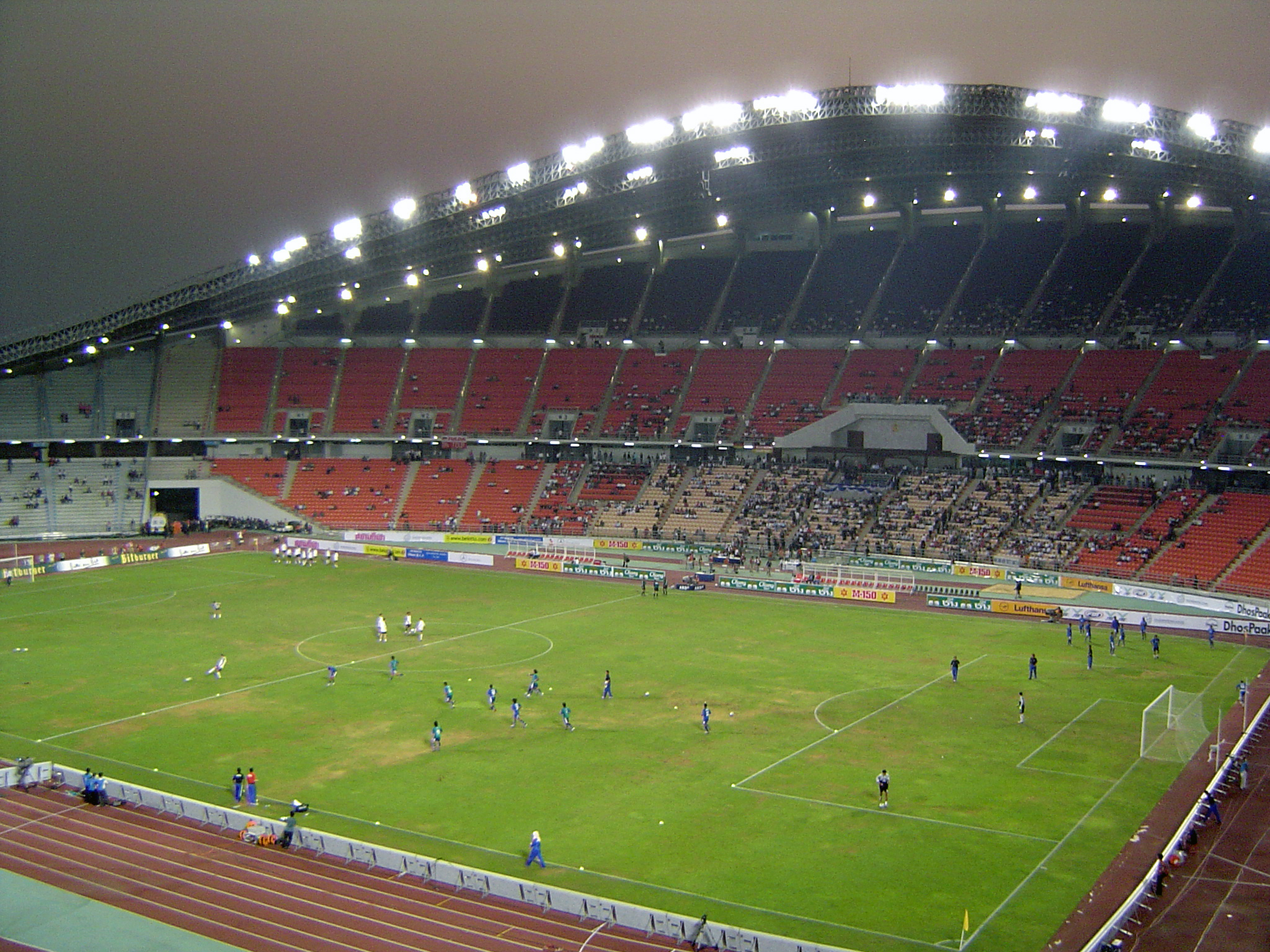
Das Rajamangala Stadium, Nationalstadion Thailands

Der Nationalsport Thailands ist das Thaiboxen, eine Kampfsportart, die in einem Ring ähnlich dem westlichen Boxen ausgeübt wird und Schläge nicht nur mit den Fäusten, sondern auch mit Ellenbogen, Füßen und Knien erlaubt. Dieser Tradition folgend, hat Thailand bei den Olympischen Spielen die meisten seiner olympischen Erfolge im Boxen erzielen können. In den letzten Jahren haben thailändische Sportler bei den Olympischen Spielen auch in den Sportarten Gewichtheben und Taekwondo Erfolge zu verzeichnen. Bei den Olympischen Sommerspielen 2016 in Rio de Janeiro hat das Land jeweils zweimal Gold, Silber und Bronze erreicht.
Weitere westliche Sportarten, die in Thailand Zulauf finden, sind Rugby, Tennis, Golf und Cricket. Der Fußball spielt eine eher untergeordnete Rolle, wenngleich Fußball im Fernsehen, speziell die Premier League, großes Aufsehen erregt. Eine lange Tradition hingegen hat das alljährliche Chula-Thammasat-Fußballspiel. Die thailändische Fußballnationalmannschaft konnte sich bisher noch nie für eine Weltmeisterschaft qualifizieren. Größter Erfolg war ein dritter Platz bei der Asienmeisterschaft 1972.
Rugby Union erfreut sich zunehmender Beliebtheit und die thailändische Rugby-Union-Nationalmannschaft war im März 2025 auf dem 73. Platz von World Rugbys Rangliste. Thailand wurde 2005 das erste Land, das ein 80 Welterweight-Rugbyturnier austrug.
Cricket erfreut sich ebenso zunehmender Beliebtheit und die thailändische Frauen-Cricket-Nationalmannschaft qualifizierte sich 2020 für ihren ersten Women’s T20 World Cup, landete jedoch auf dem letzten Gruppenplatz. Ebenso gelang die Qualifikation für bisher fünf Women’s Asia Cups. Demgegenüber ist die thailändische Cricket-Nationalmannschaft der Männer weniger erfolgreich und konnte sich noch für keinen Men’s T20 World Cup qualifizieren. Beide Mannschaften genießen wie alle anderen assoziierten Cricketteams des International Cricket Council T20I-Status.
Im Jahre 2014 wurde eine neue permanente Motorsport-Rennstrecke Chang International Circuit in Buri Ram in der Region Isan fertiggestellt. Auf dieser gastieren seit 2015 u. a. die FIM-Superbike-Weltmeisterschaft und die FIA-Tourenwagen-Weltmeisterschaft.
Special Olympics Thailand wurde 1987 gegründet und nahm mehrmals an Special Olympics Weltspielen teil.